# Napoleon Bonaparte

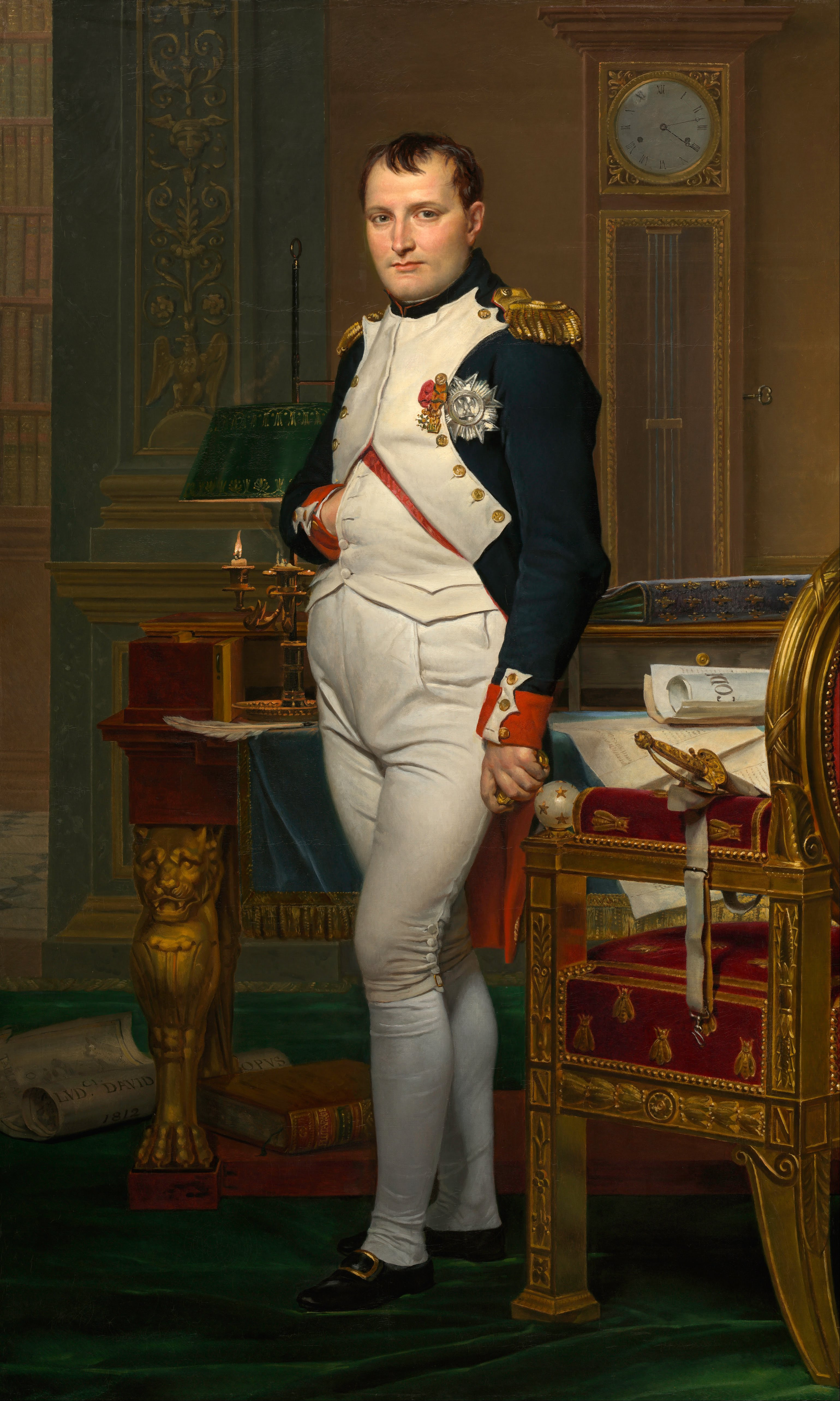
Napoleon im Arbeitszimmer mit Hand in der Weste (Gemälde von Jacques-Louis David, 1812)

Wappen Napoleons I. als Kaiser der Franzosen

Napoleon Bonaparte, als Monarch Napoleon I. (französisch Napoléon Bonaparte bzw. Napoléon Ier; * 15. August 1769 in Ajaccio auf Korsika als Napoleone Buonaparte; † 5. Mai 1821 in Longwood House auf St. Helena im Südatlantik), war General der Ersten Französischen Republik, Erster Konsul Frankreichs und schließlich Kaiser der Franzosen. Von 1805 bis zu seinem Sturz war er auch König von Italien und von 1806 bis 1813 Protektor des Rheinbundes.
Aus korsischer Familie stammend, stieg Bonaparte während der Französischen Revolution in der Armee auf. Er erwies sich als militärisches Talent ersten Ranges. Vor allem die Feldzüge in Italien und in Ägypten machten ihn populär. Dies ermöglichte ihm, durch den Staatsstreich des 18. Brumaire VIII (9. November 1799), zunächst als einer von drei Konsuln, die Macht in Frankreich zu übernehmen. Während des Konsulats von 1799 bis 1804 und des Ersten Kaiserreichs von 1804 bis 1814 sowie nochmals 1815 stand er einem diktatorischen Regime mit plebiszitären Elementen vor.
Durch verschiedene Reformen – etwa die der Justiz durch den Code civil oder die der Verwaltung – hat Napoleon die staatlichen Strukturen Frankreichs bis in die Gegenwart hinein geprägt und die Schaffung eines modernen Zivilrechts in besetzten europäischen Staaten initiiert. Außenpolitisch errang er, gestützt auf die Armee, zeitweise die Herrschaft über weite Teile Kontinentaleuropas. Im Königreich Italien trat er selbst an die Staatsspitze, in anderen Ländern setzte er Familienmitglieder und Vertraute als Monarchen ein. Während es ihm gelang, zeitweise auch Preußen und Österreich in sein Bündnissystem zu zwingen, brachte ihn seine Hegemonialpolitik in einen dauerhaften Konflikt mit Großbritannien und Russland. Durch die von ihm eingeleitete Auflösung des Heiligen Römischen Reiches 1806 wurde die staatliche Gestaltung Mitteleuropas zu einer zentralen Frage im 19. Jahrhundert. Während er den Nationalstaatsgedanken anfangs selbst noch außerhalb Frankreichs verbreitet hatte, erschwerte gerade dessen Erfolg, insbesondere in Spanien, Deutschland und Russland, die Konsolidierung der napoleonischen Ordnung in Europa.
Auf den für Frankreich katastrophalen Ausgang des Russlandfeldzugs von 1812 folgten die Befreiungskriege, die Erschütterung der französischen Vorherrschaft in Europa und 1814 der Sturz Napoleons. Nach seiner Verbannung auf die Mittelmeerinsel Elba kehrte er 1815 während der Herrschaft der Hundert Tage noch einmal an die Macht zurück. In der Schlacht bei Waterloo endgültig besiegt, wurde er bis zu seinem Lebensende auf die abgelegene, britisch kontrollierte Atlantikinsel St. Helena verbannt.

## Leben

### Herkunft und Kindheit

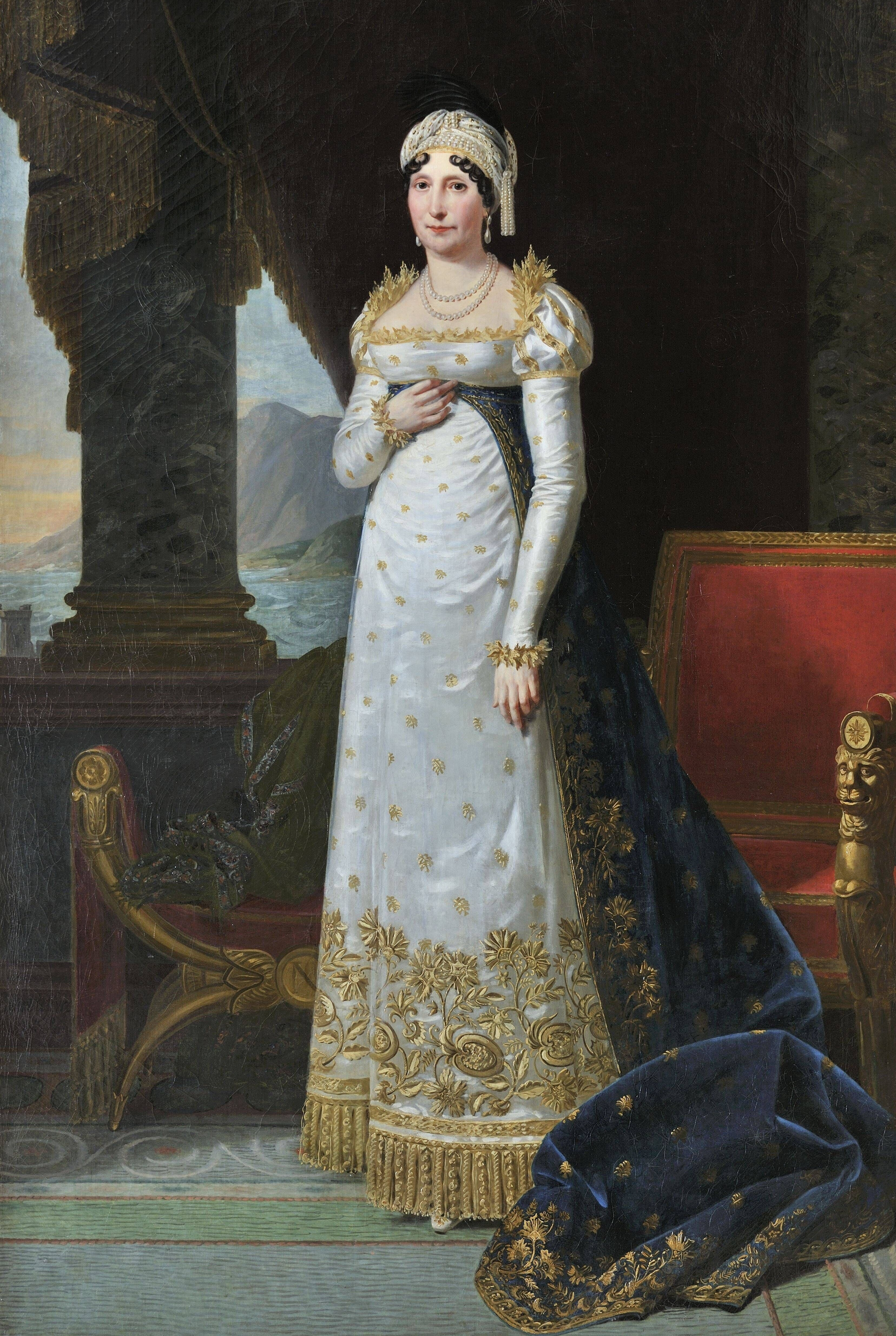
Letizia Buonaparte, die Mutter des Kaisers (Ölgemälde von Robert Lefèvre von 1813)

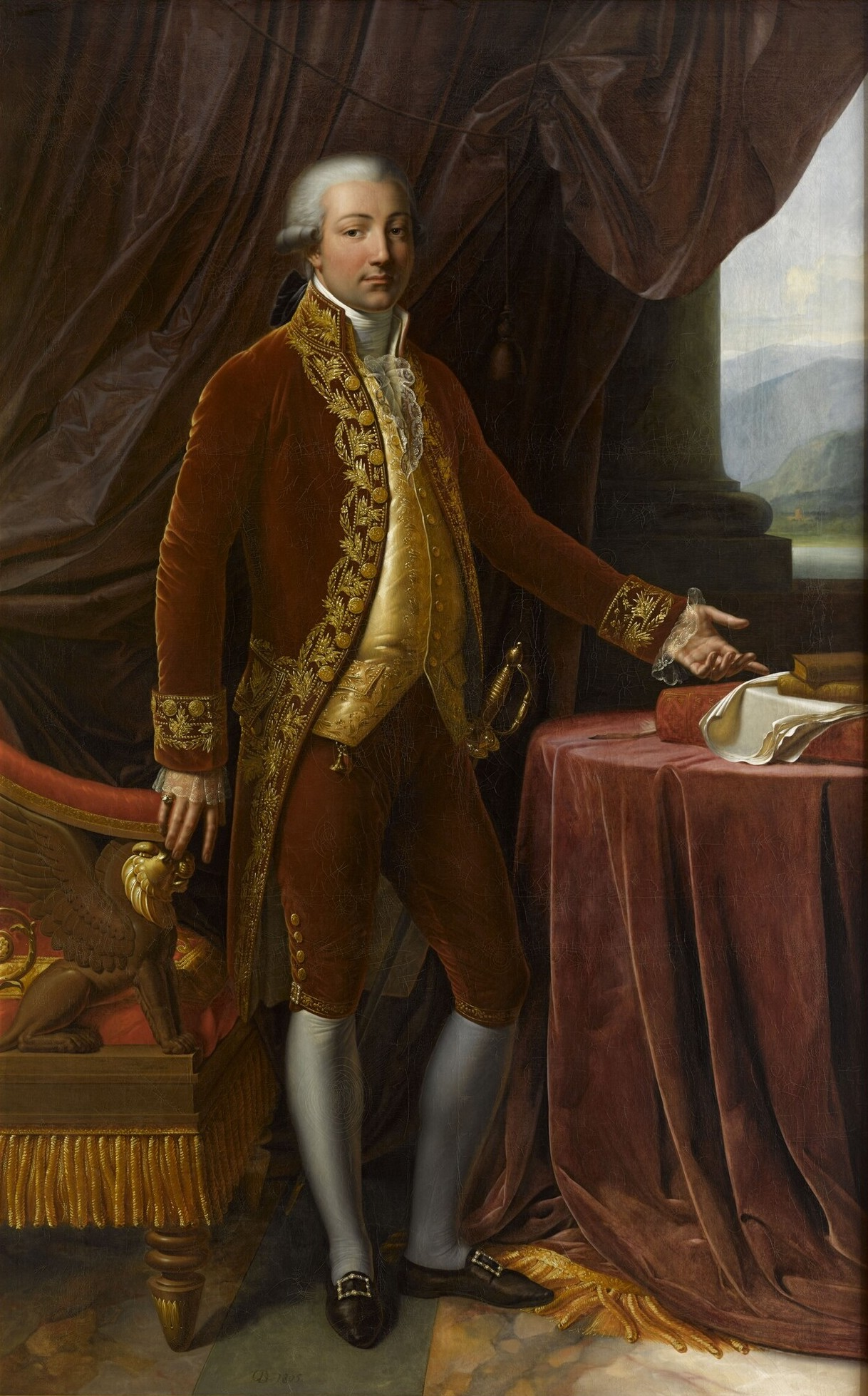
Carlo Buonaparte, der Vater (Gemälde von Anne-Louis Girodet-Trioson, 1806)

Napoleon wurde als Napoleone Buonaparte (korsisch Nabulione) in der Maison Bonaparte in Ajaccio auf der Insel Korsika geboren, die nach einem langen Unabhängigkeitskrieg gegen die Republik Genua von dieser 1768 an Frankreich verkauft worden war. Er war der zweite Sohn von Carlo Buonaparte und Letizia Ramolino, die gemeinsam 13 Kinder hatten, von denen jedoch nur acht die frühen Kindheitsjahre überlebten. Am 21. Juli 1771 wurde Napoleon in der Kathedrale Notre-Dame-de-l’Assomption getauft. Die Familie gehörte dem korsischen Kleinadel an und war seit dem frühen 16. Jahrhundert auf der Insel ansässig. Ihre Wurzeln liegen in der italienischen Toskana. Napoleons Großvater war der korsische Politiker Giuseppe Maria Buonaparte; sein Vater Carlo war der Sekretär von Pascal Paoli, einem korsischen Revolutionär und Widerstandskämpfer, und hatte mit diesem für die Unabhängigkeit Korsikas gekämpft. Nach anfänglichen Erfolgen wurden die Aufständischen in der Schlacht bei Ponte Novu vernichtend geschlagen, und Paoli ging ins Exil nach Großbritannien.
Die Klagen über die verlorene Freiheit und die Opfer gehörten zu den ersten prägenden Einflüssen von Napoleons Kindheit, und Paoli blieb bis in die 1790er Jahre sein Idol und Vorbild. Napoleons Vater hatte als studierter Jurist zwar an einer korsischen Verfassung mitgearbeitet, beugte sich aber 1769 rasch der französischen Oberhoheit. Er arbeitete fortan als Advokat und Richter sowie als Winzer und Landwirt auf seinen Gütern. Sein Entgegenkommen brachte ihm die Gunst der neuen französischen Herren ein. Im Jahr 1771 wurde er besoldeter Assessor in Ajaccio. Darüber hinaus war er gewählter Adelsvertreter im korsischen Standesparlament und in Paris.
Die erste, wenig anspruchsvolle Ausbildung erhielten die Kinder der Buonapartes in der Stadtschule von Ajaccio, später wurden Napoleon und einige seiner Geschwister von einem Abbé in Schreiben und Rechnen unterrichtet. Vor allem in letzterem soll sich Napoleon ausgezeichnet haben. Aufgrund der umfangreichen Bibliothek des Vaters und seines Einflusses interessierten sich seine älteren Söhne früh für Geschichte, Literatur und Jura.

### Jugend und militärische Ausbildung
Aufgrund seiner Zusammenarbeit mit den Franzosen gelang es Carlo Buonaparte, vom Gouverneur Korsikas, Louis Charles Graf de Marbeuf, königliche Stipendien für seine Söhne Napoleon und Joseph zu erhalten. Während der ältere Sohn auf den Priesterberuf vorbereitet werden sollte, war der jüngere für die Militärlaufbahn vorgesehen. Im Dezember 1778 verließen beide zusammen die Insel und kamen zunächst auf das Collège von Autun, um vor allem die französische Sprache zu lernen. Im folgenden Jahr ging Napoleon an die Kadettenschule von Brienne. Hier galt der wenig wohlhabende Stipendiat und einzige Korse als Außenseiter.

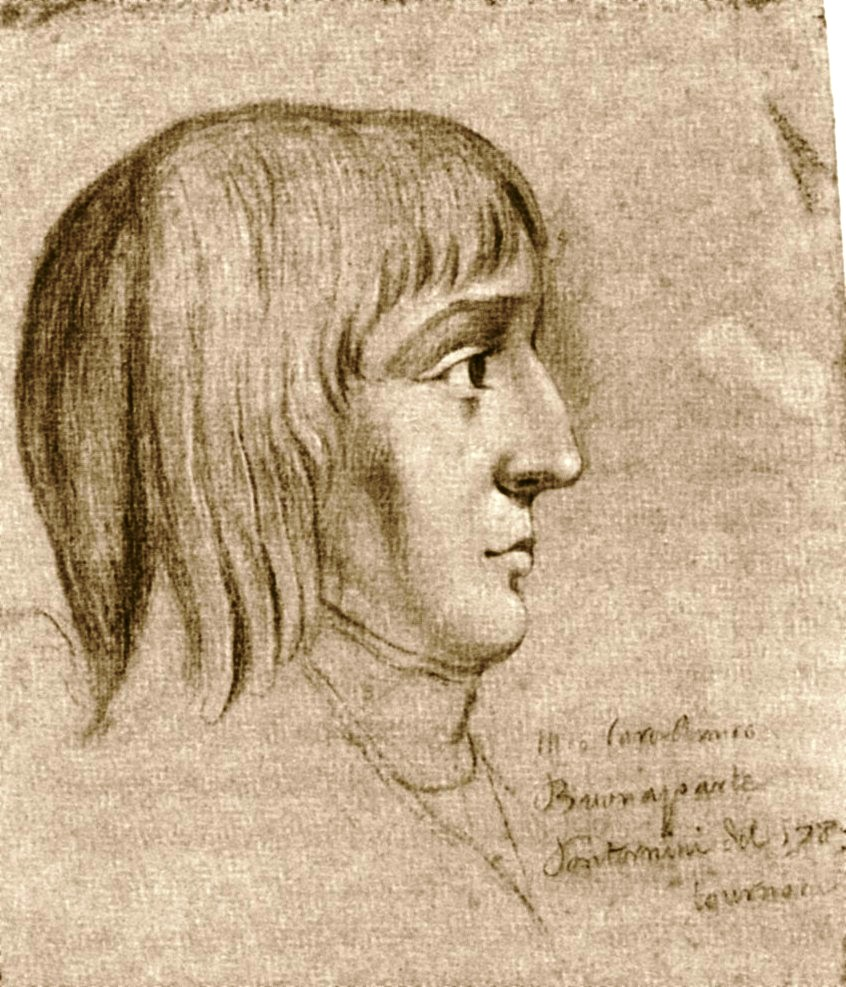
Napoleon im Alter von 16 Jahren (Kreidezeichnung eines unbekannten Zeichners, 1785)

Seine schulischen Leistungen waren unterschiedlich; ein besonderes Talent entwickelte er in der Mathematik. Sein Latein blieb so schlecht, dass er darin gar nicht erst geprüft wurde. Seine Orthographie im Französischen war mangelhaft, sein Stil hatte sich dagegen durch umfangreiche Lektüre deutlich verbessert. Dabei interessierte er sich für die großen Helden der Geschichte wie Alexander den Großen und Julius Caesar.
Nach einer problemlos bestandenen Prüfung war er zunächst für eine Marinelaufbahn vorgesehen, aber nicht zuletzt der Einspruch der Mutter verhinderte dies. Stattdessen prädestinierten ihn seine mathematischen Kenntnisse für die Artillerie. 1784 wurde er in der École royale militaire in Paris, der renommiertesten Militärschule des Landes, angenommen. Dort lernte er in der Artillerie-Klasse Hydrostatik, Differential- und Integralrechnung. Daneben wurden Staatsrecht und Befestigungskunde gelehrt. 1785 legte Napoleon vor dem Examinateur für die Königliche Artillerie, Pierre-Simon Laplace, seine Eignungsprüfung ab.
Als am 24. Februar 1785 sein Vater an Magenkrebs starb, übernahm Napoleon die Rolle des Familienoberhauptes, die eigentlich seinem älteren Bruder Joseph Bonaparte zustand. Im selben Jahr konnte Napoleon seine Ausbildung aufgrund seiner guten Leistungen vorzeitig beenden und erhielt – kaum 16 Jahre alt – sein Offizierspatent. Er trat in das Regiment La Fère in Valence ein. Dort nahm er als Sous-lieutenant im Januar 1786 seinen Dienst auf, bis er im Juni 1788 nach Auxonne (bei Dijon) versetzt wurde. Um seine Mutter zu entlasten, nahm er seinen elfjährigen Bruder Louis zu sich und kümmerte sich um dessen Erziehung.
In seiner Freizeit widmete er sich der Literatur und der Schriftstellerei. Er las in dieser Zeit sehr viel. Die Lektüre reichte von Romanen bis zu Lehrbüchern, von antiken Werken wie denen Platons bis zu neuzeitlichen Werken wie denen von Voltaire, Corneille und Lavater oder naturwissenschaftlichen Werken wie Rollins Geschichte des Altertums, Buffons Histoire naturelle oder Marignys Geschichte der Araber. Die Leiden des jungen Werthers von Johann Wolfgang von Goethe hat Napoleon mehrfach gelesen. Daneben studierte er eine Reihe militärischer Standardwerke der Zeit. Als er sich später zunehmend für Politik interessierte, wurde Jean-Jacques Rousseau sein großes Vorbild. Eine konstitutionelle Monarchie wie die Großbritanniens schien ihm vorbildlich. Später ebenfalls von Bedeutung war Guillaume Raynal.

### Die Revolution und korsische Ambitionen

Napoleon Bonaparte als Oberstleutnant der korsischen Nationalgarde (1792)

Napoleon begrüßte die Französische Revolution im Sommer 1789 ausdrücklich, auch wenn er die damit verbundenen Unruhen und Ausschreitungen verurteilte. Er schwor der neuen Ordnung mit seinem Regiment Ende August die Treue. Allerdings sah er die Revolution primär als Chance für die Befreiung Korsikas. Im September nahm er Urlaub von der Armee und kehrte nach Ajaccio zurück. Zusammen mit seinem Bruder Joseph entfaltete er dort umfangreiche politische Aktivitäten.
Als Folge der Revolution konnte der Volksheld Pascal Paoli wieder aus dem Exil zurückkehren. Zwar verherrlichte Napoleon in einer Flugschrift Paoli als sein Vorbild, dieser aber misstraute den Söhnen des zu den Franzosen übergegangenen Carlo Buonaparte.
1791 kehrte Napoleon zu seinem Regiment zurück und wurde zum Lieutenant befördert. Nach der versuchten Flucht Ludwigs XVI. im Juni des Jahres erklärte sich Napoleon zum Republikaner und trat dem örtlichen Jakobinerclub bei. Als Wettbewerbstext für die Akademie in Lyon reichte er eine Schrift mit stark republikanisch geprägten Ansätzen ein. Der Aufenthalt bei der Truppe war kurz und Ende 1791 war Napoleon wieder auf Korsika. Dort gelang es ihm, gegen den Willen Paolis durch Wahlmanipulation zum Führer der Nationalgarde aufzusteigen. In der Folge wurde deutlich, dass Napoleon diese Position nutzte, um seinen politischen Einfluss gegenüber Paoli auszubauen. Nachdem seine Truppe in blutige Unruhen verwickelt worden war, wurde die Einheit ins Innere der Insel verlegt, und Napoleon kehrte nach Frankreich zurück.
Wegen zahlreicher Klagen aus Korsika über die Handlungen Napoleons und der Überschreitung seines Urlaubs wurde er Anfang 1792 aus der Armee entlassen. Als er daraufhin nach Paris reiste, um seine Wiedereinstellung zu erreichen, wurde ihm diese nicht nur gewährt, sondern aus Mangel an Offizieren wurde er zum Capitaine befördert.
Er kehrte allerdings schon bald wieder nach Korsika zurück. Von dort aus beteiligte er sich mit seiner Freiwilligeneinheit am Gefecht bei La Maddalena, einer Militäraktion im Nordosten Sardiniens gegen das Königreich Sardinien-Piemont. Der Versuch, mit seiner Truppe eine zu Sardinien gehörende Insel zu erobern, scheiterte kläglich, weil die Besatzung der Schiffe meuterte. Nachdem der inzwischen neu gebildete Nationalkonvent die Verhaftung Paolis angeordnet hatte und sich Lucien Bonaparte in einem Brief rühmte, dass die Familie Buonaparte dafür verantwortlich sei, musste diese vor dem Zorn der Paolianhänger von der Insel fliehen. Dies bedeutete für die Familie ein Leben im französischen Exil und für Napoleon das Ende seiner korsischen Ambitionen.

### Belagerung von Toulon, Aufstieg und erste Heirat
Nach der Flucht kehrte Napoleon zu seinem in Südfrankreich stationierten Regiment zurück. In Frankreich hatten inzwischen die Jakobiner des Maximilien de Robespierre die Macht übernommen. Hatte sich Napoleon ein Jahr zuvor noch von den Jakobinern distanziert, diente er nunmehr der neuen Führung. Im Juni 1793 verfasste er eine Broschüre, in der er seine politische Position darlegte. In Form eines fiktiven Dialogs ließ diese keinen Zweifel an Bonapartes Zustimmung zum Regime aufkommen. Der Bruder Robespierres, Augustin, der sich als Beauftragter des Konvents im Süden aufhielt, wurde auf Napoleon aufmerksam und ließ seine Schrift drucken.
Außerdem wurde Napoleon zum Kommandanten der Artillerie bei der Belagerung der Stadt Toulon ernannt. Aufständische gemäßigte Revolutionäre und Royalisten hielten diese, wobei die britische Flotte unterstützte. Die Ausschaltung dieses potentiellen Brückenkopfes für die britische Armee war also von großer Bedeutung.
Am 25. November 1793 trug Napoleon dem Befehlshaber General Dugommier seinen Plan für den Sturm auf die Stadt vor. Dieser führte am 19. Dezember zur Eroberung von Toulon. Der Erfolg war der eigentliche Beginn des Aufstiegs Napoleons. Am 22. Dezember wurde er zum Dank mit nur 24 Jahren zum Général de brigade befördert. Er erhielt das Kommando über die Artillerie der Italienarmee, die in Nizza aufgestellt wurde. Nach dem Sturz der Jakobinerherrschaft wurde Napoleon als Parteigänger Robespierres zeitweise inhaftiert, bald aber wieder freigelassen. Seine militärische Karriere erhielt durch die politische Wende einen Rückschlag und führte zum Verlust seines Kommandos.

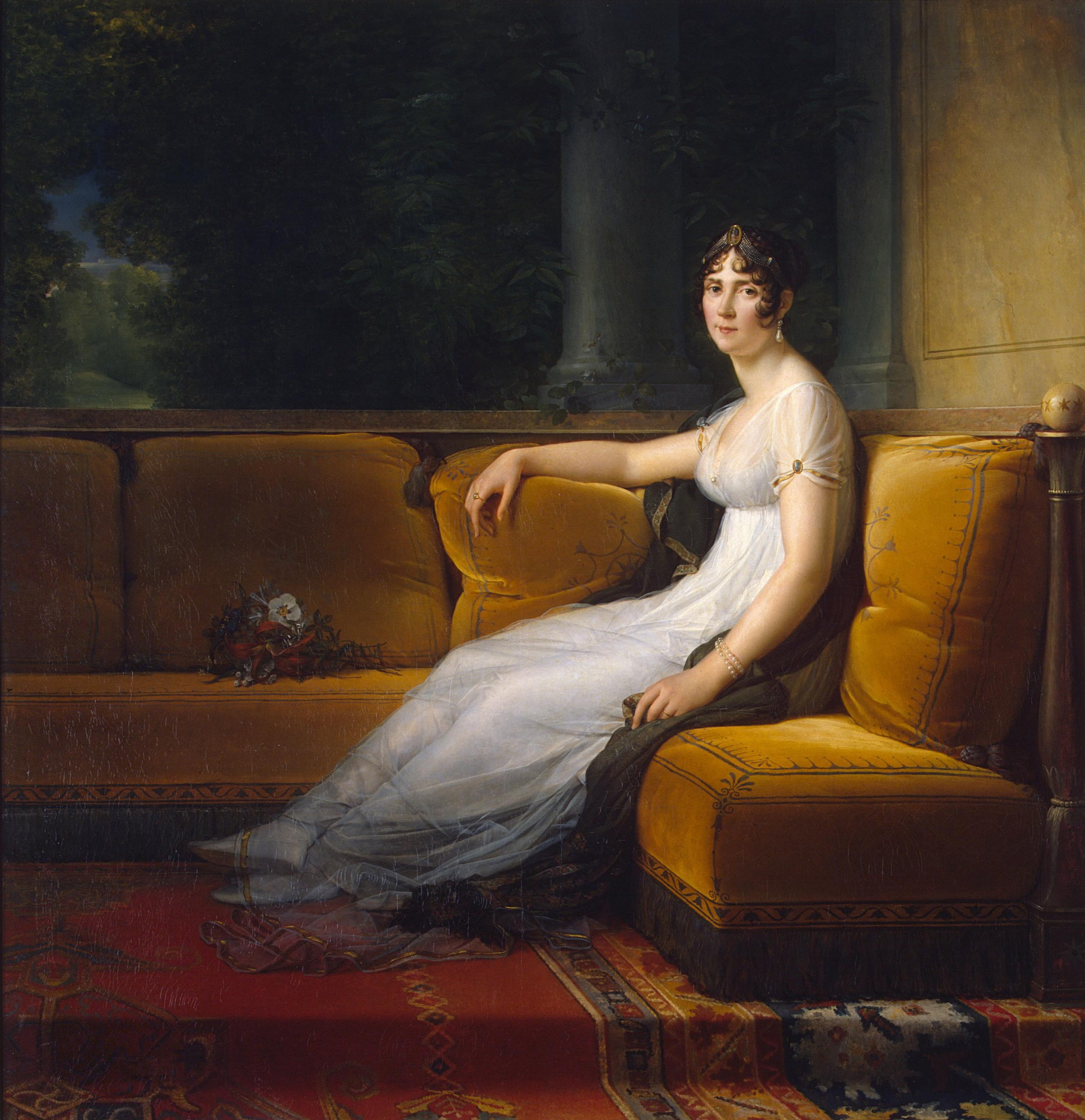
Joséphine de Beauharnais (Gemälde von François Gérard, 1801)

Napoleon lebte nun mit der übrigen Familie Buonaparte in Marseille. Sein Bruder Joseph warb dort um die Hand der Julie Clary und Napoleon verliebte sich in deren Schwester Désirée Clary. Unter dem Eindruck dieser Beziehung begann Bonaparte den autobiographisch gefärbten Roman Clisson et Eugénie zu verfassen, der aber über das Entwurfstadium nicht hinauskam. Désirée Clary heiratete 1798 Jean-Baptiste Bernadotte, der 1804 von Napoleon zum Maréchal d’Empire ernannt wurde. Bernadotte wurde im Jahr 1810 zum Kronprinzen von Schweden gewählt und 1818 als Karl XIV. Johann zum König von Schweden gekrönt.
Um seine Karriere zu retten, reiste Napoleon nach Paris und versuchte, sich den neuen Machthabern, den sogenannten Thermidorianern um Paul de Barras, anzudienen. Als es in Paris zu einem royalistischen Aufstand kam, wurde Barras zum Oberbefehlshaber der Armee des Inneren ernannt. Ohne eigene militärische Kenntnisse holte er Bonaparte an seine Seite. Dieser ließ die Aufständischen am 5. Oktober 1795 mit konzentriertem Geschützfeuer zusammenschießen. Zum Dank wurde er zum Général de division befördert und kurze Zeit später zum Oberbefehlshaber im Inneren ernannt.
Bonaparte lernte im privaten Umfeld der neuen Machthaber Joséphine de Beauharnais kennen. Diese war die Geschiedene des hingerichteten Alexandre de Beauharnais und ehemalige Geliebte von Barras. Für Napoleon war die Ehe mit Josèphe Marie Rose de Beauharnais (Joséphine war der Kosename Napoleons für sie) die Möglichkeit, gesellschaftlich bedeutsame Kontakte zu knüpfen und zu vertiefen. Bonaparte brach die Beziehung zu Désirée Clary ab und heiratete am 9. März 1796 Joséphine.

### Italienfeldzug

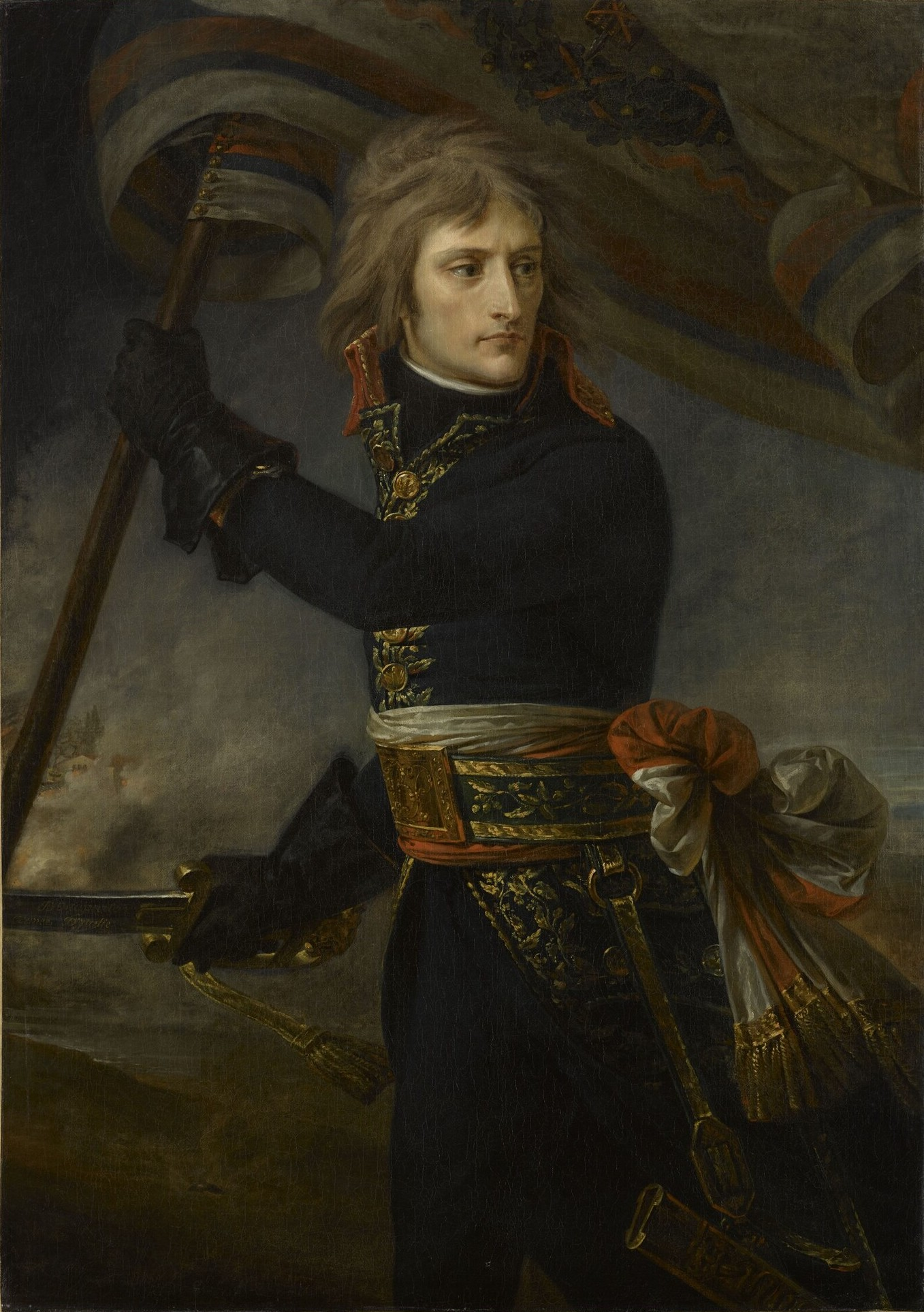
Bonaparte auf der Brücke von Arcole (Gemälde von Antoine-Jean Gros aus dem Jahr 1796)

Nur zwei Tage nach seiner Hochzeit reiste Napoleon nach Nizza ab, um den Oberbefehl über die Italienarmee zu übernehmen. Seit dieser Zeit nannte er sich anstatt des italienischen Buonaparte französisch Bonaparte.
Die ihm unterstellten Generäle, wie Pierre-François-Charles Augereau oder André Masséna, standen dem Günstling des Direktoriums anfangs skeptisch gegenüber. Durch sein energisches Auftreten verschaffte sich Bonaparte aber bald allgemeinen Respekt. Die französische Italienarmee von etwa 40.000 Mann war schlecht ausgerüstet und die Soldaten hatten seit Monaten keinen Sold mehr bekommen. Entsprechend schlecht war die Moral der Truppe. Napoleon, der die Österreicher eigentlich nur vom Hauptkriegsschauplatz im Norden ablenken sollte, gelang es rasch, mit verschiedenen Ansprachen die Begeisterung der Armee zu wecken. „Ich will Euch in die fruchtbarsten Ebenen der Welt führen. Reiche Provinzen, große Städte werden in Eure Hände fallen; dort werdet Ihr Ehre, Ruhm und Reichtümer finden.“ Zur Festigung dieser Begeisterung setzte Bonaparte modern anmutende Propagandamaßnahmen ein. So gab die Armee mit dem Courier de l’Armée d’Italie eine eigene Zeitung heraus, die nicht zuletzt den Feldherrn in ein günstiges Licht setzen sollte. An der systematischen Pressearbeit hielt Bonaparte in Zukunft fest.
Auch militärisch wurde Italien zum Prototyp zukünftiger Feldzüge. Das militärische Credo des gelernten Artilleristen Napoleon lautete: „Es ist mit den Systemen der Kriege wie mit Belagerungen von Festungen. Man muss sein Feuer auf ein und denselben Punkt konzentrieren. Nachdem die Bresche geschlagen und das Gleichgewicht gestört ist, ergibt sich alles Übrige wie von selbst.“ Danach handelte er. Bonaparte zog seine Kräfte an einer Stelle zusammen und setzte diese geballte Macht ein. Voraussetzung war, dass seine Einheiten schneller marschierten als die der Gegner. In dieser Hinsicht waren die Truppen der Republik, die sich vor allem aus dem durchmarschierten Gebiet ernährten, den Truppen nach Art des Ancien Régime mit ihrem großen Tross deutlich überlegen. Ein weiterer Unterschied war, dass die Generäle der Revolutionsarmeen, die einen Volkskrieg führten, weniger Rücksicht auf Verluste nahmen als die Befehlshaber der alten Söldnerarmeen des 18. Jahrhunderts. Besser als andere Generäle erkannte Napoleon während einer Schlacht, wo er mit seinen Truppen massiert angreifen musste, um den entscheidenden Durchbruch zu erzielen.
Beim italienischen Feldzug standen den Franzosen in Norditalien österreichische und sardinisch-piemontesische Truppen von zusammen etwa 70.000 Mann gegenüber. Die konservativen Feldherren der Gegner mit ihren inzwischen längst überholten Kriegstechniken wurden von den Franzosen schlichtweg überrannt. Zunächst wurden die beiden Armeen der Gegner in einer Reihe von Schlachten voneinander getrennt. Nachdem König Viktor Amadeus III. von Sardinien nach der Niederlage bei Mondovì um Frieden gebeten hatte, wandte sich Napoleon den Österreichern zu und besiegte sie am 10. Mai 1796 in der Schlacht bei Lodi.
Nicht nur seine Soldaten bejubelten den Feldherrn. Auch die Einwohner Mailands bereiteten Bonaparte als scheinbarem Befreier einen begeisterten Empfang. Die anderen italienischen Staaten bemühten sich, mit Geld und der Übergabe von Kunstschätzen den Frieden zu retten. Nach der Schlacht von Lodi begann bei Napoleon die Überzeugung zu wachsen, dass er nicht nur als Militär, sondern auch politisch eine Rolle spielen würde. Im November 1796 kämpfte Napoleon in der Schlacht bei Arcole demonstrativ in vorderster Front und vergrößerte auf diese Weise sein Ansehen in der Öffentlichkeit und bei den Soldaten noch mehr.
Die Belagerung der strategisch wichtigen Stadt Mantua dauerte sechs Monate. Während dieser Zeit wurden verschiedene Entsatzarmeen von Bonaparte geschlagen. Nach der Kapitulation am 2. Februar 1797 war der Weg über die Alpenpässe frei. Österreich, unter der militärischen Führung von Erzherzog Karl, musste daraufhin den Frieden von Campo Formio annehmen und dabei erhebliche Gebietsverluste hinnehmen. In Italien errichtete Bonaparte mit der Cisalpinischen Republik und der Ligurischen Republik Tochterstaaten der französischen Republik. Die eigenmächtige Handlungsweise und wachsende Popularität Bonapartes verstärkten beim herrschenden Direktorium das Misstrauen. Sie konnten aber kaum etwas gegen den begeisterten Empfang durch die Bevölkerung nach Bonapartes Rückkehr unternehmen.

### Ägyptenfeldzug
Napoleon fürchtete nach der Rückkehr aus Italien, dass sein Ruhm bald wieder verblassen würde, und drängte das Direktorium, ihm ein neues militärisches Kommando zuzuweisen. Als sich die anfänglich geplante Invasion Großbritanniens als undurchführbar erwies, stimmte die Regierung dem Plan einer Eroberung von Ägypten zu. Ziel war es, Großbritanniens Zugang nach Indien zu stören. Eine von Kriegsschiffen eskortierte Transportflotte lichtete am 19. Mai 1798 die Anker. An Bord waren neben 38.000 Soldaten auch zahlreiche Wissenschaftler und Künstler, die das Land, seine Geschichte und Kunstdenkmäler erforschen und in Ägypten moderne politische und wirtschaftliche Strukturen aufbauen sollten. Nachdem die Franzosen unterwegs die Insel Malta besetzt hatten, landete die Armee am 1. Juli 1798 in Ägypten. Am 21. Juli besiegten die französischen Expeditionsstreitkräfte eine Mamlukenarmee in der Schlacht bei den Pyramiden und zogen am Abend des 22. und im Verlauf des 23. Juli in Kairo ein. Napoleon selbst hielt seinen Einzug am 24. Juli. Dort erreichte ihn die Nachricht, dass seine Schiffe von einer britischen Flotte unter Horatio Nelson in der Seeschlacht bei Abukir versenkt worden waren. Die Ägyptenarmee war damit weitgehend vom Mutterland abgeschnitten.

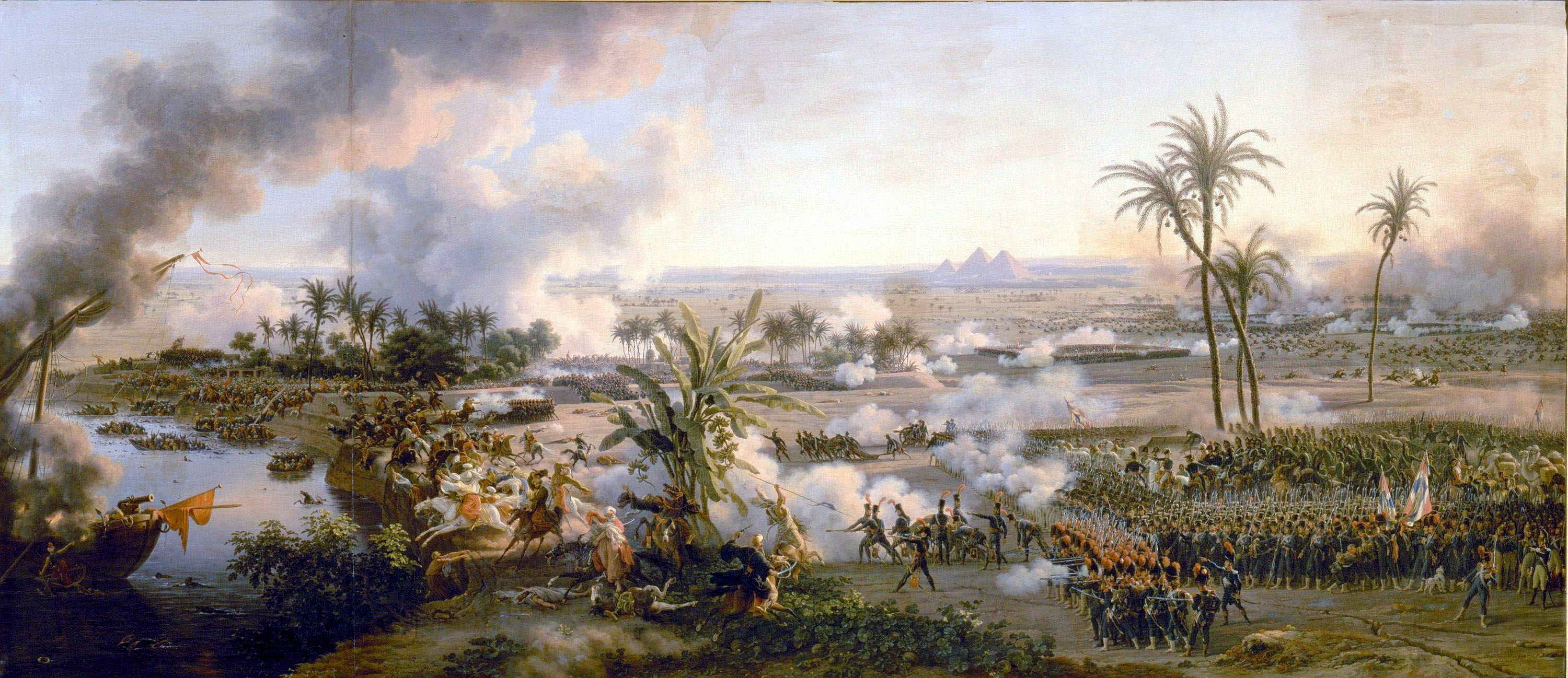
Die Schlacht bei den Pyramiden (Ölgemälde von Louis-François Lejeune, 1808)

Mit Hilfe der mitgereisten Experten begann Bonaparte mit verschiedenen Reformen und gründete das Institut d’Égypte, das zu einer Keimzelle der Ägyptologie wurde. Im Zuge der Expedition wurde unter anderem der Stein von Rosette gefunden. Eine Abschrift dieser mehrsprachigen Inschrift ermöglichte Jean-François Champollion 1822 die Entschlüsselung der Hieroglyphen. Von den Ägyptern wurde Napoleon nicht wie in Italien als Befreier, sondern als Ungläubiger und fremder Eroberer angesehen. Ein Aufstand in Kairo musste gewaltsam niedergeschlagen werden. Da Ägypten offiziell Teil des Osmanischen Reiches war, erklärte dieses Frankreich den Krieg. Napoleon marschierte daraufhin mit einem Teil seiner Armee den neuen Gegnern in Richtung Palästina entgegen. Die Eroberung von Jaffa und Gaza gelang, doch die Festung in Akkon konnte sich halten. Nachdem die französische Armee durch die Pest dezimiert worden war, musste Napoleon sich nach Ägypten zurückziehen. Dort konnten die Franzosen eine osmanische Armee in der Schlacht von Abukir am 25. Juli 1799 zwar noch einmal besiegen, aber für Napoleon war klar, dass die Ziele der Expedition nicht mehr durchsetzbar waren. Außerdem spitzten sich die außenpolitische Lage in Europa durch den Vormarsch alliierter Truppen im Zuge des Zweiten Koalitionskrieges und die innenpolitische Krise in Frankreich zu. Dies veranlasste Bonaparte, Ägypten unter Zurücklassung der Expeditionstruppen am 23. August 1799 zu verlassen. Mit viel Glück segelte er durch die Blockade der Royal Navy und erreichte am 30. September Ajaccio auf Korsika. Das französische Festland betrat er bei Saint-Raphaël wieder am 9. Oktober. In Frankreich spielte das Scheitern der Expedition kaum eine Rolle, vielmehr wurde Bonaparte bei seinem Weg nach Paris als Volksheld gefeiert. Viele Bürger erhofften sich von ihm militärische Erfolge, die Wiederherstellung des Friedens in der Außenpolitik und innenpolitisch die Überwindung des abgewirtschafteten und korrupten Direktoriums.

### Staatsstreich des 18. Brumaire VIII.

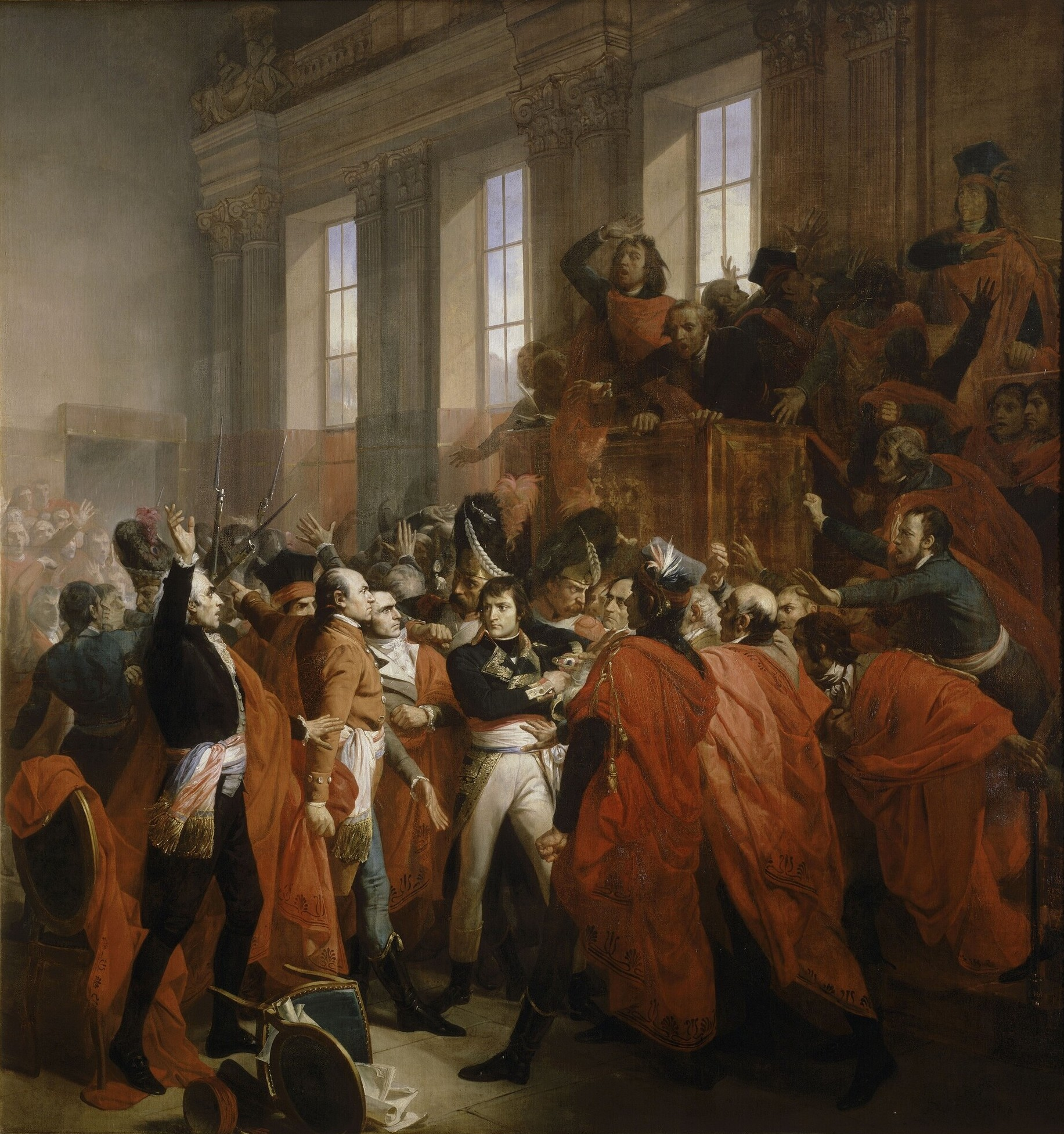
General Bonaparte vor dem Rat der Fünfhundert in Saint Cloud am 10. November 1799 (Gemälde von François Bouchot aus dem Jahr 1840)

Nicht nur in der Bevölkerung hatte das Direktorium als bestehende Regierung jegliches Vertrauen verloren, auch im Direktorium selbst spielten Emmanuel Joseph Sieyès und Roger Ducos mit dem Gedanken an einen Staatsstreich und setzten hierbei auf die militärische Hilfe durch Napoleon. Napoleon konnte nicht Mitglied des Direktoriums werden, da man dafür laut Verfassung mindestens 40 Jahre alt sein musste. Am 9. November 1799 schien der Staatsstreich des 18. Brumaire VIII durch politische Manipulationen zu gelingen. Als sich die beiden Parlamentskammern am nächsten Tag widerspenstig zeigten und eine wirre Rede Napoleons die Lage noch verschlimmerte, wurden die Kammern von den Grenadieren Bonapartes auseinandergetrieben. Ein Rumpfparlament billigte die Pläne zur Einrichtung der Konsulatsverfassung unter den Konsuln Bonaparte, Sieyes und Ducos. In der Folge gelang es Napoleon als dem Ersten Konsul, seine Mitverschwörer ins politische Abseits zu drängen und durch die willfährigen Jean-Jacques Régis de Cambacérès und Charles-François Lebrun zu ersetzen. Der dreißigjährige Bonaparte wurde so als Erster Konsul faktisch zum Alleinherrscher.

### Napoleon Bonaparte als Erster Konsul der Französischen Republik

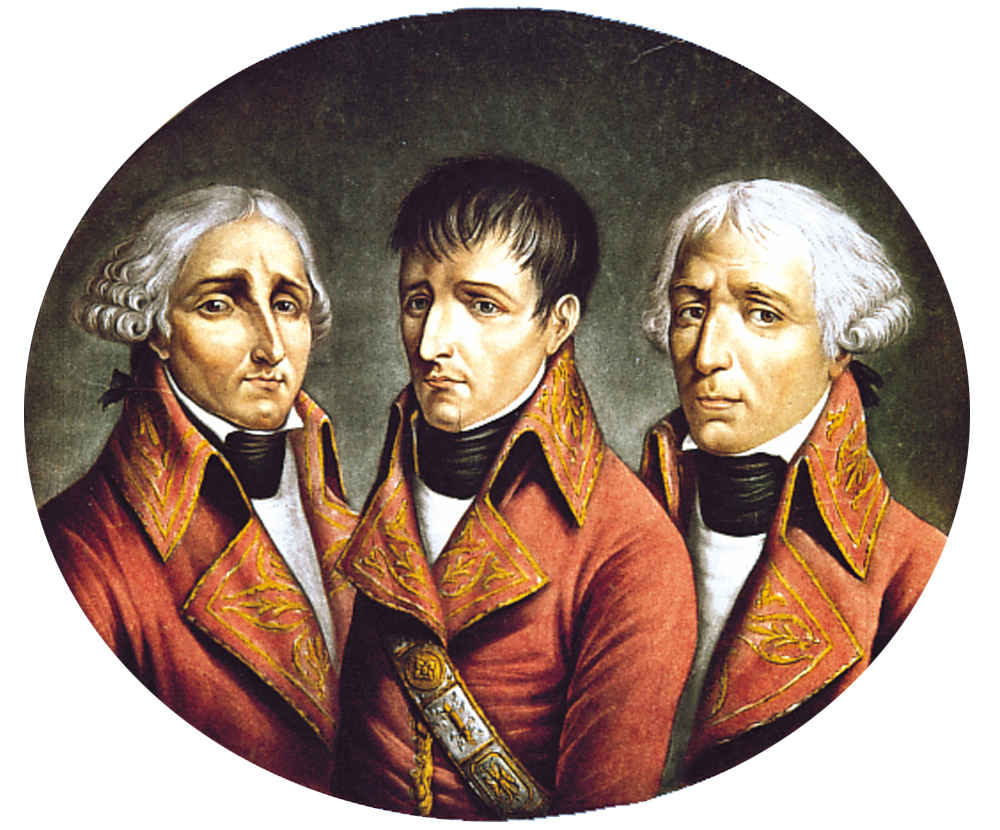
Das 2. Konsulat: Jean-Jacques Régis de Cambacérès, Napoleon Bonaparte und Charles-François Lebrun

Nach der neuen Verfassung vom 24. Dezember 1799 wurde der Erste Konsul für zehn Jahre gewählt und hatte weitreichende Vollmachten. So lag das Recht zur Gesetzesinitiative bei ihm, er ernannte die Minister und die weiteren hohen Staatsbeamten. Dagegen waren die Mitwirkungsrechte der beiden Parlamentskammern (corps legislatif und Tribunat) begrenzt. Insgesamt legitimierte die Verfassung eine verdeckte Diktatur Bonapartes. Eine Volksabstimmung, deren Ergebnisse geschönt waren, ergab die Zustimmung der Bürger zur neuen Verfassung.

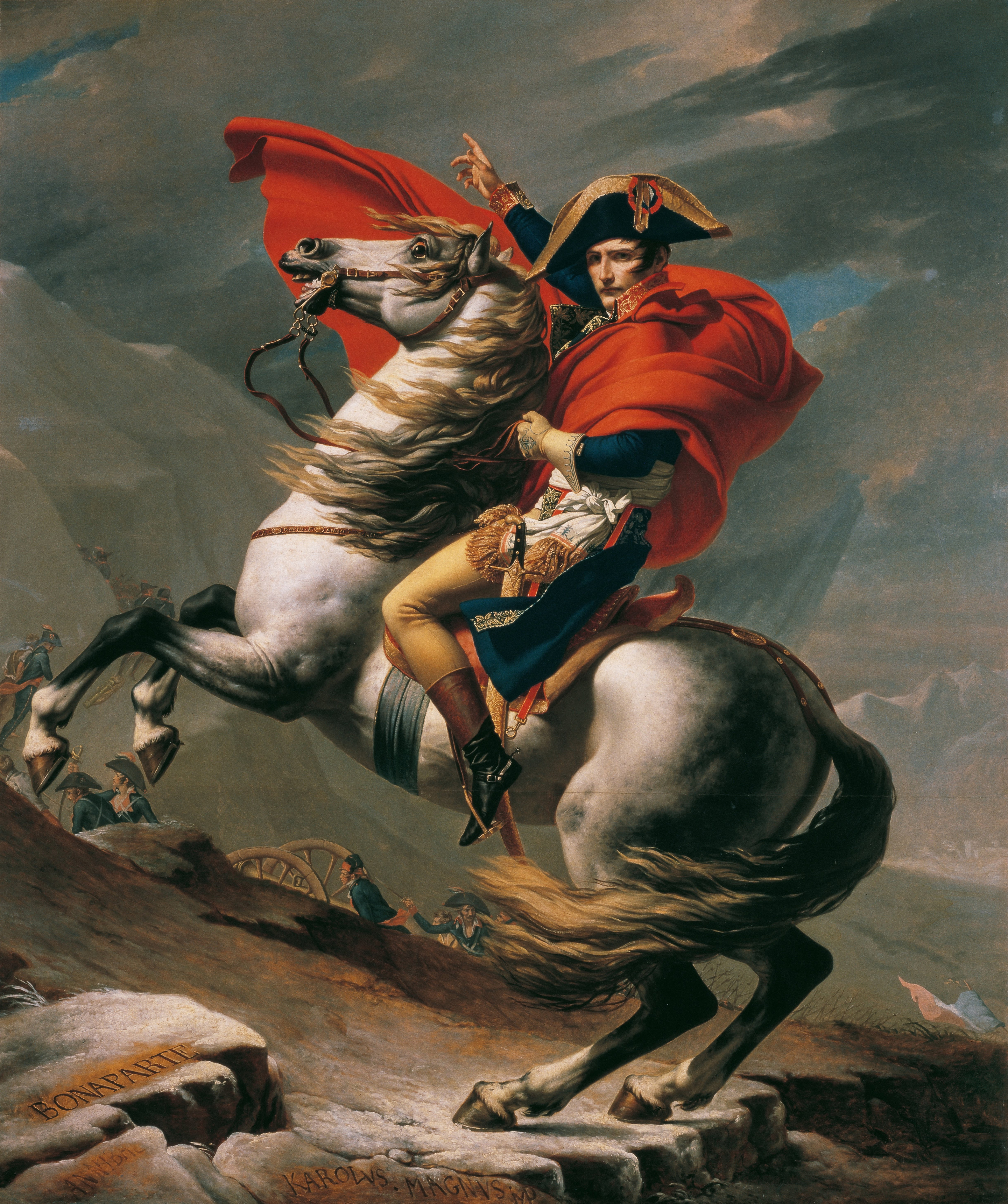
Bonaparte beim Überschreiten der Alpen am Großen Sankt Bernhard
(Gemälde von Jacques-Louis David, 1800)

#### Innerpolitische Reformen
Gewissermaßen als Regierungsprogramm gab Bonaparte die Parole aus: „Bürger! Die Revolution ist zu den Grundsätzen zurückgekehrt, von denen sie ausging; sie ist zu Ende.“ Dies entsprach dem Wunsch vor allem der bürgerlichen Schichten. Sie wollten die Errungenschaften der Revolution, wie die Abschaffung feudaler Privilegien oder die Rechtsgleichheit, zwar bewahrt sehen, verlangten aber auch nach Schutz vor Umtrieben der Radikalen oder Unruhen der Unterschichten. Dem trug der neue Machthaber Rechnung. Die Ordnung in einigen Unruhegebieten wurde wiederhergestellt. In verschiedenen Bereichen ließ Napoleon Reformen durchführen, die teilweise weit über seine Herrschaftszeit hinaus Bestand hatten. Dazu gehören die weitere Zentralisierung der Verwaltung, der Ausbau der Verkehrsinfrastruktur, die Sanierung der Staatsfinanzen, eine Währungsreform, die im Kern bis 1914 Bestand hatte, die Gründung der Banque de France und schließlich 1804 der Erlass des Gesetzbuches Code civil, der zwischenzeitlich als Code Napoléon bekannt war. Der Code hat bis zum heutigen Tag in vielen Ländern Bedeutung und blieb auch in einigen Teilen Deutschlands bis 1900 in Kraft. Für besondere Verdienste stiftete Bonaparte 1802 die Ehrenlegion.
Napoleon ließ die organisierte politische Opposition bekämpfen, gleichzeitig versuchte er, sowohl die ehemaligen Anhänger der Jakobiner wie auch die Royalisten in den neuen Staat zu integrieren. Im Fall der letzteren spielte das Konkordat von 1801 mit Papst Pius VII. eine wichtige Rolle. Als Bonaparte nach einer aufgedeckten Verschwörung im August 1803 um Georges Cadoudal, Pichegru und General Moreau den Herzog von Enghien, einen Angehörigen des ehemaligen Königshauses, in Deutschland entführen ließ und dessen Aburteilung und Erschießung in Frankreich befahl, bedeutete dies einen Rückschlag für den Versöhnungsprozess und löste insbesondere im Ausland heftige Proteste aus.

#### Zweiter Koalitionskrieg und Außenpolitik
Außenpolitisch ging es zunächst darum, den Zweiten Koalitionskrieg siegreich zu beenden, nachdem seine Friedensangebote an Großbritannien und Österreich abgewiesen wurden. Mit seiner Armee zog er nach dem Vorbild von Hannibal über die Alpen. Der Sieg in der Schlacht bei Marengo am 14. Juni 1800 war allerdings vor allem General Desaix zu verdanken, der in der Schlacht fiel. Nach dem entscheidenden Sieg der von General Jean-Victor Moreau geführten Truppen in der Schlacht von Hohenlinden wurde am 9. Februar 1801 in Lunéville der Frieden mit Österreich geschlossen. Der Frieden mit Russland folgte am 8. Oktober 1801, und der Frieden von Amiens beendete am 25. März 1802 den Krieg mit Großbritannien. In Übersee führte Napoleons Abschaffung der zwar am 4. Februar 1794 beschlossenen – aber nie umgesetzten – Dekrete gegen den Code Noir und die Sklaverei auf Saint-Domingue zu neuen Aufständen und schließlich am 1. Januar 1804 zur Unabhängigkeitserklärung unter neuem Namen: Haiti. Im Jahr 1803 verkaufte Bonaparte Louisiana (Neufrankreich) an die Vereinigten Staaten (→ Louisiana Purchase). Damit zog sich Frankreich gänzlich vom nordamerikanischen Kontinent zurück.
1805 verfügte Napoleon die weitere Anwendung des Code Noir ausdrücklich, sodass er bis zur Abschaffung der Sklaverei in französischen Kolonien – soweit noch im Besitz Frankreichs – bis zum Jahre 1848 galt.
Die innen- und außenpolitischen Erfolge ermöglichten es Bonaparte, sich vom Senat – legitimiert durch eine weitere Volksabstimmung am 2. August 1802 – zum Konsul auf Lebenszeit erklären zu lassen. 3 Millionen abstimmende Franzosen entschieden sich für ein „Ja“, 1600 für ein „Nein“. Die Bestimmung, seinen Nachfolger selbst auswählen zu können, und die Einführung einer regelrechten Hofhaltung in den Tuilerien waren Schritte auf dem Weg zur Monarchie.
Die Friedenszeit dauerte nicht lange. Die britische Wirtschaftselite war der Auffassung, dass ein mächtiges Frankreich dem britischen Außenhandel, in den die Elite ihr Vermögen investiert hatte, schadete. Zuvor hatte Napoleon, um die heimische Wirtschaft vor britischen Billigimporten zu schützen, einen von Großbritannien vorgeschlagenen Handelsvertrag, der die zollfreie Einfuhr aller britischer Waren nach Frankreich vorsah, abgelehnt. Napoleons Geopolitik mit der Annexion von Piemont, der engen Bindung der Schweiz an Frankreich, der Verordnung einer neuen Verfassung in Holland und der Streit um den Status der Insel Malta waren Aspekte, die in die wirtschaftlich motivierte Kriegserklärung Großbritanniens hineinspielten. Auf die Kriegserklärung folgte die Beschlagnahmung von in englischen Häfen liegenden französischen Handelswaren und Handelsschiffen. In den ersten Jahren blieben die Auswirkungen des Kriegs begrenzt. Während Großbritannien vor allem einen Kolonial- und Seekrieg führte, sperrte Bonaparte seinen Machtbereich für britische Waren und annektierte Kurhannover. Um eine französische Invasion auf die britischen Inseln, für die Napoleon zwischenzeitlich 160.000 Soldaten am Ärmelkanal aufstellen ließ, zu verhindern und den Krieg nach Mitteleuropa zu verlagern, suchte Großbritannien auf dem europäischen Festland nach Staaten, die bereit waren, für je 1,25 Millionen britische Pfund 100.000 Soldaten gegen Frankreich ins Feld zu führen. Napoleon gab den Plan einer Invasion Großbritanniens im Jahr 1805 erneut auf, als Großbritannien die Dritte Koalition geschmiedet hatte und Österreich als Teil dieser Koalition in das mit Napoleon verbündete Bayern einmarschierte. Am Ende der sechs Koalitionskriege hatte Großbritannien 65,8 Millionen Pfund an Staaten auf dem Festland ausgezahlt, damit diese dort Krieg gegen Napoleon führten.

### Napoleon I. – Kaiser der Franzosen

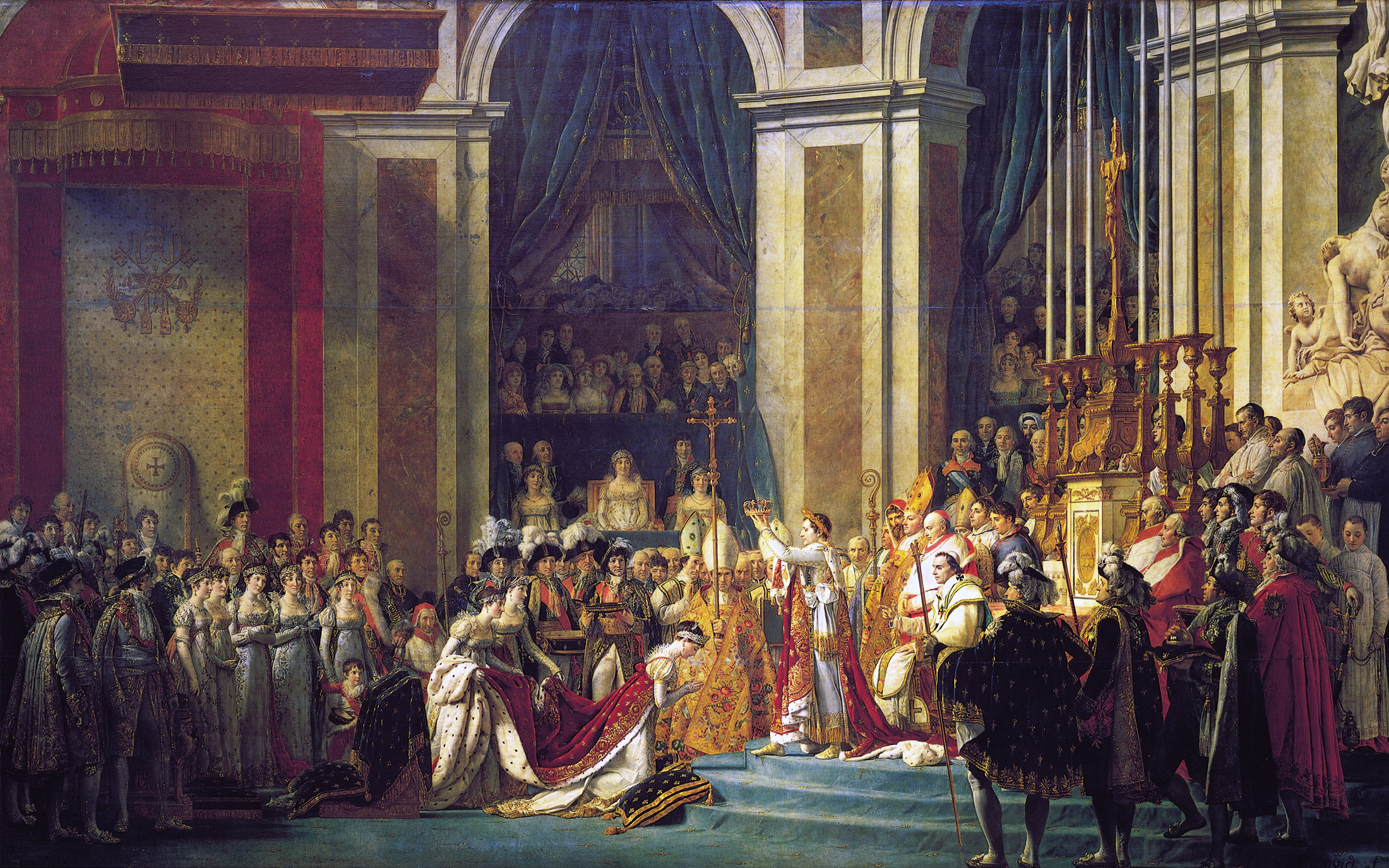
Die Krönung in Notre Dame (1804)
(Gemälde von Jacques-Louis David 1806–1807)

#### Kaiserkrönung

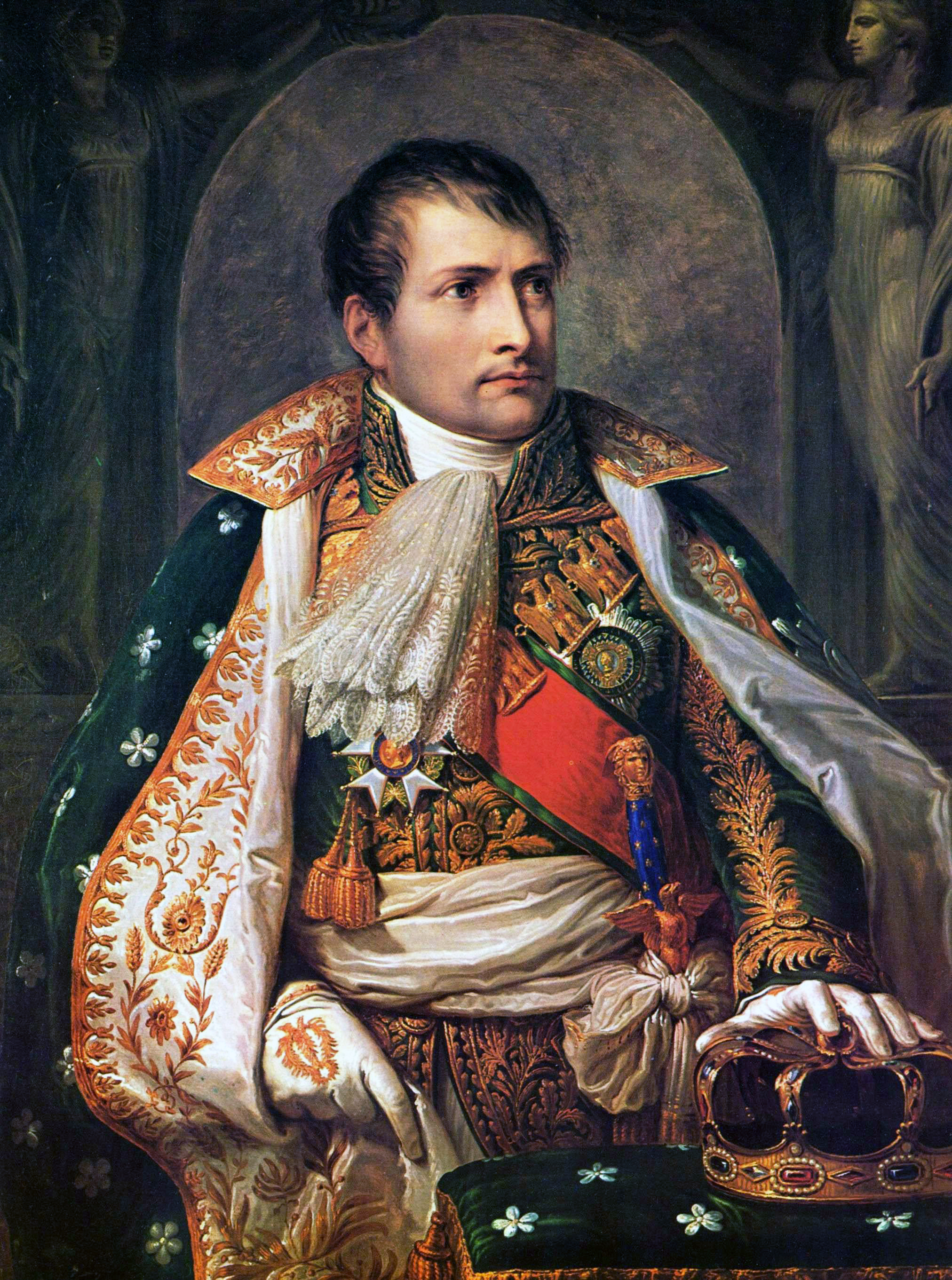
Napoleon als König von Rom (Porträt von Andrea Appiani, Heeresgeschichtliches Museum)

Nachdem Napoleon durch eine Volksabstimmung und den Senat die Kaiserwürde angetragen worden war, krönte er sich am 2. Dezember 1804 in der Kathedrale Notre Dame de Paris während der Zeremonie in Anwesenheit von Pius VII. selbst zum Kaiser. Während die Annahme der Kaiserkrone nach innen sein Prestige weiter erhöhen sollte, war es nach außen ein Versuch, sein Regime dynastisch zu legitimieren. Gleichzeitig signalisierte der Kaisertitel jedoch den Anspruch auf die zukünftige Gestaltung Europas. Der Titel „Kaiser der Franzosen“ bedeutete, dass dieser sich letztlich als Kaiser eines Volkes und nicht eines Reiches sah. Napoleon sah sich als Volkssouverän und nicht, wie alle römischen Kaiser zuvor, als von Gott gekrönter Kaiser (Gottesgnadentum). Am 26. Mai 1805 wurde Napoleon im Mailänder Dom mit der Eisernen Krone der Langobarden zum König von Italien gekrönt.

#### Dritter Koalitionskrieg
Diese Krönungen führten zu weiteren Konflikten in den internationalen Beziehungen. Russlands Zar Alexander I. ging im April 1805 ein Bündnis mit Großbritannien ein. Ziel war, Frankreich auf die Grenzen von 1792 zurückzuwerfen. Dem schlossen sich Österreich, Schweden und Neapel an. Nur Preußen beteiligte sich nicht an dieser Dritten Koalition. Umgekehrt traten die nach dem Reichsdeputationshauptschluss gestärkten deutschen Länder Bayern, Württemberg und Baden auf Seiten Bonapartes in den Krieg ein. Gemäß seiner schon früher bewährten Taktik, die feindlichen Armeen voneinander zu trennen und nacheinander zu schlagen, wandte sich Napoleon zunächst gegen Österreich. Der erste Schlag traf mit einer Blitzkampagne die Österreicher in der Schlacht von Elchingen und der Schlacht von Ulm (25. September bis 20. Oktober 1805), wo General Karl Mack von Leiberich gezwungen wurde, mit einem Teil der Armee, die anfangs 70.000 Mann stark war, zu kapitulieren. Damit stand Napoleon der Weg nach Wien offen: Nach kleineren Kämpfen entlang der Donau gelang seinen Truppen am 13. November die kampflose Einnahme Wiens.

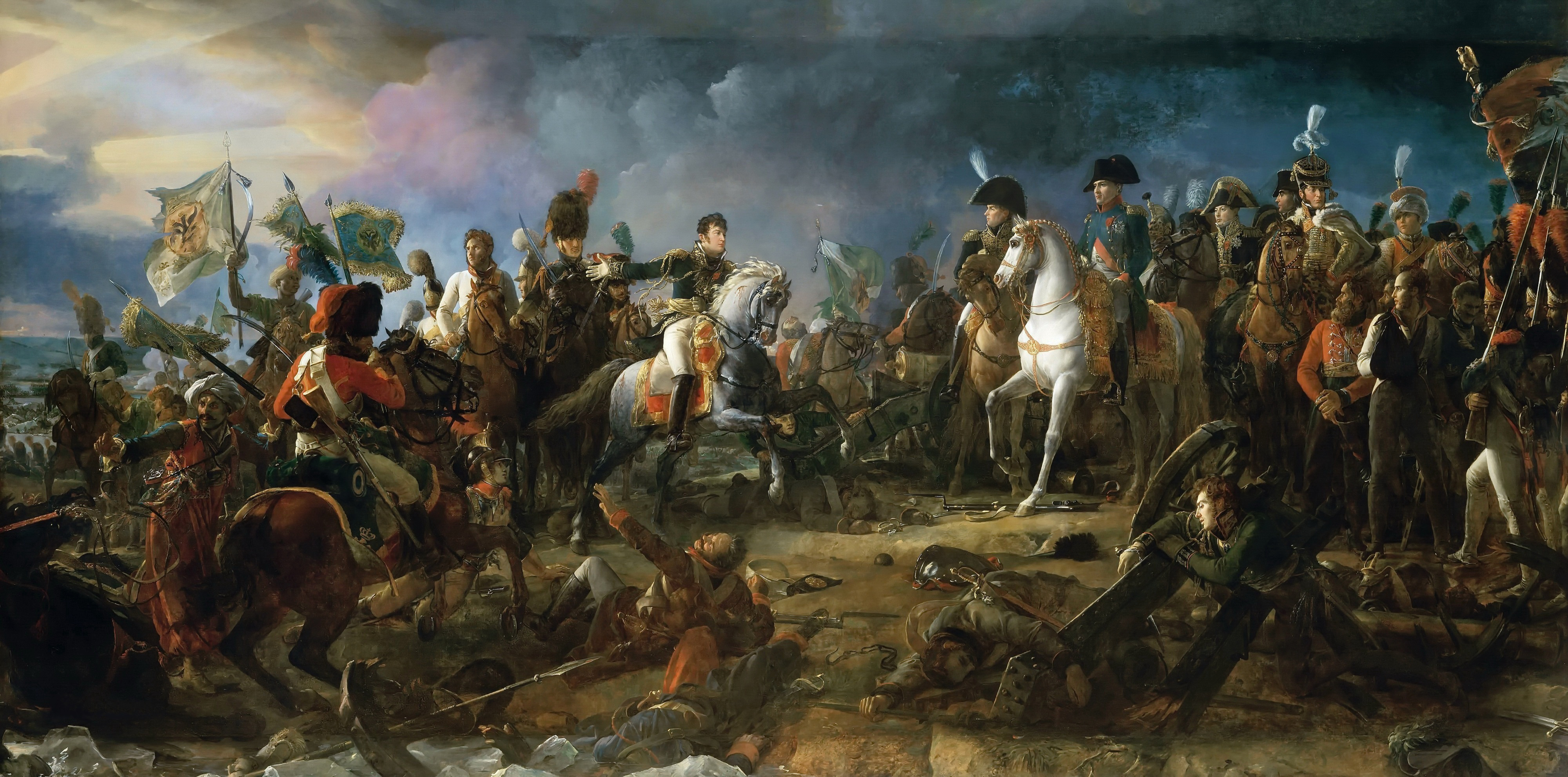
Napoleon in der Schlacht bei Austerlitz (Gemälde von François Pascal Simon Gérard)

Im Anschluss lockte Napoleon die Russen und Österreicher durch geschickte Vortäuschung eigener Schwäche in die Schlacht bei Austerlitz, die er am 2. Dezember 1805 gewann. Zwar wurde die französische Flotte bei Trafalgar von Nelson am 21. Oktober 1805 vernichtend geschlagen, aber auf dem Kontinent bedeutete Austerlitz die Entscheidung. Am 26. Dezember 1805 wurde mit Österreich der Friedensvertrag von Pressburg geschlossen. Die Bedingungen waren hart. Die Habsburgermonarchie verlor Tirol und Vorarlberg an Bayern und ihre letzten italienischen Besitzungen fielen an das napoleonische Königreich Italien. Zum Dank für ihre Unterstützung wurden die Kurfürsten von Bayern und Württemberg zu Königen erhoben (Königreich Bayern, Königreich Württemberg).

#### Heiratspolitik
Um die Erfolge zu sichern, betrieb Napoleon mit den jüngeren Angehörigen seiner Familie gezielte Heiratspolitik und setzte Geschwister und Gefolgsleute als Herrscher der abhängigen Staaten ein. So wurde Joseph 1806 zunächst König von Neapel und 1808 König von Spanien, Louis wurde 1806 König von Holland. Seine Schwester Elisa wurde 1805 Fürstin von Lucca und Piombino, 1809 Großherzogin der Toskana, Pauline war vorübergehend Herzogin von Parma und darüber hinaus Herzogin von Guastalla. Caroline Bonaparte wurde als Frau von Joachim Murat 1806 Großherzogin von Berg, 1808 Königin von Neapel. Jérôme wurde 1807 König des neugeschaffenen Königreichs Westphalen. Napoleons Adoptivtochter Stéphanie de Beauharnais heiratete 1806 Erbprinz Karl von Baden und wurde 1811 Großherzogin von Baden. Einzig Napoleons Bruder Lucien, mit dem er sich überworfen hatte, ging weitgehend leer aus.

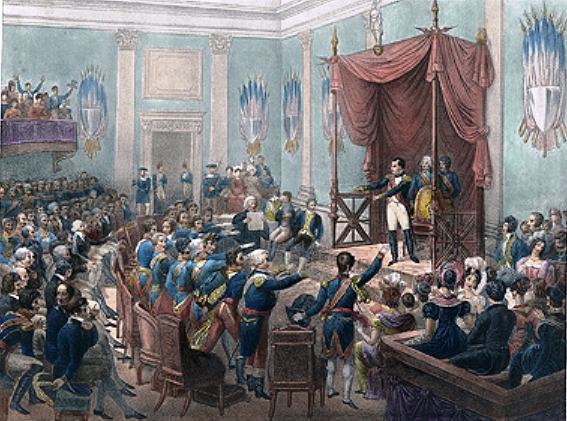
Huldigung der Rheinbundfürsten (Charles Motte, kolorierte Lithografie)

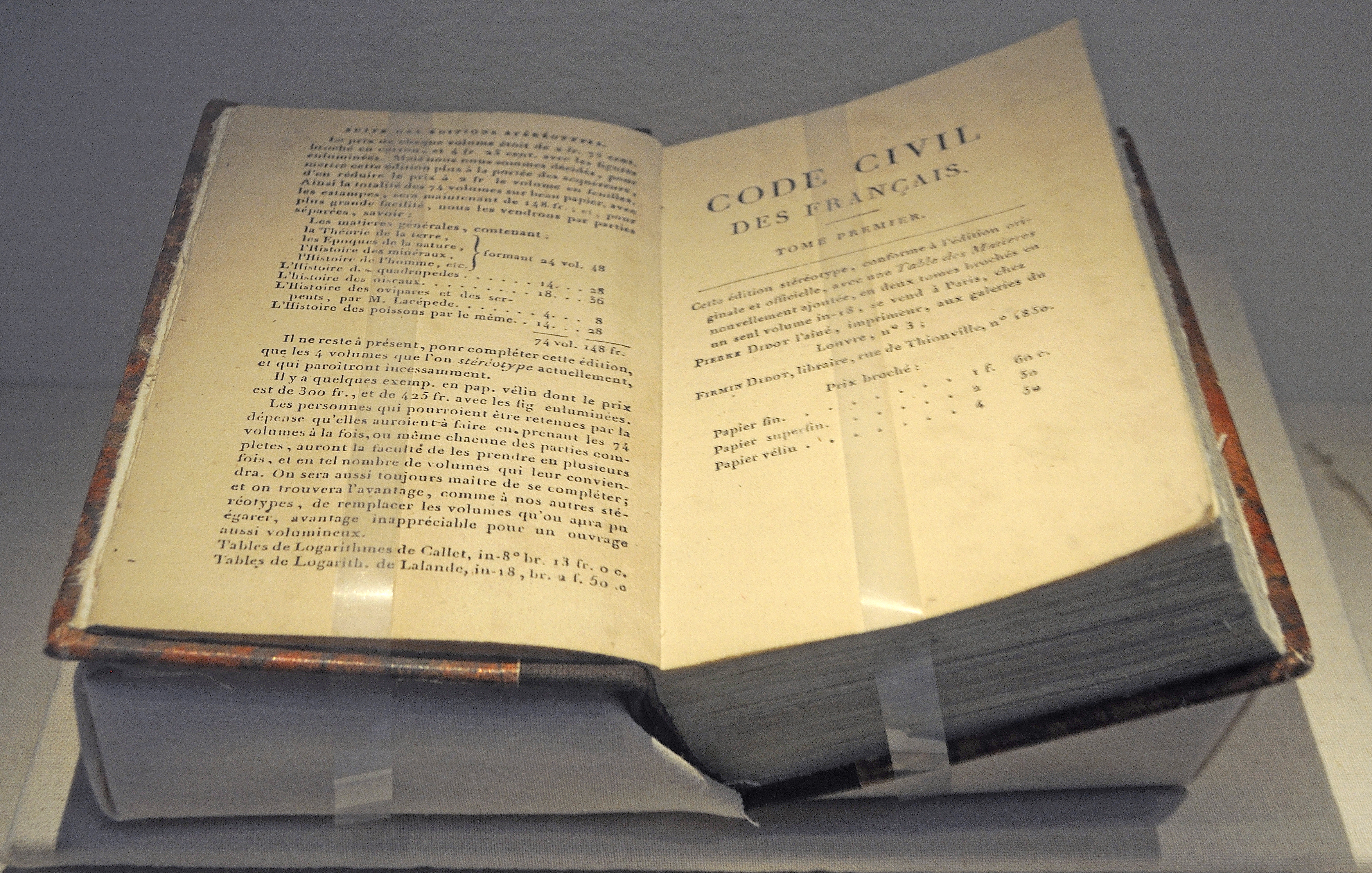
Der Code civil im Historischen Museum der Pfalz in Speyer

#### Neugestaltung Europas
In Deutschland wurde am 16. Juli 1806 aus anfangs 16 Ländern der Rheinbund gegründet. Seine Mitglieder verpflichteten sich zur militärischen Unterstützung Frankreichs und zum Austritt aus dem Heiligen Römischen Reich. Protektor des Bundes – als im politischen Wortsinn Beschützer oder als eine Schutzmacht – war Napoleon. Daraufhin legte Franz II. die Kaiserkrone des Heiligen Römischen Reiches nieder. Bereits zum Jahre 1808 hin gehörten fast alle deutschen Staaten außer Österreich und Preußen zum Rheinbund. Es entwickelte sich sozusagen ein „Drittes Deutschland“ ohne Österreich und Preußen (die Triasidee). Umfangreiche Zentralisierung des Staatswesens nach französischem Vorbild – im oft noch ständisch organisierten „Flickenteppich“ Deutschland – ging mit der Einführung von Prinzipien der Französischen Revolution, wie Gleichheit, Eigentumsrechte und dergleichen (allgemeine Grundrechte), aber auch mit der Reform des Agrar-, Bildungs-, Wirtschafts-, Steuer- und Finanzwesens einher. Im Gegensatz zu den vergleichbaren, eher harmonisch und von innen heraus praktizierten preußischen Neuerungen wurden von der Bevölkerung die französischen zunehmend als rigoros und als von außen aufgezwungen empfunden. Das Verwaltungssystem war oft langsam und wurde meist nur unvollständig übernommen. Es blieb ein Torso wie das gesamte napoleonisch-rheinbündische Reformwerk. Die ständige Aushebung neuer Soldaten, hohe Steuern, Nachteile der Kontinentalsperre, Repressionsmaßnahmen von Polizei und Militär sowie der starke bürokratische Zugriff auf praktisch jeden Bürger führten zu Unmut. Immerhin wurde durch Bildungsreform ein zuverlässiges Berufsbeamtentum herangebildet, Steuer- und Finanzreform bewirkten Aufschwung im Handel und Erstarken des Handels- und Finanzbürgertums. Kapitalmärkte wuchsen, ebenso wie die Zahl an Anlegern, denen nun auch durch das verbesserte Recht auf Eigentum Garantien zum Wirtschaften gegeben wurden. Nach der Abdankung Napoleons wurden diese Regionen Zentren des deutschen Frühliberalismus und Frühkonstitutionalismus. Da auch das Vorhaben von 1806, einen Staatenbund mit gemeinsamen Verfassungsorganen aufzubauen, am Widerstand der größeren Mitgliedsstaaten scheiterte, blieb der Rheinbund im Wesentlichen nur ein Militärbündnis deutscher Staaten mit Frankreich. Das Hauptziel Napoleons war eine Angleichung der staatlichen Strukturen zur Stabilisierung der französischen Herrschaft über Europa. Machtpolitische und militärische Überlegungen hatten im Zweifel Vorrang vor liberalen Reformideen. Der Historiker Rainer Wohlfeil merkt an, dass Napoleon kein wirkliches Konzept für die Neugestaltung Europas hatte, vielmehr war beispielsweise die Rheinbundpolitik Ausdruck eines „situationsverhafteten instinktiven Machtwillens“.

#### Religionspolitik
Napoleon versuchte, die Kirchen und Glaubensrichtungen durch Wiederzulassung, Gleichstellung und Anbindung unter Kontrolle zu halten. Trotz der grundsätzlichen Trennung von Staat und Kirche brachte 1801 das Konkordat mit Papst Pius VII. einen gewissen Ausgleich. Der Katholizismus wurde zwar nicht mehr als Staatsreligion, jedoch als Religion der Mehrheit des Volkes anerkannt. Napoleon behielt das Recht der Bischofsernennung, während der Papst das Recht der Weihe hatte.
1791 hatten die Juden Frankreichs den Status eines Bürgers (citoyen) bekommen. Dies brachte ihnen zum ersten Mal in einem europäischen Land die Bürgerrechte. Sie verloren dafür ihre bisherige Teilautonomie und mussten Militärdienst leisten.

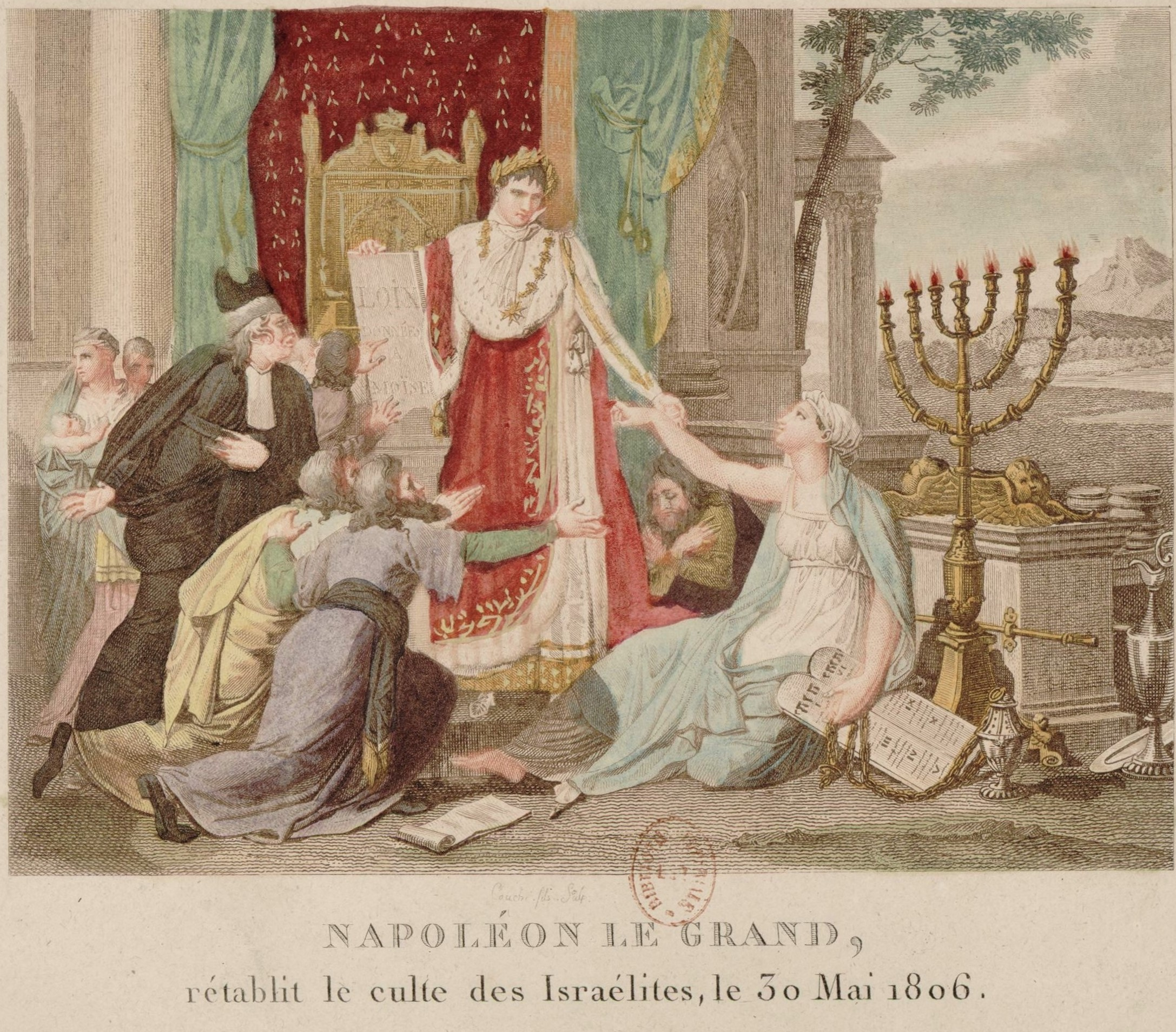
„Napoleon stellt den Kult der Israeliten wieder her“, 30. Mai 1806

Mit der Einführung von Konsistorien im Jahre 1808 untermauerte Napoleon die administrative Gleichstellung der Juden und setzte sie auch in den eroberten linksrheinischen Gebieten durch, stieß aber rechts des Rheins auf Widerstand. Dennoch folgten von 1800 bis 1812 fast alle deutschen Staaten den erneut erhobenen Forderungen Christian Konrad Wilhelm von Dohms. Die von Napoleon eingeführten Reformen wurden von einem Großteil der jüdischen Gemeindevorstände zunächst begrüßt, in der Hoffnung, dass das Judentum in Frankreich auf diese Weise einen ähnlichen Status wie die katholische Kirche im Konkordat von 1801 und die Protestanten in den „organischen Artikeln“ von 1802 erhalten würde. Napoleon selbst war bestrebt, ein Mittel zur Kontrolle der jüdischen Gemeinde zur Verfügung zu haben und gleichzeitig die Juden als Bürger in seine französische Gesellschaft zu integrieren. Die Statuten des Konsistoriums wurden durch kaiserlichen Erlass am 17. März 1808 in Kraft gesetzt. Als „Décret infame“ (wörtlich: „schändliches Dekret“), mit dem das napoleonische Frankreich in einem Rückschritt gegenüber früheren emanzipierenden Gesetzen diskriminierende Vorschriften für Juden wieder einführte, wurde es bald von jüdischer Seite bezeichnet.
Seine Judenbehandlung wurde von der Russisch-Orthodoxen Kirche dagegen als Bevorzugung und er selbst gar als „Antichrist und Feind Gottes“ klassifiziert.

#### Vierter Koalitionskrieg
Inzwischen hatten sich die Beziehungen Frankreichs zu Preußen verschlechtert. Nachdem dieses mit Russland ein geheimes Bündnis geschlossen hatte und sich dadurch die von Großbritannien finanzierte Vierte Koalition gebildet hatte, wurde Napoleon am 26. August 1806 ultimativ aufgefordert, unter anderem seine Truppen hinter den Rhein zurückzuziehen. Dies betrachtete Bonaparte als Kriegserklärung; der Vierte Koalitionskrieg brach aus. Er stieß, nachdem er das preußische Ultimatum am 5. oder 7. Oktober (in Bamberg oder in der fürstbischöflichen Residenz in Würzburg) erhalten hatte, im Oktober 1806 mit seinen Truppen vom Main aus durch Thüringen auf die preußische Hauptstadt Berlin vor. Die in der Schlacht bei Jena und Auerstedt geschlagene preußische Armee löste sich in den folgenden Wochen nahezu auf. Das Fürstentum Erfurt wurde als kaiserliche Staatsdomäne direkt Napoleon unterstellt, während die umliegenden thüringischen Staaten dem Rheinbund beitraten. Die französischen Truppen marschierten in Berlin ein.

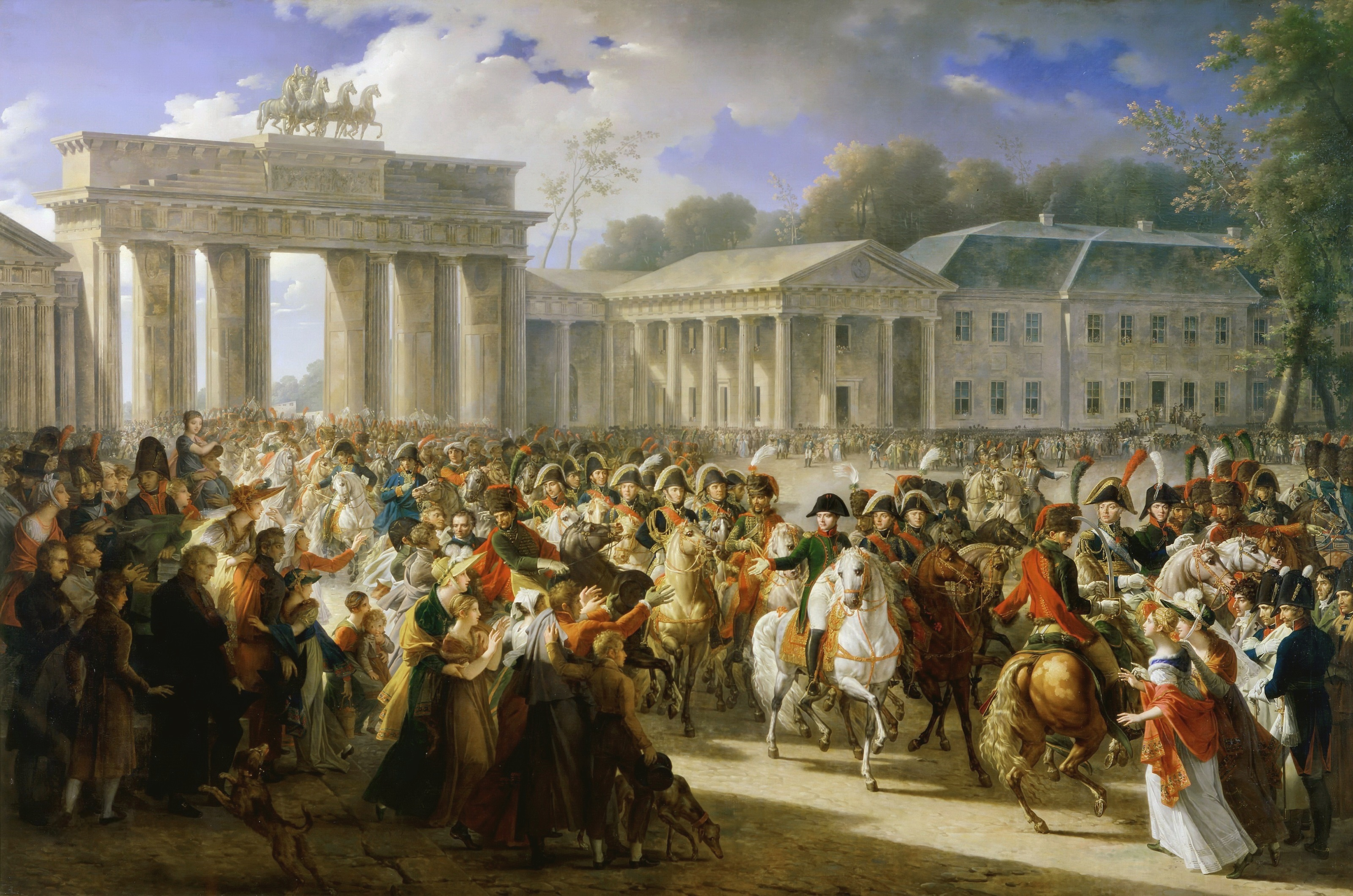
Einzug Napoleons in Berlin am 27. Oktober 1806 (Historiengemälde von Charles Meynier, 1810)

Nun unterstützte das in den Osten Preußens einmarschierte russische Heer die dorthin entkommenen preußischen Truppen. Bei dem Feldzug zeigten sich erstmals deutliche Grenzen der napoleonischen Armee. Das Land war zu weitläufig und die Wege waren zu schlecht für rasche Truppenbewegungen. Die Versorgung der Armee war unzureichend und die Russen unter General Levin August von Bennigsen wichen immer weiter zurück, ohne sich zur Schlacht stellen zu lassen. Den Winter 1806/1807 verbrachte Napoleon in Warschau, wo ihn polnische Patrioten zur Wiederherstellung Polens drängten. Dort begann auch Bonapartes langjährige Beziehung zu Gräfin Walewska, mit der er ein Kind zeugte.
Erst am 8. Februar 1807 kam es zur Schlacht bei Preußisch Eylau, ohne dass eine Entscheidung gefallen wäre. Am 14. Juni 1807 konnte Bonaparte Bennigsen in der Schlacht bei Friedland entscheidend schlagen. Am 7. Juli schlossen Frankreich, Russland und Preußen den Frieden von Tilsit. Waren die Friedensbedingungen für Russland höchst annehmbar, waren sie für Preußen katastrophal; alle Gebiete westlich der Elbe gingen verloren und wurden Grundlage für das neue Königreich Westphalen. Die von Preußen bei den Teilungen Polens 1793 und 1795 einverleibten Gebiete wurden zum Herzogtum Warschau erhoben. Insgesamt verlor Preußen etwa die Hälfte seines bisherigen Territoriums, musste zudem noch hohe Kontributionen zahlen und durfte nur noch in einem beschränkten Umfang eine Armee unterhalten.
Fast ganz Kontinentaleuropa war nun unter direkter oder indirekter Kontrolle Napoleons. Gegen das weiter feindlich gesinnte Großbritannien verhängte Bonaparte mit der Kontinentalsperre einen europaweiten Handelsboykott.

#### Krieg in Spanien

Napoleon zu Pferde
(Simon Meister, 1832, Öl auf Leinwand, Städtisches Museum Simeonstift Trier)

In den Jahren nach dem Frieden von Tilsit befand sich Napoleon auf dem Höhepunkt seiner Macht. Im Inneren seines Herrschaftsbereiches verstärkten sich in dieser Zeit die despotischen Tendenzen. Kritik an seiner Amtsführung duldete er immer weniger. Weil Außenminister Talleyrand Widerspruch gegen die Expansionspolitik anmeldete, wurde er 1807 entlassen. Die Zensur und Gängelung der Presse wurden verschärft. Das Theaterdekret von 1807 schränkte den Spielraum der Pariser Bühnen ein. Der Personenkult um den Kaiser wuchs, die Aristokratisierung schritt weiter fort. Im Jahr 1808 wurde per Gesetz ein neuer Adel geschaffen. Daneben spielten am Hofe immer mehr Aristokraten des Ancien Régime eine Rolle. In weiten Teilen der Bevölkerung, die noch immer vom Gleichheitsideal der Revolution geprägt war, wurde diese Entwicklung kritisch gesehen.

3. Mai 1808 – Erschießung von spanischen Aufständischen (Gemälde von Francisco de Goya von 1814)

Außenpolitisch stand die Durchsetzung der Kontinentalsperre gegen Großbritannien im Vordergrund. In Italien gelang dies teilweise mit Gewalt. Mit der Zustimmung des Königs (Vertrag von Fontainebleau) marschierte eine französische Armee zur Besetzung Portugals, das sich nicht an der Kontinentalsperre beteiligen wollte, durch Spanien. Napoleon nutzte einen Thronstreit zwischen dem spanischen König Karl IV. und dessen Sohn Ferdinand VII. aus und setzte in einem politischen Coup, gestützt auf die französischen Truppen im Land, seinen Bruder Joseph als König von Spanien ein. Unmittelbar danach brach in Spanien eine allgemeine nationale Erhebung aus, die Joseph Bonaparte zur Flucht aus Madrid zwang. Unterstützt wurden die Spanier von einem britischen Expeditionskorps unter Arthur Wellesley, dem späteren Herzog von Wellington. Nach der Kapitulation seines Generals Junot musste Napoleon selbst eingreifen. Nachdem er auf dem Erfurter Fürstenkongress im Oktober 1808 versucht hatte, die europäischen Mächte zum Stillhalten zu bewegen, rückte Bonaparte mit seinen besten Truppen in Spanien ein. Anfangs gegen reguläre Soldaten erfolgreich, wurde die Grande Armée mit einem erbittert geführten Guerillakrieg konfrontiert. Ohne greifbaren Erfolg kehrte Napoleon zu Beginn des Jahres 1809 nach Frankreich zurück. Der Kleinkrieg in Spanien blieb ein ungelöstes Problem, das starke Truppenverbände band und kostspielig war.

#### Fünfter Koalitionskrieg und Scheidung von Joséphine
Kurz nach der Rückkehr der Grande Armée nach Frankreich marschierte die österreichische Armee unter Karl von Österreich-Teschen als Mitglied der von Großbritannien teilfinanzierten nächsten Koalition in Bayern ein, was den Beginn des Fünften Koalitionskriegs bedeutete. Österreich setzte dabei auf nationale Parolen und traf in der eigenen Monarchie und in Deutschland auf Zustimmung. In Tirol kam es daraufhin zur Erhebung von Andreas Hofer gegen die bayerischen Besatzungstruppen. In Norddeutschland versuchten Ferdinand von Schill oder die Schwarze Schar, militärischen Widerstand zu leisten. Vor allem Intellektuelle wie Joseph Görres, Johann Gottlieb Fichte, Ernst Moritz Arndt und andere begannen mit teils nationalistischen Tönen, die französische Fremdherrschaft anzugreifen. Allerdings war das napoleonische System noch stark genug, um Preußen und die Rheinbundfürsten weiterhin zu binden. Daher stand Österreich auf dem Kontinent Napoleon isoliert gegenüber.

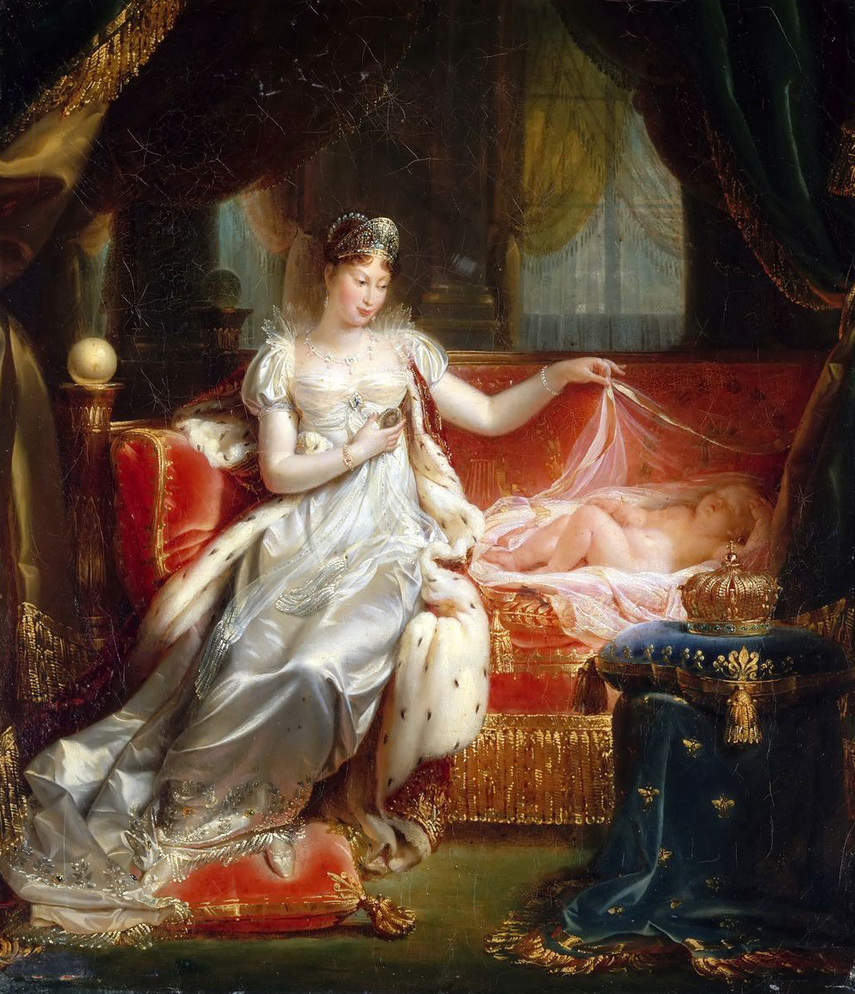
Marie-Louise von Österreich mit ihrem Sohn (Gemälde von dem französischen Maler Joseph-Boniface Franque)

Napoleon traf am 16. April 1809 in Donauwörth ein. Am 21. Mai 1809 überquerten seine Truppen südöstlich Wiens die Donau. In der Schlacht bei Aspern-Essling stoppten die Österreicher den französischen Vormarsch. Diese Schlacht wurde zur ersten Niederlage Napoleons. In der Schlacht bei Wagram konnte er aber letztendlich Erzherzog Karl besiegen. Im Frieden von Schönbrunn musste Österreich daraufhin auf Dalmatien, Zentralkroatien, die Krain, das Küstenland, Salzburg und das Innviertel verzichten, womit es etwa die Hälfte seiner Erbländer verlor und beinahe aus den alten römisch-deutschen Reichgrenzen verdrängt war. Das Land musste der anti-britischen Kontinentalsperre beitreten und sein Heer auf 150.000 Mann reduzieren. Ferner wurde ein Militärbündnis zwischen Österreich und Frankreich geschlossen.
Im selben Jahr ließ sich Napoleon von Joséphine scheiden, da ihre Ehe kinderlos geblieben war. In der Hoffnung auf die Anerkennung durch die alten Dynastien und die Festigung des Bündnisses mit Österreich heiratete Bonaparte 1810 Marie-Louise von Österreich, die älteste Tochter des österreichischen Kaisers Franz I. Aus der Ehe ging mit dem 1811 geborenen Napoleon II. der gewünschte Thronfolger hervor. Im Glauben, damit eine neue Dynastie begründet zu haben, wurden im ganzen Kaiserreich Feiern angeordnet, von denen einige Teil eines dauerhaften napoleonischen Festkalenders werden sollten. Die Schwäche der neu etablierten Dynastie wurde 1812 durch die Maletverschwörung sichtbar.

#### Der Russlandfeldzug
Zar Alexander I. von Russland war Ende 1810 aus wirtschaftlichen Gründen nicht mehr bereit, sich an der von Napoleon verhängten Kontinentalsperre gegen Großbritannien zu beteiligen. Da Napoleon diese als einziges Kampfmittel gegen Großbritannien ansah, führten die Position Russlands und weitere Faktoren dazu, dass sich die Beziehungen zwischen beiden Seiten abkühlten. Bonaparte bereitete sich im Jahr 1811 und in der ersten Hälfte des Jahres 1812 auf einen Krieg mit Russland vor. Die Rheinbundstaaten wurden verpflichtet, ihre Kontingente zu erhöhen, und auch Österreich und Preußen sahen sich genötigt, Truppen zu stellen. Nur Schweden hielt sich unter dem neuen Kronprinzen und ehemaligen französischen General Bernadotte abseits und verbündete sich mit Russland. Insgesamt soll die Grande Armée bei ihrem Aufmarsch 590.000 Mann stark gewesen sein. Diese Zahlen gelten heute aber als übertrieben. Tatsächlich standen beim Einmarsch nach Russland höchstens 450.000 Mann zur Verfügung. Dennoch war es die größte Armee, die es in Europa bis dahin gegeben hatte.

Napoleon auf dem Rückzug (Gemälde von Adolph Northen)

Am 24. Juni 1812 überschritt Napoleon die Memel. Sein Plan für den Feldzug in Russland, dort als Vaterländischer Krieg bezeichnet, war es, wie in den bisherigen Blitzfeldzügen eine schnelle spektakuläre Entscheidungsschlacht herbeizuführen, die den Krieg bald beenden und Friedensverhandlungen einleiten sollte. Napoleon hatte ursprünglich nicht den Plan, nach Moskau zu marschieren, sondern erwartete, dass der Zar mit der Überschreitung der Memel Verhandlungen mit ihm aufnehmen werde. Das geschah damals und später nicht.
Schon in der Planungsphase, aber auch zu fast jedem Zeitpunkt während der Durchführung wurden Napoleons Pläne von vielen Beratern kritisiert, er schlug aber alle Ratschläge in den Wind: „Der Wein ist eingeschenkt, er muss getrunken werden!“ Sein persönlicher Adjutant Armand de Caulaincourt schreibt:

„Für einen so gewieften Politiker, einen so guten Rechner – welche Zuversicht, welcher blinde Glaube an seinen Stern, an die Verblendung oder die Schwäche seiner Gegner! Wie konnte ein Mann von seinem scharfen Blick, von seinem überlegenen Urteil sich durch seine Illusionen soweit verblenden lassen!“

Doch die russischen Truppen unter der Führung von Barclay de Tolly wichen in die Weiten des Landes zurück. Die bisherige Methode, die Armee aus den Erzeugnissen des Landes zu versorgen, funktionierte nicht, da die Russen eine Politik der verbrannten Erde betrieben. Daneben führten mangelhafte Logistik, Läusefieber und ungünstige Witterungsverhältnisse dazu, dass sich die Truppenstärke schon ohne Feindberührung beträchtlich verringerte. Bereits am 17. August 1812, als die Truppe Smolensk erreichte, war sie nur noch 160.000 Mann stark. Vor Moskau stellten sich die Russen unter Kutusow zur Schlacht. Die Schlacht von Borodino konnte Napoleon zwar gewinnen, aber sie wurde zur verlustreichsten Auseinandersetzung der napoleonischen Kriege überhaupt: etwa 45.000 Tote oder Verwundete auf russischer Seite und 28.000 auf französischer Seite waren zu beklagen. Erst im Ersten Weltkrieg gab es noch höhere Opferzahlen an einem einzigen Tag.

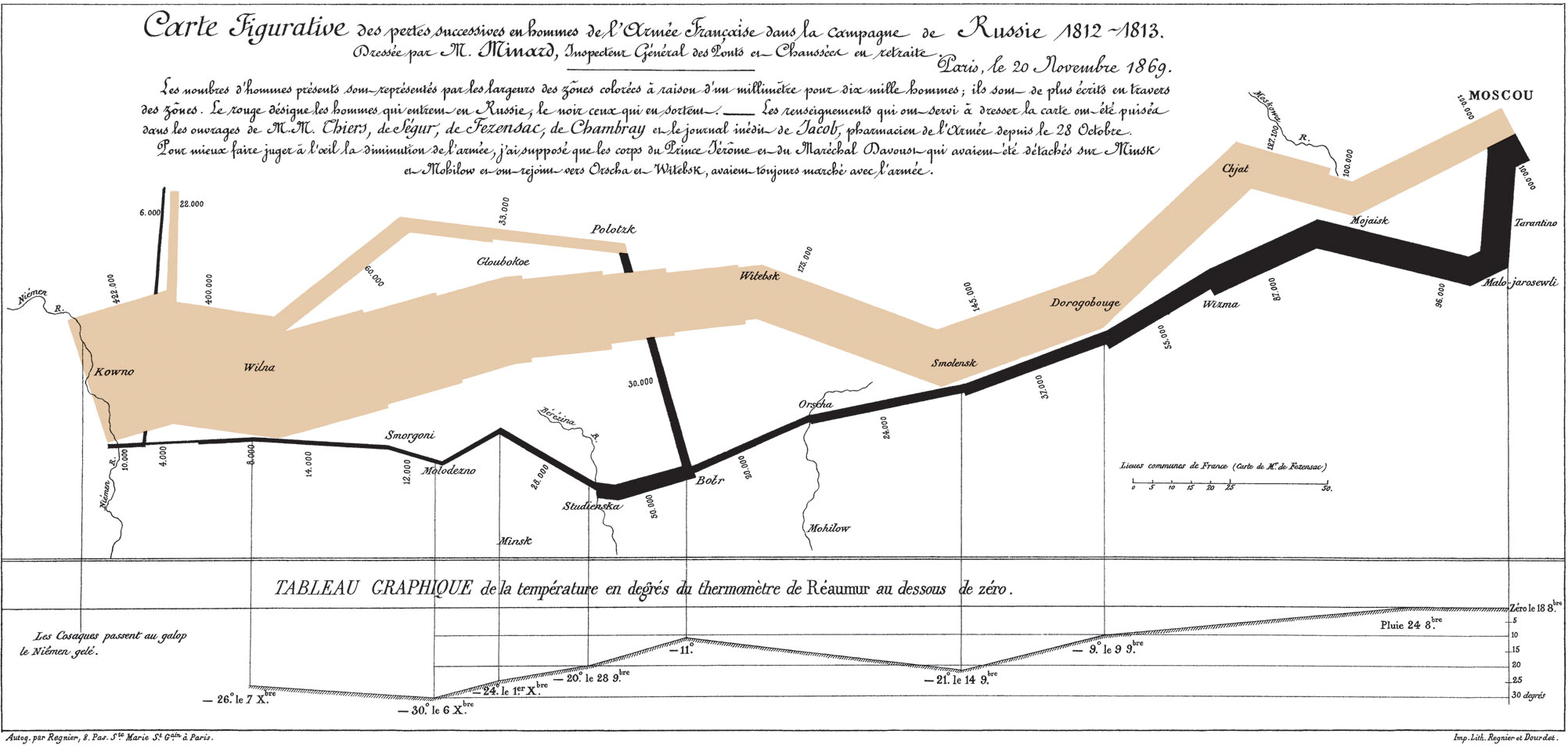
Abnehmende Stärke der Napoleonischen Armee, 1812/13. Beige: Vormarsch ostwärts. Schwarz: Rückzug. Von 422.000 Menschen bei Kaunas erreichen 100.000 Moskau und kehren letztlich 10.000 zurück. Am Rückweg sinkt die Temperatur bis auf −30 °Réaumur = −37,5 °Celsius. Grafik von C.F. Minard, 1861.

Durch diesen Pyrrhussieg gelang es Napoleon zunächst, ohne weiteren Kampf Moskau einzunehmen. Nach dem Einmarsch wurde die Stadt – vermutlich von den Russen selbst – in Brand gesetzt. Der Zar verweigerte Verhandlungen. Am 18. Oktober gab Napoleon den Befehl zum Abmarsch. Die Soldaten der Grande Armée litten unter Hunger, Krankheiten, Schnee und Kälte. Fehlender Nachschub sowie ständige Angriffe der russischen Kosaken setzten den französischen Truppen schwer zu. In der Schlacht an der Beresina wurde Napoleons Grande Armee endgültig zerschlagen.
Nur 18.000 napoleonische Soldaten übertraten im Dezember 1812 die preußische Grenze an der Memel. Der Befehlshaber des preußischen Hilfskorps, Yorck von Wartenburg, trennte sich von der Grande Armée und schloss eigenmächtig einen Waffenstillstand mit dem Zaren (Konvention von Tauroggen). Napoleon war schon vorher nach Paris geflohen, um eine neue Armee aufzustellen. Noch während des verlustreichen Rückzugs ließ der kaiserliche Hof vermelden: „Die Gesundheit seiner Majestät war niemals besser.“ („La santé de Sa Majesté n’a jamais été meilleure.“, 29. Bulletin der Grande Armée v. 17. Dezember 1812).

#### Die Befreiungskriege

##### Widerstand gegen Napoleon

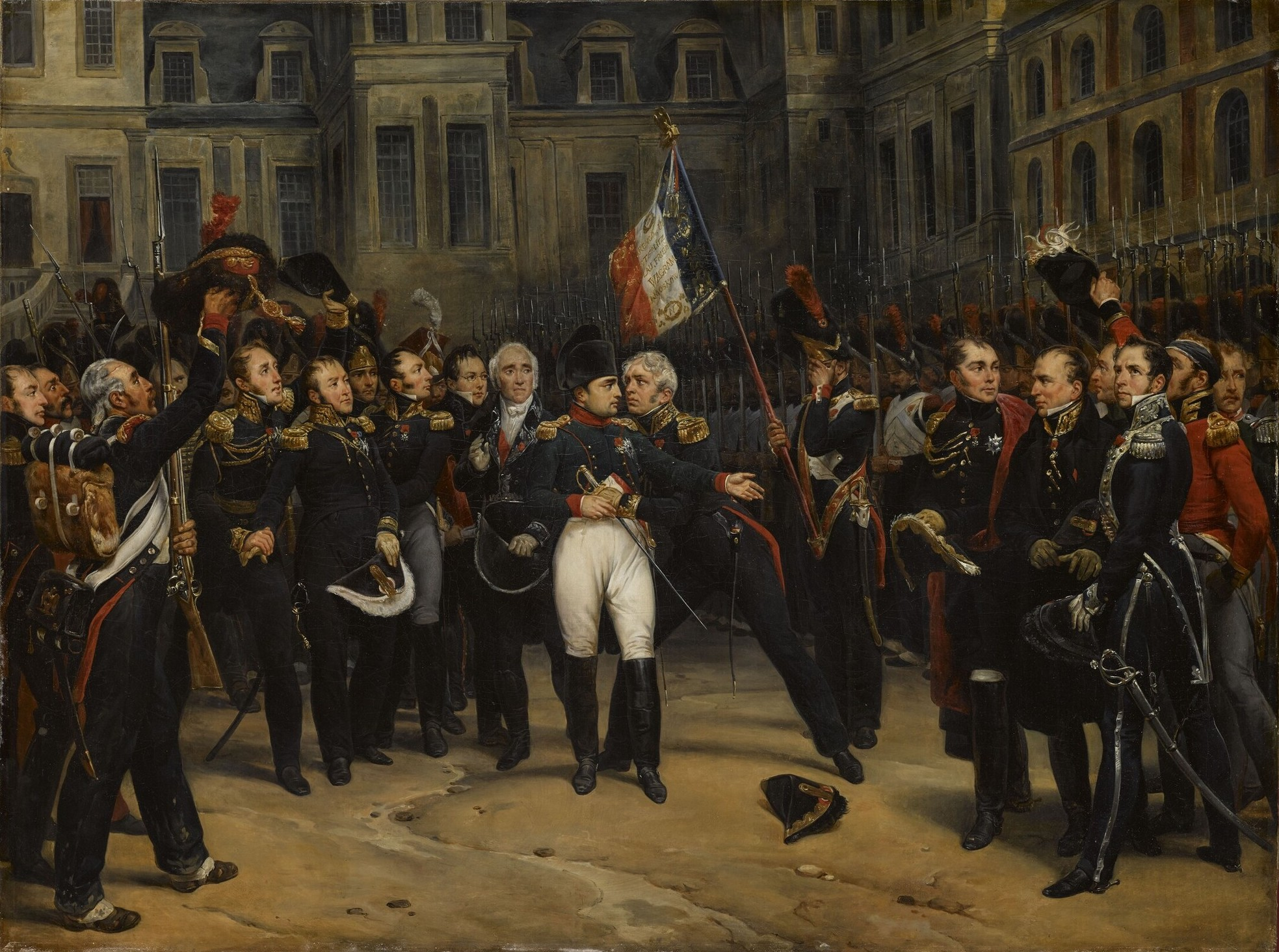
Napoleons Abschied von der Kaiserlichen Garde in Fontainebleau (Gemälde von Antoine Alphonse Montfort)

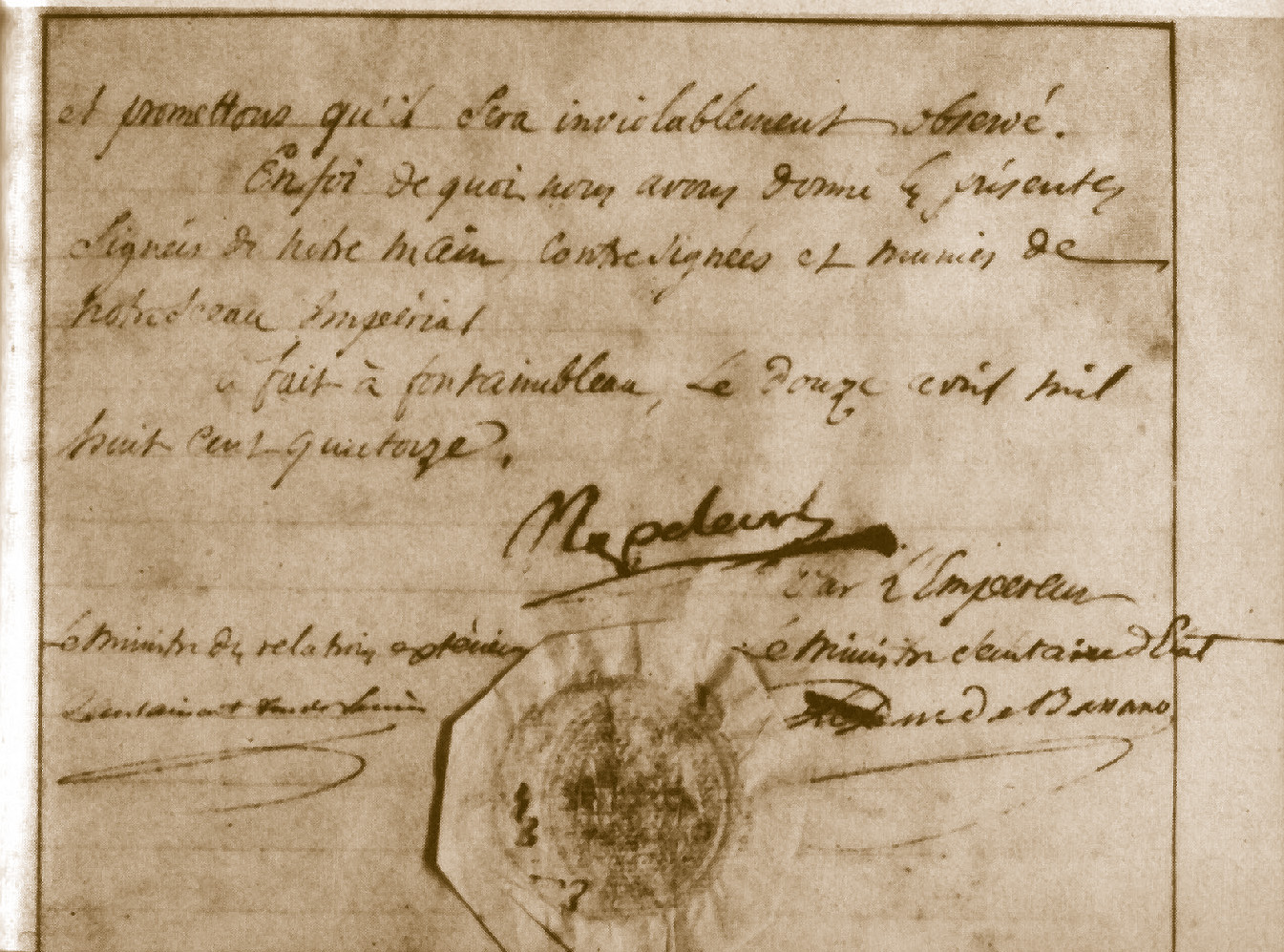
Erste Abdankung Napoleons vom 12. April 1814. Seine Unterschrift auf der Urkunde.

In Deutschland führte die Niederlage Napoleons zu einem Aufschwung der nationalen Bewegung. Der Druck der öffentlichen Meinung führte dazu, dass bisherige Verbündete Bonapartes sich den Gegenmächten zuwandten. König Friedrich Wilhelm III. schloss mit dem Vertrag von Kalisch ein Bündnis mit Russland und rief als Teil der von Großbritannien angeführten sechsten Koalition zum Befreiungskrieg auf. Dem folgten anfangs nur wenige deutsche Länder, auch Österreich hielt sich zunächst fern. Unmittelbar nach seiner Rückkehr begann Napoleon damit, neue Soldaten auszuheben. Mit einer nur schlecht ausgebildeten Armee, der es zudem an Kavallerie mangelte, marschierte Bonaparte nach Deutschland. Anfangs zeigten sich noch einmal die militärischen Fähigkeiten Napoleons. Er siegte am 2. Mai 1813 bei Großgörschen und am 20./21. Mai bei Bautzen. Die reorganisierte preußische Armee hatte sich in einen ernstzunehmenden Gegner gewandelt, der den Franzosen hohe Verluste beibrachte. Aus diesem Grund stimmte Bonaparte einem Waffenstillstand zu.

##### Militärischer Niedergang und die Völkerschlacht von Leipzig
Diesen nutzten die Gegner dazu, Österreich auf ihre Seite zu ziehen. Auf einem Friedenskongress in Prag wurde Napoleon ein Ultimatum gestellt, das unter anderem die Auflösung des Rheinbundes, die Aufgabe des Großherzogtums Warschau sowie die Wiederherstellung Preußens in den Grenzen von 1806 vorsah. Da dies faktisch die Aufgabe der französischen Vormacht in Europa bedeutet hätte, ging Napoleon darauf nicht ein. Daraufhin erklärte Österreich Frankreich den Krieg. Preußen, Russland und Österreich schlossen die Allianzverträge von Teplitz ab. Da auch Schweden sich an der Koalition beteiligte, standen nunmehr alle nicht von Bonaparte direkt oder indirekt kontrollierten Staaten in Europa gegen ihn. Im folgenden Feldzug spielten die Verbündeten ihre zahlenmäßige Überlegenheit aus, wichen infolge der Strategie von Trachenberg einer Entscheidungsschlacht mit der französischen Hauptarmee anfangs aus und fügten den Truppen der napoleonischen Marschälle erhebliche Verluste zu. Immer stärker wurde der Bewegungsspielraum der französischen Hauptarmee begrenzt. Im Jahr 1813 wurden die Franzosen in der Völkerschlacht bei Leipzig endgültig geschlagen. Schon wenige Tage zuvor hatte sich Bayern im Vertrag von Ried auf Seiten Österreichs gestellt und Frankreich den Krieg erklärt. Im Zuge der Schlachtereignisse wechselten auch die Rheinbundfürsten, mit Ausnahme der Könige Sachsens und Westphalens, die Seiten. Napoleon zog sich sodann mit den Resten seiner Armee hinter den Rhein zurück.

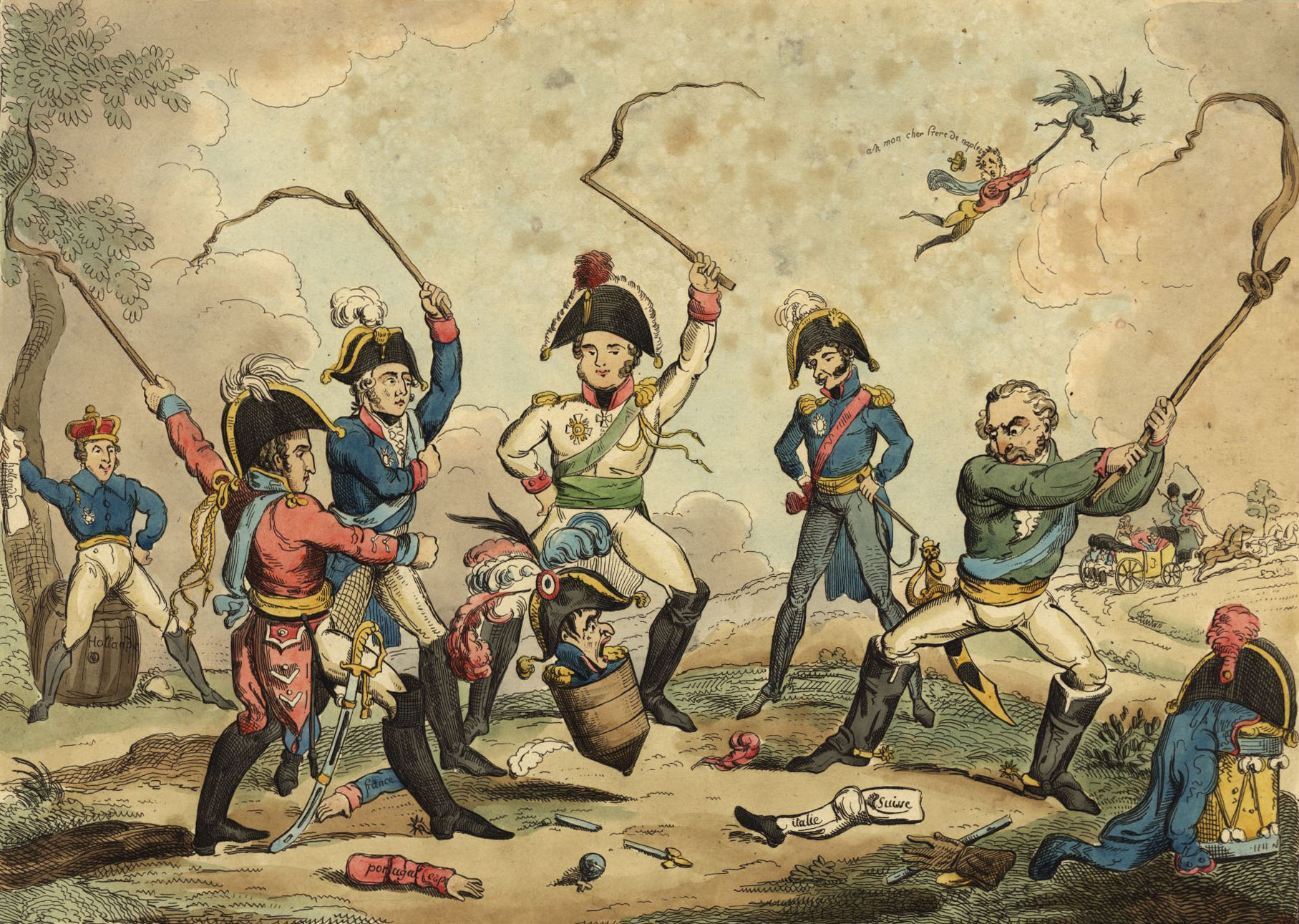
Napoleon Bonaparte als Spielkreisel der Kriegsgegner (Karikatur 1814)

##### Sturz und Verbannung Napoleons
An der spanischen Front rückte Wellington bis zur französischen Grenze vor. Im Inneren Frankreichs regte sich erstmals seit langem öffentlicher Widerspruch gegen das Regime. Als die gesetzgebende Körperschaft bürgerliche Freiheitsrechte einforderte, ließ Napoleon sie schließen. Die Rekrutierung neuer Soldaten stieß wegen der nachlassenden Unterstützung für Bonaparte auf erhebliche Schwierigkeiten, sodass Napoleon den alliierten Streitkräften nur noch eine zahlenmäßig unterlegene und schlecht ausgebildete Armee entgegensetzen konnte. Dennoch zeigte sich angesichts der unmittelbaren Bedrohung noch einmal Napoleons Geschick als Feldherr. Trotz deutlich unterlegener Kräfte gelang es durch geschicktes und temporeiches Manövrieren, die zahlenmäßig drückend überlegenen, aber getrennt marschierenden Feinde mehrfach zu schlagen. Diese Erfolge veranlassten ihn, sich bei einem weiteren Friedensangebot auf dem Kongress von Châtillon ablehnend zu zeigen. In der Folge war jedoch klar, dass er der zahlenmäßigen Überlegenheit nicht mehr gewachsen war. Daher nahmen die alliierten Truppen nach der Schlacht bei Paris am 31. März 1814 die Hauptstadt ein. Der Kaiser verlor daraufhin jegliche Unterstützung der Armee, der Politik und selbst enger Getreuer. Am 2. April 1814 sprach der Senat die Absetzung des Kaisers aus. Die fehlende Einsicht in die verfahrene Situation und die Ablehnung zahlloser Friedens- und Vermittlungsangebote beruht nach Einschätzung seiner Berater auf seinem unbedingten Willen, krisenhafte Situationen sofort zu überwinden und der Unfähigkeit, die Auswirkungen seiner Entscheidung in der Zukunft realistisch einzuschätzen. Sein Justizminister Louis-Mathieu Molé, der ihn seit 1809 begleitet hatte, schrieb:

„Wie seltsam, dass Napoleon, dessen gesunder Menschenverstand seinem Genie in nichts nachstand, nie zu erkennen vermochte, an welchem Punkt die Möglichkeiten erschöpft waren“

Am 6. April dankte er zu Gunsten seines Sohnes ab. Damit waren die Alliierten nicht einverstanden. Sie verlangten vom Kaiser, bedingungslos abzudanken, und boten den Vertrag vom 11. April 1814 zur Unterschrift an. Diese Offerte unterschrieb Napoleon unter dem Datum vom 12. April, nachdem er in der Nacht vom 12. auf den 13. April einen Suizidversuch unternommen haben soll. Ihm wurde die Insel Elba als Wohnsitz zugewiesen und einzig der Kaisertitel belassen.

#### Herrschaft der Hundert Tage

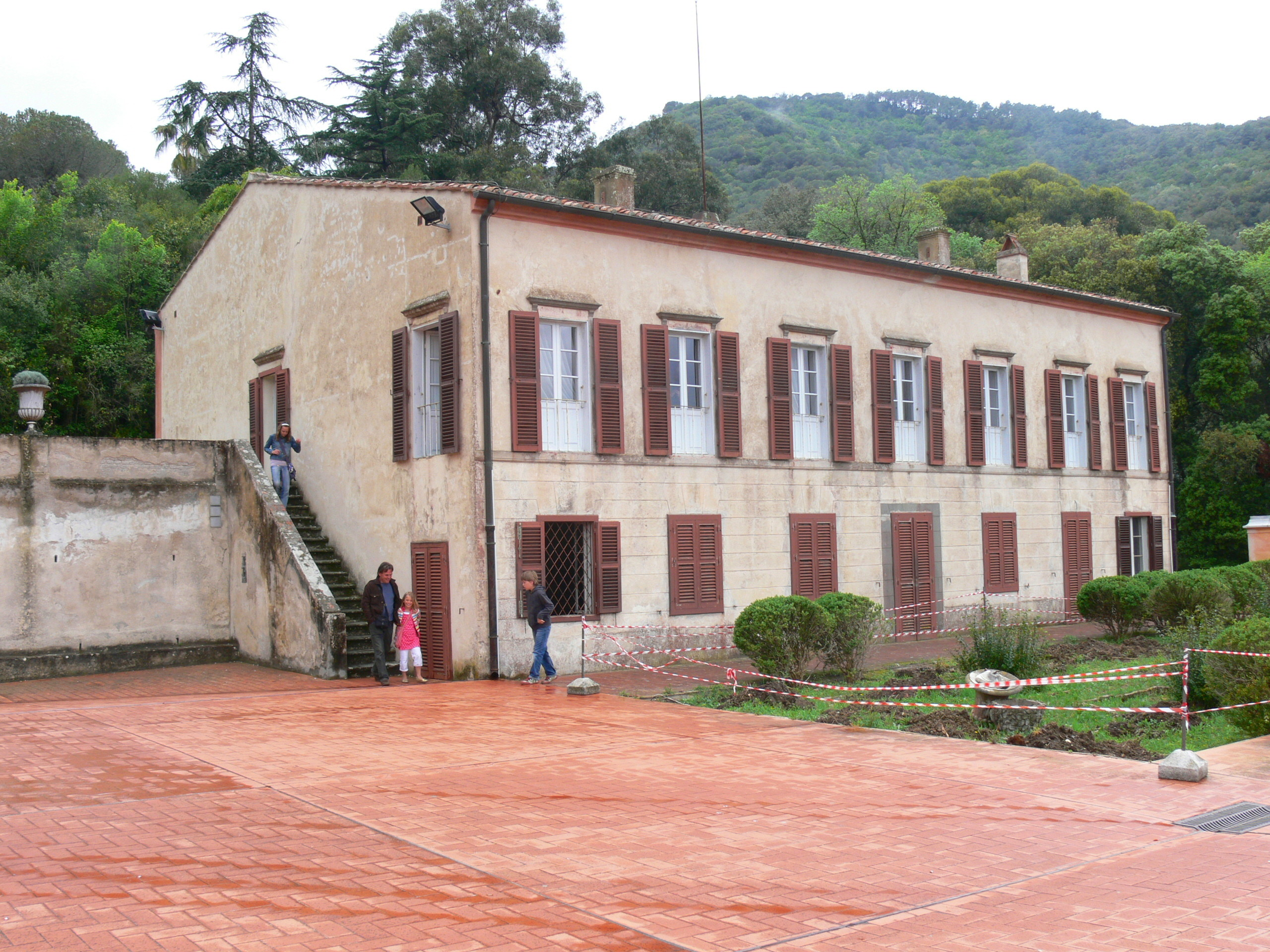
Elba, Napoleons Villa San Martino

Die Reise auf die Insel Elba dauerte vom 25. bis zum 27. April 1814. Da Anschläge auf seine Person befürchtet wurden, trug Napoleon als Vorsichtsmaßnahme zur Verkleidung den Mantel des russischen Generals Schuwalow. Er war nun der Herrscher über einen Staat mit 10.000 Einwohnern und einer Armee von 1.000 Mann. Hier bewohnte er die Palazzina dei Mulini in Portoferraio. Er begann zwar eine umfangreiche Reformtätigkeit, die ihn als ehemaligen Beherrscher Europas aber nicht ausfüllen konnte. Durch ein Netz von Agenten wusste er genau, dass es in Frankreich nach der Restauration der Monarchie unter dem Bourbonen Ludwig XVIII. eine weit verbreitete Unzufriedenheit angesichts der Rückgängigmachung der Errungenschaften der französischen Revolution gab. Ermutigt von diesen Meldungen kehrte Napoleon am 1. März 1815 nach Frankreich zurück. Die Soldaten des 5e régiment d’infanterie unter dem Kommando von Marschall Michel Ney, die ihn hätten aufhalten sollen, liefen zu ihm über. Am 19. März 1815 floh König Ludwig aus den Tuilerien. Zwar wurde die Verfassung des Kaiserreichs teilweise liberalisiert, aber die im französischen Volk verbreitete Zustimmung zum wiederhergestellten napoleonischen Regime führte dazu, dass sich Großbritannien, Österreich, Russland und Preußen auf dem Wiener Kongress zur Siebten Koalition formierten und zum militärischen Eingreifen entschieden. Am 25. März erneuerten sie ihre Allianz von 1814.
Trotz aller Schwierigkeiten gelang es Napoleon, eine gut ausgerüstete Armee von 125.000 erfahrenen Soldaten auszuheben. Er ließ eine provisorische Regierung unter dem Marschall Louis-Nicolas Davout in Paris zurück und marschierte gegen die Allianz. Wie gewohnt plante Bonaparte, die Gegner nacheinander zu schlagen.
Anfangs gelang es ihm bei Charleroi, einen Keil zwischen die britische Armee unter Wellington und die preußischen Truppen unter Leberecht von Blücher zu treiben. Am 16. Juni hinderte sein General Michel Ney die Briten in der Schlacht bei Quatre-Bras daran, sich mit den Preußen zu vereinigen, und Napoleon besiegte selbige in der Schlacht bei Ligny – jedoch nicht entscheidend.
Am 18. Juni 1815 griff Napoleon die alliierte Armee von Wellington nahe dem Ort Waterloo im heutigen Belgien an. Wellingtons britisch-deutschen Verbänden gelang es mit Mühe, die günstige Stellung gegen alle französischen Angriffe im Wesentlichen zu halten. Die preußischen Truppen unter Marschall Blücher hatten sich nach ihrer Niederlage bei Ligny neu formiert und trafen noch rechtzeitig ein, um die Schlacht zu entscheiden. Napoleon wurde geschlagen.
Seine Niederlage in dieser verlustreichen Schlacht bedeutete faktisch das Ende der Herrschaft der hundert Tage. Bei seiner Rückkehr nach Paris trat Napoleon am 22. Juni 1815 zurück, nachdem er bei Parlament und ehemaligen Getreuen jegliche Unterstützung verloren hatte. Weder die Hoffnung auf eine Emigration nach Amerika noch auf politisches Asyl in Großbritannien erfüllte sich, stattdessen wurde Napoleon auf Beschluss der Alliierten auf die kleine, isoliert im Südatlantik liegende Insel St. Helena verbannt. Am 15. Juli ging der ehemalige Kaiser mit seinen Begleitern an Bord der HMS Bellerophon, die ihn nach Plymouth bringen sollte. Dort bestieg er wiederum die HMS Northumberland mit Kurs auf St. Helena.

### Letzte Jahre

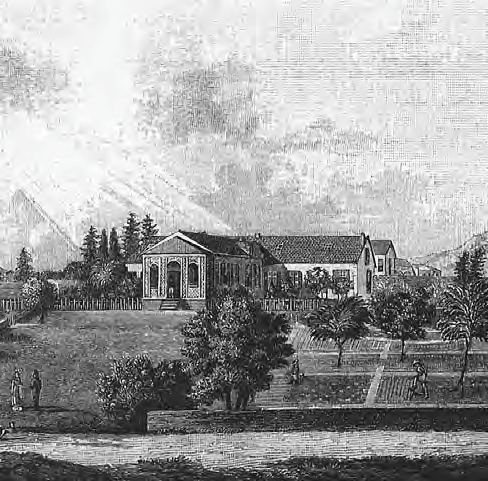
Longwood House, Napoleons Exilwohnsitz von 1815 bis zu seinem Tode 1821

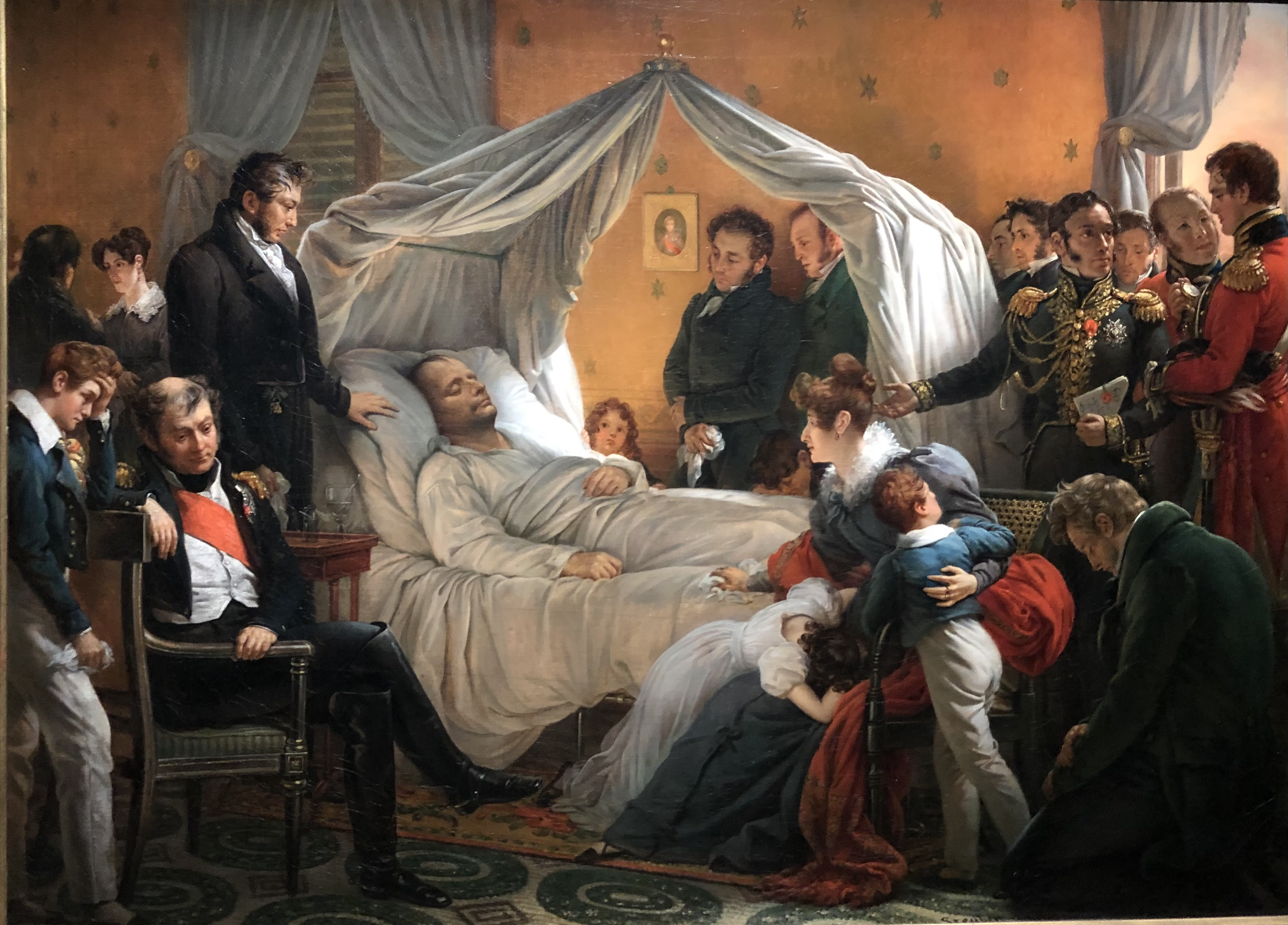
Carl von Steuben (1828): Der Tod Napoleons

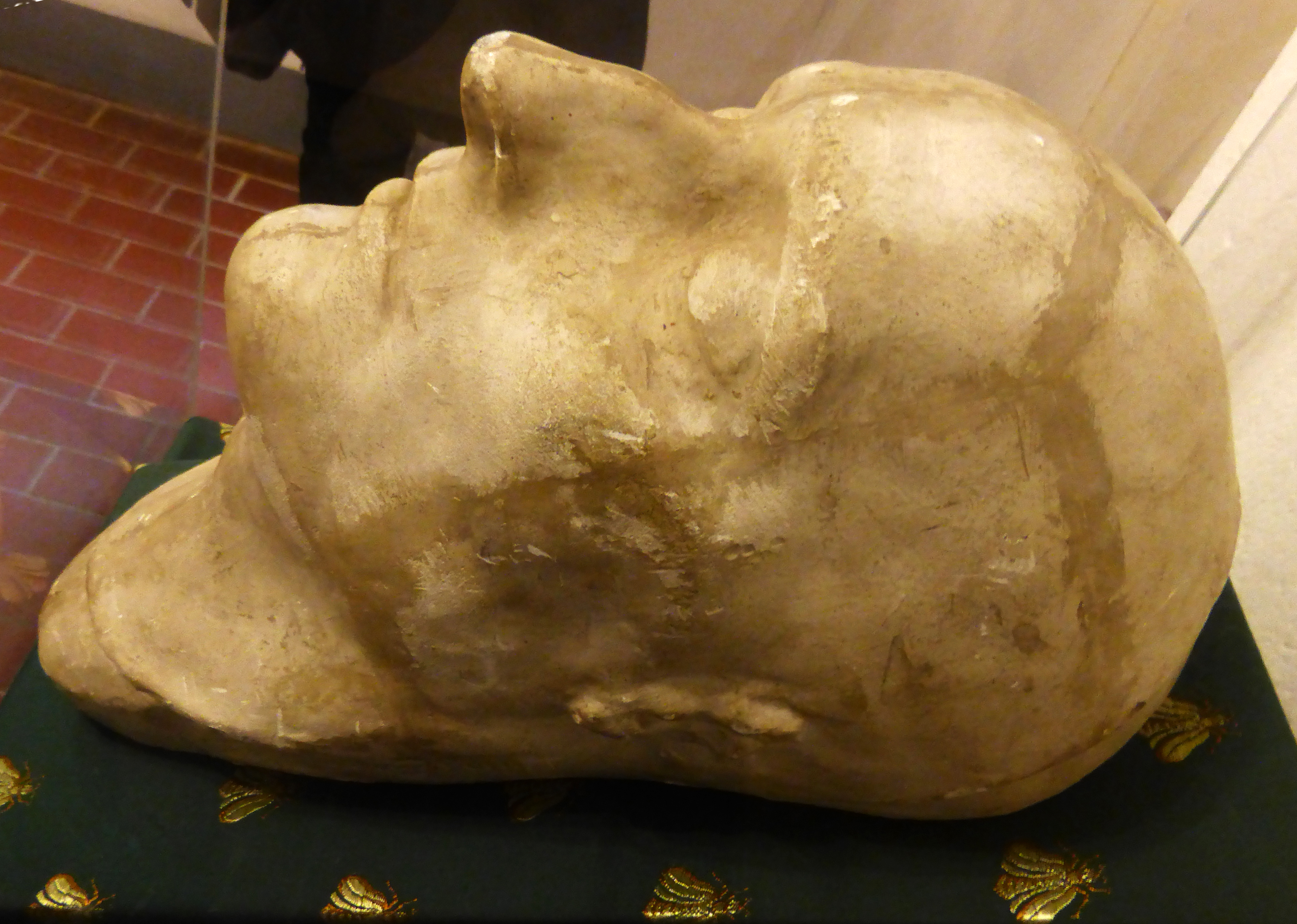
Totenmaske Napoleons von Francesco Antommarchi

Auf St. Helena wurde Bonaparte und seinen wenigen Begleitern der Wohnsitz des Gouverneurs, Longwood House, zugewiesen. Nach Napoleons Willen hielten die Franzosen hier die Illusion eines kaiserlichen Hofstaates aufrecht. Napoleon schrieb hier seine Memoiren. Im Laufe der Zeit verschlechterte sich sein Gesundheitszustand zusehends, bis er schließlich am 5. Mai 1821 um 17:49 Uhr (Ortszeit) starb. Der englische Kapitän Frederick Marryat fertigte eine Skizze des Leichnams an, die erhalten geblieben und im Londoner National Maritime Museum ausgestellt ist. Nach Anfertigung einer Totenmaske wurde Napoleons Leichnam noch am selben Tag obduziert. Entsprechend den damals üblichen Methoden zur Leichenkonservierung wurden Napoleons Herz und Eingeweide entnommen und in zwei Gefäßen getrennt bestattet, die man an das Fußende seiner Leiche in den Sarg legte. Napoleon wurde am 9. Mai 1821 in einem vierfachen Sarg beigesetzt.
In der medizinischen Fachliteratur ist überzeugend dargelegt, dass Napoleon an fortgeschrittenem Magenkrebs mit Lymphknotenbefall verstarb. Unmittelbare Todesursache war aller Wahrscheinlichkeit nach eine durch das Karzinom ausgelöste starke Magenblutung. Neue Forschungsergebnisse legen darüber hinaus nahe, dass der bösartige Tumor nicht, wie früher vermutet, familiär bedingt war – bis heute sind die Todesursachen anderer Familienmitglieder nicht geklärt. Vielmehr sei das Karzinom auf Basis einer chronischen Gastritis entstanden (Typ-B-Gastritis bei HP-Infektion).
Andere Vermutungen zur Todesursache sind weitgehend widerlegt. Eine davon lautet, dass Napoleon sukzessiv durch Arsen vergiftet worden sein könnte, zum Beispiel von General Charles-Tristan de Montholon oder unabsichtlich durch die arsenhaltige Farbe (Schweinfurter Grün) in seinen Tapeten. Mit letzter Gewissheit werden sich die genauen Ursachen seines Todes jedoch wohl nicht mehr klären lassen. Eine italienische Forschergruppe kam 2008 zu dem Ergebnis, dass Napoleon nicht mit Arsen vergiftet wurde, zumindest nicht absichtlich. Durch eine Haaranalyse wurde festgestellt, dass in allen betrachteten Lebensphasen ähnlich hohe Gehalte des giftigen Stoffes im Körper vorhanden waren.

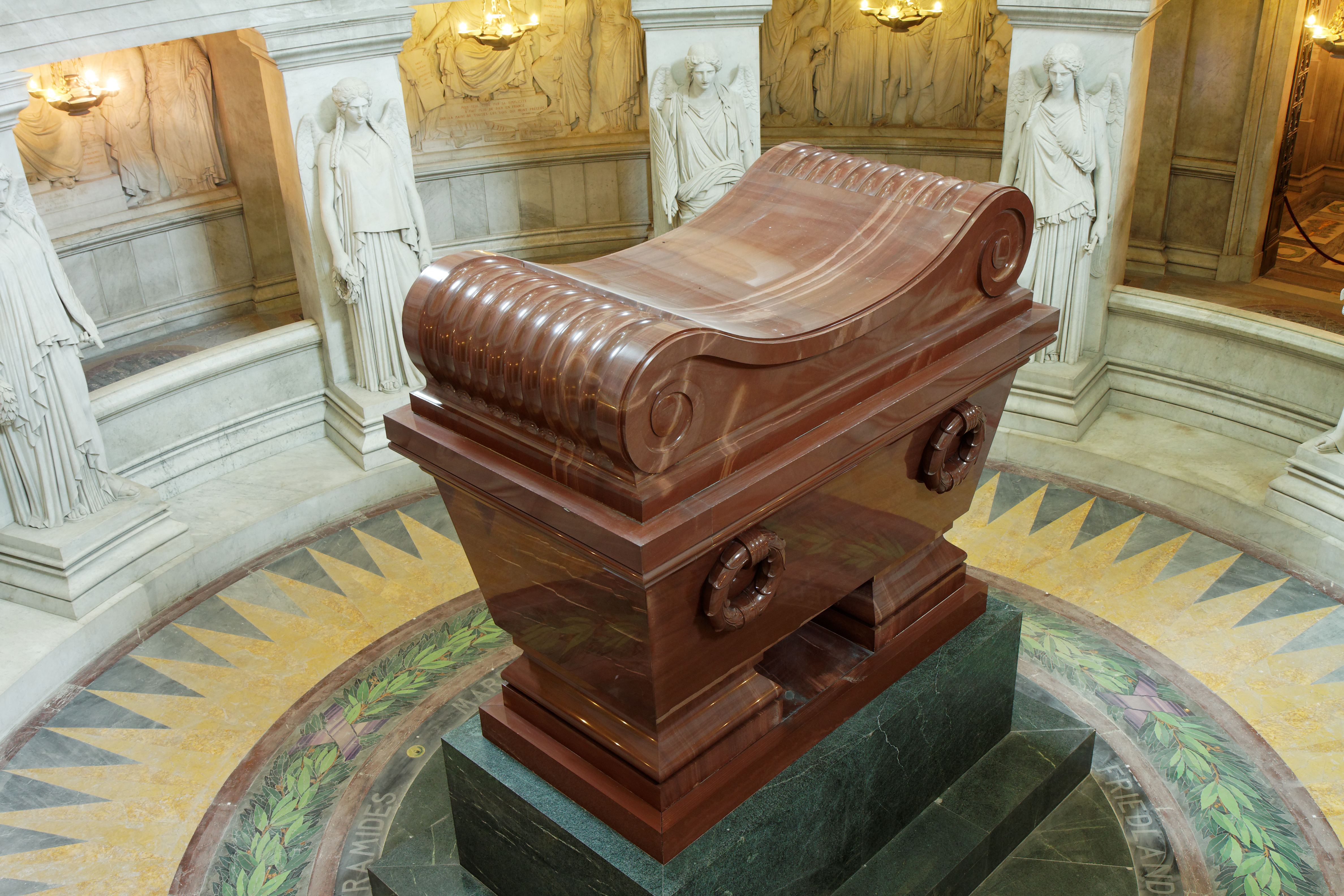
Napoleons Sarkophag, Krypta des Invalidendoms, Paris

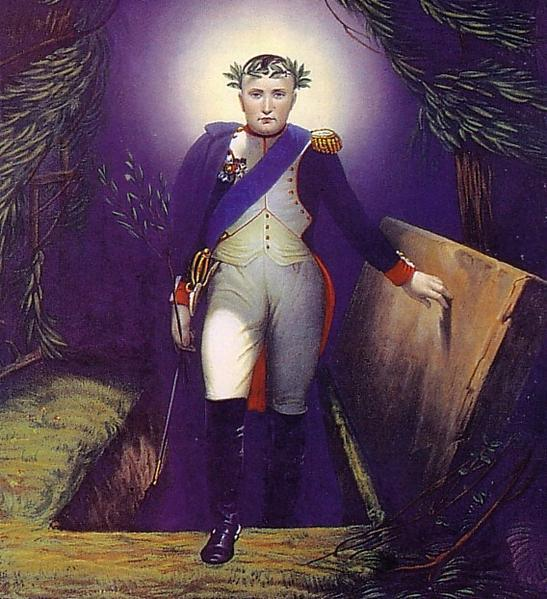
Napoleon I. entsteigt seinem Grab auf St. Helena. Gemälde von Jean Pierre Marie Jazet nach einer Lithographie von Horace Vernet

Nach seinem Tod setzten sich die Bonapartisten für die Thronansprüche der Familie Bonaparte ein. Damit trugen sie wesentlich zum Aufstieg Napoleons III. bei. Auch nach dessen Sturz im Jahr 1870 übten sie auf das Heer und die Beamtenschaft großen Einfluss aus. Erst in den 1880er Jahren verlor der Bonapartismus an Bedeutung.
Fast zwanzig Jahre nach seinem Tod wurde Napoleons Leichnam am 15. Oktober 1840 exhumiert. Auf der Fregatte Belle Poule wurden die sterblichen Überreste zurück nach Frankreich gebracht und in den Pariser Invalidendom überführt. Er ist dort seit dem 15. Dezember 1840 in einem Sarkophag beigesetzt.

## Privatleben

### Abstammung
|                                              |                                              |                                              |                                              |                                              |                                              |  |  |                                                |                                                |                                                |                                                |                                                |                                                |  |  | Sebastiano Nicolo Buonaparte ⚭ Maria Anna Tusoli | Sebastiano Nicolo Buonaparte ⚭ Maria Anna Tusoli | Sebastiano Nicolo Buonaparte ⚭ Maria Anna Tusoli | Sebastiano Nicolo Buonaparte ⚭ Maria Anna Tusoli | Sebastiano Nicolo Buonaparte ⚭ Maria Anna Tusoli | Sebastiano Nicolo Buonaparte ⚭ Maria Anna Tusoli |  |  | Giuseppe Maria Paravisini ⚭ Anna Maria Salineri | Giuseppe Maria Paravisini ⚭ Anna Maria Salineri | Giuseppe Maria Paravisini ⚭ Anna Maria Salineri | Giuseppe Maria Paravisini ⚭ Anna Maria Salineri | Giuseppe Maria Paravisini ⚭ Anna Maria Salineri | Giuseppe Maria Paravisini ⚭ Anna Maria Salineri |  |  | Giovanni-Agostino Ramolino ⚭ Angela-Maria Peri | Giovanni-Agostino Ramolino ⚭ Angela-Maria Peri | Giovanni-Agostino Ramolino ⚭ Angela-Maria Peri | Giovanni-Agostino Ramolino ⚭ Angela-Maria Peri | Giovanni-Agostino Ramolino ⚭ Angela-Maria Peri | Giovanni-Agostino Ramolino ⚭ Angela-Maria Peri |  |  | Giuseppe Pietrasanta ⚭ Maria-Giuseppe Malerba                       | Giuseppe Pietrasanta ⚭ Maria-Giuseppe Malerba                       | Giuseppe Pietrasanta ⚭ Maria-Giuseppe Malerba                       | Giuseppe Pietrasanta ⚭ Maria-Giuseppe Malerba                       | Giuseppe Pietrasanta ⚭ Maria-Giuseppe Malerba                       | Giuseppe Pietrasanta ⚭ Maria-Giuseppe Malerba                       |  |  |                                  |                                  |                                  |                                  |                                  |                                  |  |  |                                                      |                                                      |                                                      |                                                      |                                                      |                                                      |  |  |  |  |  |  |  |  |  |  |  |  |  |  |  |  |  |  |  |  |  |  |  |  |
|                                              |                                              |                                              |                                              |                                              |                                              |  |  |                                                |                                                |                                                |                                                |                                                |                                                |  |  | Sebastiano Nicolo Buonaparte ⚭ Maria Anna Tusoli | Sebastiano Nicolo Buonaparte ⚭ Maria Anna Tusoli | Sebastiano Nicolo Buonaparte ⚭ Maria Anna Tusoli | Sebastiano Nicolo Buonaparte ⚭ Maria Anna Tusoli | Sebastiano Nicolo Buonaparte ⚭ Maria Anna Tusoli | Sebastiano Nicolo Buonaparte ⚭ Maria Anna Tusoli |  |  | Giuseppe Maria Paravisini ⚭ Anna Maria Salineri | Giuseppe Maria Paravisini ⚭ Anna Maria Salineri | Giuseppe Maria Paravisini ⚭ Anna Maria Salineri | Giuseppe Maria Paravisini ⚭ Anna Maria Salineri | Giuseppe Maria Paravisini ⚭ Anna Maria Salineri | Giuseppe Maria Paravisini ⚭ Anna Maria Salineri |  |  | Giovanni-Agostino Ramolino ⚭ Angela-Maria Peri | Giovanni-Agostino Ramolino ⚭ Angela-Maria Peri | Giovanni-Agostino Ramolino ⚭ Angela-Maria Peri | Giovanni-Agostino Ramolino ⚭ Angela-Maria Peri | Giovanni-Agostino Ramolino ⚭ Angela-Maria Peri | Giovanni-Agostino Ramolino ⚭ Angela-Maria Peri |  |  | Giuseppe Pietrasanta ⚭ Maria-Giuseppe Malerba                       | Giuseppe Pietrasanta ⚭ Maria-Giuseppe Malerba                       | Giuseppe Pietrasanta ⚭ Maria-Giuseppe Malerba                       | Giuseppe Pietrasanta ⚭ Maria-Giuseppe Malerba                       | Giuseppe Pietrasanta ⚭ Maria-Giuseppe Malerba                       | Giuseppe Pietrasanta ⚭ Maria-Giuseppe Malerba                       |  |  |                                  |                                  |                                  |                                  |                                  |                                  |  |  |                                                      |                                                      |                                                      |                                                      |                                                      |                                                      |  |  |  |  |  |  |  |  |  |  |  |  |  |  |  |  |  |  |  |  |  |  |  |  |
|                                              |                                              |                                              |                                              |                                              |                                              |  |  |                                                |                                                |                                                |                                                |                                                |                                                |  |  | Giuseppe Maria Buonaparte                        | Giuseppe Maria Buonaparte                        | Giuseppe Maria Buonaparte                        | Giuseppe Maria Buonaparte                        | Giuseppe Maria Buonaparte                        | Giuseppe Maria Buonaparte                        |  |  | Maria Saveria Paravisini                        | Maria Saveria Paravisini                        | Maria Saveria Paravisini                        | Maria Saveria Paravisini                        | Maria Saveria Paravisini                        | Maria Saveria Paravisini                        |  |  | Giovanni Geronimo Ramolino                     | Giovanni Geronimo Ramolino                     | Giovanni Geronimo Ramolino                     | Giovanni Geronimo Ramolino                     | Giovanni Geronimo Ramolino                     | Giovanni Geronimo Ramolino                     |  |  | Angela Maria Pietrasanta Giuseppe Pietrasanta                       | Angela Maria Pietrasanta Giuseppe Pietrasanta                       | Angela Maria Pietrasanta Giuseppe Pietrasanta                       | Angela Maria Pietrasanta Giuseppe Pietrasanta                       | Angela Maria Pietrasanta Giuseppe Pietrasanta                       | Angela Maria Pietrasanta Giuseppe Pietrasanta                       |  |  |                                  |                                  |                                  |                                  |                                  |                                  |  |  |                                                      |                                                      |                                                      |                                                      |                                                      |                                                      |  |  |  |  |  |  |  |  |  |  |  |  |  |  |  |  |  |  |  |  |  |  |  |  |
|                                              |                                              |                                              |                                              |                                              |                                              |  |  |                                                |                                                |                                                |                                                |                                                |                                                |  |  | Giuseppe Maria Buonaparte                        | Giuseppe Maria Buonaparte                        | Giuseppe Maria Buonaparte                        | Giuseppe Maria Buonaparte                        | Giuseppe Maria Buonaparte                        | Giuseppe Maria Buonaparte                        |  |  | Maria Saveria Paravisini                        | Maria Saveria Paravisini                        | Maria Saveria Paravisini                        | Maria Saveria Paravisini                        | Maria Saveria Paravisini                        | Maria Saveria Paravisini                        |  |  | Giovanni Geronimo Ramolino                     | Giovanni Geronimo Ramolino                     | Giovanni Geronimo Ramolino                     | Giovanni Geronimo Ramolino                     | Giovanni Geronimo Ramolino                     | Giovanni Geronimo Ramolino                     |  |  | Angela Maria Pietrasanta Giuseppe Pietrasanta                       | Angela Maria Pietrasanta Giuseppe Pietrasanta                       | Angela Maria Pietrasanta Giuseppe Pietrasanta                       | Angela Maria Pietrasanta Giuseppe Pietrasanta                       | Angela Maria Pietrasanta Giuseppe Pietrasanta                       | Angela Maria Pietrasanta Giuseppe Pietrasanta                       |  |  |                                  |                                  |                                  |                                  |                                  |                                  |  |  |                                                      |                                                      |                                                      |                                                      |                                                      |                                                      |  |  |  |  |  |  |  |  |  |  |  |  |  |  |  |  |  |  |  |  |  |  |  |  |
|                                              |                                              |                                              |                                              |                                              |                                              |  |  |                                                |                                                |                                                |                                                |                                                |                                                |  |  |                                                  |                                                  |                                                  |                                                  |                                                  |                                                  |  |  |                                                 |                                                 |                                                 |                                                 |                                                 |                                                 |  |  |                                                |                                                |                                                |                                                |                                                |                                                |  |  |                                                                     |                                                                     |                                                                     |                                                                     |                                                                     |                                                                     |  |  |                                  |                                  |                                  |                                  |                                  |                                  |  |  |                                                      |                                                      |                                                      |                                                      |                                                      |                                                      |  |  |  |  |  |  |  |  |  |  |  |  |  |  |  |  |  |  |  |  |  |  |  |  |
|                                              |                                              |                                              |                                              |                                              |                                              |  |  |                                                |                                                |                                                |                                                |                                                |                                                |  |  |                                                  |                                                  |                                                  |                                                  |                                                  |                                                  |  |  |                                                 |                                                 |                                                 |                                                 |                                                 |                                                 |  |  |                                                |                                                |                                                |                                                |                                                |                                                |  |  |                                                                     |                                                                     |                                                                     |                                                                     |                                                                     |                                                                     |  |  |                                  |                                  |                                  |                                  |                                  |                                  |  |  |                                                      |                                                      |                                                      |                                                      |                                                      |                                                      |  |  |  |  |  |  |  |  |  |  |  |  |  |  |  |  |  |  |  |  |  |  |  |  |
|                                              |                                              |                                              |                                              |                                              |                                              |  |  |                                                |                                                |                                                |                                                |                                                |                                                |  |  |                                                  |                                                  |                                                  |                                                  |                                                  |                                                  |  |  | Carlo Buonaparte                                | Carlo Buonaparte                                | Carlo Buonaparte                                | Carlo Buonaparte                                | Carlo Buonaparte                                | Carlo Buonaparte                                |  |  | Letizia Ramolino                               | Letizia Ramolino                               | Letizia Ramolino                               | Letizia Ramolino                               | Letizia Ramolino                               | Letizia Ramolino                               |  |  |                                                                     |                                                                     |                                                                     |                                                                     |                                                                     |                                                                     |  |  |                                  |                                  |                                  |                                  |                                  |                                  |  |  |                                                      |                                                      |                                                      |                                                      |                                                      |                                                      |  |  |  |  |  |  |  |  |  |  |  |  |  |  |  |  |  |  |  |  |  |  |  |  |
|                                              |                                              |                                              |                                              |                                              |                                              |  |  |                                                |                                                |                                                |                                                |                                                |                                                |  |  |                                                  |                                                  |                                                  |                                                  |                                                  |                                                  |  |  | Carlo Buonaparte                                | Carlo Buonaparte                                | Carlo Buonaparte                                | Carlo Buonaparte                                | Carlo Buonaparte                                | Carlo Buonaparte                                |  |  | Letizia Ramolino                               | Letizia Ramolino                               | Letizia Ramolino                               | Letizia Ramolino                               | Letizia Ramolino                               | Letizia Ramolino                               |  |  |                                                                     |                                                                     |                                                                     |                                                                     |                                                                     |                                                                     |  |  |                                  |                                  |                                  |                                  |                                  |                                  |  |  |                                                      |                                                      |                                                      |                                                      |                                                      |                                                      |  |  |  |  |  |  |  |  |  |  |  |  |  |  |  |  |  |  |  |  |  |  |  |  |
|                                              |                                              |                                              |                                              |                                              |                                              |  |  |                                                |                                                |                                                |                                                |                                                |                                                |  |  |                                                  |                                                  |                                                  |                                                  |                                                  |                                                  |  |  |                                                 |                                                 |                                                 |                                                 |                                                 |                                                 |  |  |                                                |                                                |                                                |                                                |                                                |                                                |  |  |                                                                     |                                                                     |                                                                     |                                                                     |                                                                     |                                                                     |  |  |                                  |                                  |                                  |                                  |                                  |                                  |  |  |                                                      |                                                      |                                                      |                                                      |                                                      |                                                      |  |  |  |  |  |  |  |  |  |  |  |  |  |  |  |  |  |  |  |  |  |  |  |  |
|                                              |                                              |                                              |                                              |                                              |                                              |  |  |                                                |                                                |                                                |                                                |                                                |                                                |  |  |                                                  |                                                  |                                                  |                                                  |                                                  |                                                  |  |  |                                                 |                                                 |                                                 |                                                 |                                                 |                                                 |  |  |                                                |                                                |                                                |                                                |                                                |                                                |  |  |                                                                     |                                                                     |                                                                     |                                                                     |                                                                     |                                                                     |  |  |                                  |                                  |                                  |                                  |                                  |                                  |  |  |                                                      |                                                      |                                                      |                                                      |                                                      |                                                      |  |  |  |  |  |  |  |  |  |  |  |  |  |  |  |  |  |  |  |  |  |  |  |  |
| Joseph (König von Neapel, König von Spanien) | Joseph (König von Neapel, König von Spanien) | Joseph (König von Neapel, König von Spanien) | Joseph (König von Neapel, König von Spanien) | Joseph (König von Neapel, König von Spanien) | Joseph (König von Neapel, König von Spanien) |  |  | Napoleon (Erster Konsul, Kaiser der Franzosen) | Napoleon (Erster Konsul, Kaiser der Franzosen) | Napoleon (Erster Konsul, Kaiser der Franzosen) | Napoleon (Erster Konsul, Kaiser der Franzosen) | Napoleon (Erster Konsul, Kaiser der Franzosen) | Napoleon (Erster Konsul, Kaiser der Franzosen) |  |  | Lucien (Französischer Innenminister)             | Lucien (Französischer Innenminister)             | Lucien (Französischer Innenminister)             | Lucien (Französischer Innenminister)             | Lucien (Französischer Innenminister)             | Lucien (Französischer Innenminister)             |  |  | Louis (König von Holland)                       | Louis (König von Holland)                       | Louis (König von Holland)                       | Louis (König von Holland)                       | Louis (König von Holland)                       | Louis (König von Holland)                       |  |  | Jérôme (König von Westphalen)                  | Jérôme (König von Westphalen)                  | Jérôme (König von Westphalen)                  | Jérôme (König von Westphalen)                  | Jérôme (König von Westphalen)                  | Jérôme (König von Westphalen)                  |  |  | Elisa (Fürstin von Lucca und Piombino und Großherzogin der Toskana) | Elisa (Fürstin von Lucca und Piombino und Großherzogin der Toskana) | Elisa (Fürstin von Lucca und Piombino und Großherzogin der Toskana) | Elisa (Fürstin von Lucca und Piombino und Großherzogin der Toskana) | Elisa (Fürstin von Lucca und Piombino und Großherzogin der Toskana) | Elisa (Fürstin von Lucca und Piombino und Großherzogin der Toskana) |  |  | Pauline (Herzogin von Guastalla) | Pauline (Herzogin von Guastalla) | Pauline (Herzogin von Guastalla) | Pauline (Herzogin von Guastalla) | Pauline (Herzogin von Guastalla) | Pauline (Herzogin von Guastalla) |  |  | Caroline (Großherzogin von Berg, Königin von Neapel) | Caroline (Großherzogin von Berg, Königin von Neapel) | Caroline (Großherzogin von Berg, Königin von Neapel) | Caroline (Großherzogin von Berg, Königin von Neapel) | Caroline (Großherzogin von Berg, Königin von Neapel) | Caroline (Großherzogin von Berg, Königin von Neapel) |  |  |  |  |  |  |  |  |  |  |  |  |  |  |  |  |  |  |  |  |  |  |  |  |

### Intime Beziehungen und Nachkommen

Wappen der Buonaparte

Napoleon machte als Unterleutnant mit 18 Jahren seine ersten sexuellen Erfahrungen bei Pariser Straßendirnen im Palais Royal. Nach der Heirat mit Joséphine (9. März 1796) lehnte er in der ersten Zeit Beziehungen zu anderen Frauen ab, durchbrach diese Haltung aber auf dem Feldzug nach Ägypten. Dort traf er im Mai 1798 auf die 20-jährige Marguérite Pauline Fourés (geb. Bellisle), die ihren Ehemann, einen Leutnant, als Mann verkleidet dorthin begleitete: Die erst jüngst Vermählten wollten sich nicht trennen. Napoleon schickte den Mann mit wichtigen Briefen nach Frankreich und begann eine Affäre mit ihr.
Danach war er Joséphine wieder treu, aber nach der Schlacht von Marengo begann er am 18. Juni 1800 eine Liaison mit der Mailänder Opernsängerin Giuseppina Grassini, die er später auch nach Paris kommen ließ.
Zu Napoleons weiteren Geliebten gehörten die Schauspielerinnen Marguerite-Joséphine Georges (1787–1867), genannt Georgina, und Catherine Josephine Duchesnois (1777–1835); Adèle Duchâtel, Frau eines älteren Staatsrates; Carlotta Gazzani, eine genuesische Tänzerin, die von Napoleon zur Vorleserin von Joséphine ernannt wurde. Auch Frauen seiner Offiziere und der ihn umgebenden Politiker gehörten dazu, so Adèle-Rosalie Mollien, die Ehefrau seines Finanzministers.
Napoleon galt als schlechter Liebhaber. Stendhal, der ihn auf dem Italienfeldzug persönlich kennen gelernt hatte, berichtete aus späterer Zeit:

„Der Kaiser, der, den Degen an der Seite, an einem kleinen Tisch saß, unterzeichnete Erlasse. Die Dame trat ein; ohne sich stören zu lassen, bat er sie, sich aufs Bett zu setzen. Bald gab er ihr selbst wieder mit einem Handleuchter das Geleit und machte sich aufs neue daran, seine Erlasse zu lesen, zu verbessern und zu unterzeichnen. Die Hauptsache der Zusammenkunft dauerte nicht drei Minuten. Oft stand sein Mameluck hinter einem Wandschirm.“

#### Nachkommen mit Joséphine de Beauharnais und Marie-Louise von Österreich
Die Ehe mit Joséphine blieb kinderlos. Napoleon adoptierte die Kinder aus Joséphines erster Ehe mit Alexandre de Beauharnais: Eugène und Hortense, Gattin seines Bruders und Mutter von Napoleon III. Beide Adoptivkinder haben zahlreiche Nachkommen.

Robert Lefèvre: Walewska, Maria (geb. Laczynska), poln. Adlige, Geliebte Napoleons I., 1789–1817.

1811 gebar seine zweite Frau Marie-Louise von Österreich den Thronfolger Napoleon II., der 1832 kinderlos verstarb.

#### Außereheliche Kinder
Neben seinen Ehen hatte Napoleon verschiedene Geliebte, mit denen er auch Kinder hatte. Bereits während seiner Ehe mit Joséphine hatte er zwei illegitime Kinder von Mätressen.
Aus der Verbindung mit Eleonore Denuelle de la Plaigne (1787–1868):
- Graf Charles Léon Denuelle (1806–1881).

Aus einer sieben Jahre währenden Liebesbeziehung mit Gräfin Maria Walewska (1786–1817):
- Graf Alexandre Colonna-Walewski (1810–1868)

Beide Söhne hatten ihrerseits Nachkommen.
Weitere Kinder (nach mehr oder weniger umstrittenen Quellen):
- Émilie Louise Marie Françoise Joséphine Pellapra (1806–1871) von Françoise-Marie LeRoy
- Napoléone Marie Hélène Charlotte (1816–1895[60], nach anderen Angaben gestorben 1907[61] oder 1910) von Albine de Montholon, geb. Albine Hélène de Vassal, der Ehefrau von Charles-Tristan de Montholon.
- Jules Barthélemy-Saint-Hilaire (1805–1895), Mutter unbekannt
- Eugen Alexander Megerle Edler zu Mühlfeld (1810–1868) von Victoria Kraus (1785–1845)[62]

### Körpergröße und Gewicht
Es wird berichtet, Napoleon sei von geringer Körpergröße gewesen. Dies wurde von der englischen Propaganda popularisiert, die Napoleon in ihren Karikaturen immer als ausgesprochen klein darstellte: 1803 zeichnete James Gillray ihn etwa als Gulliver im Land der Riesen, mit Georg III. in der Rolle des Königs von Brobdingnag. Ein weiteres Beispiel ist die Karikatur The Plumpudding in Danger („Der Plumpudding in Gefahr“) aus dem Jahr 1805, die zeigt, wie William Pitt und ein ausgesprochen schmächtiger Napoleon sich die Weltkugel aufteilen. Von Gillray stammt auch der Spitzname „Little Boney“ (übersetzt etwa: „Der kleine Knochige“), der sich rasch weit verbreitete.

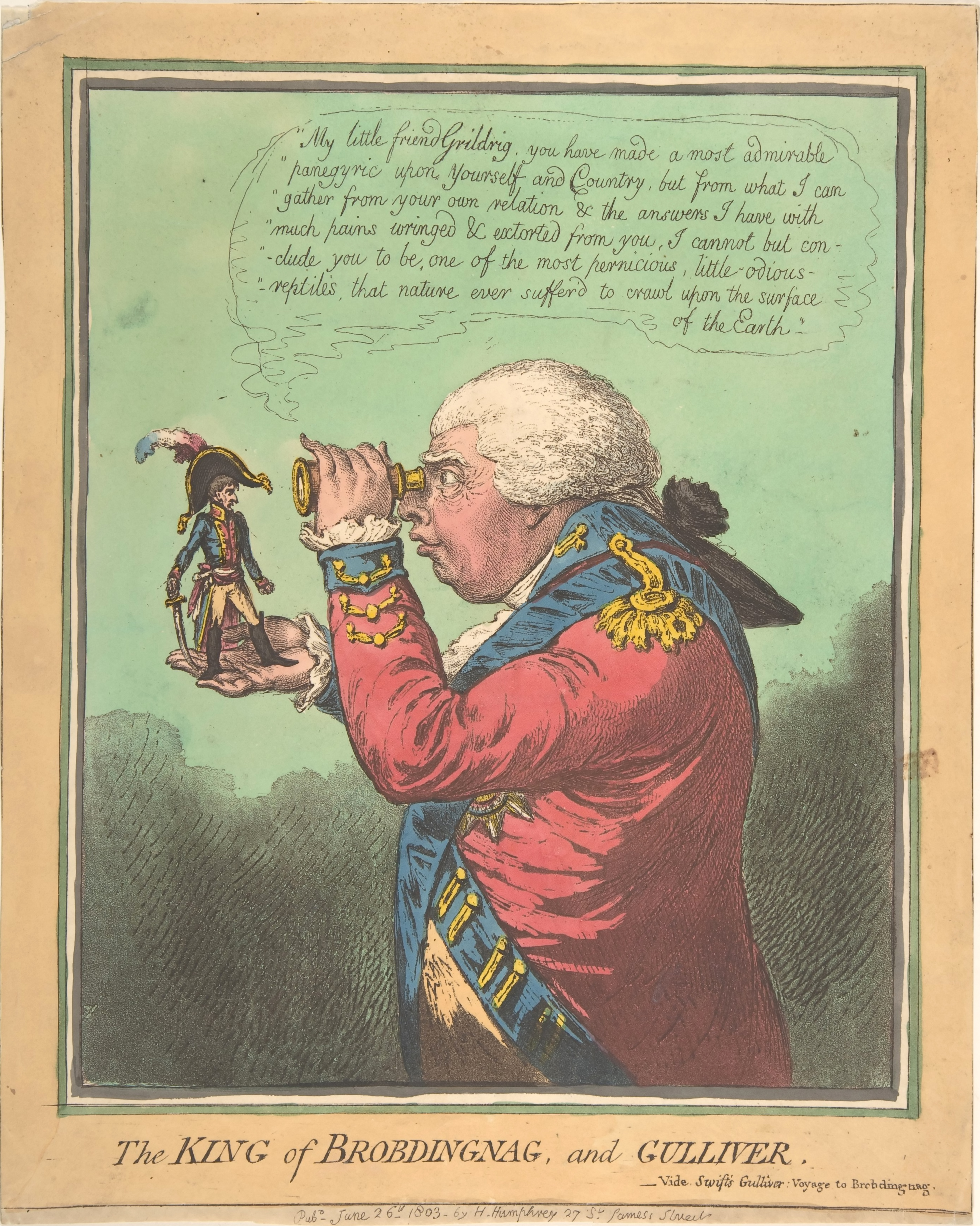
James Gillray: Der König von Brobdingnag und Gulliver. Karikatur aus dem Jahr 1803
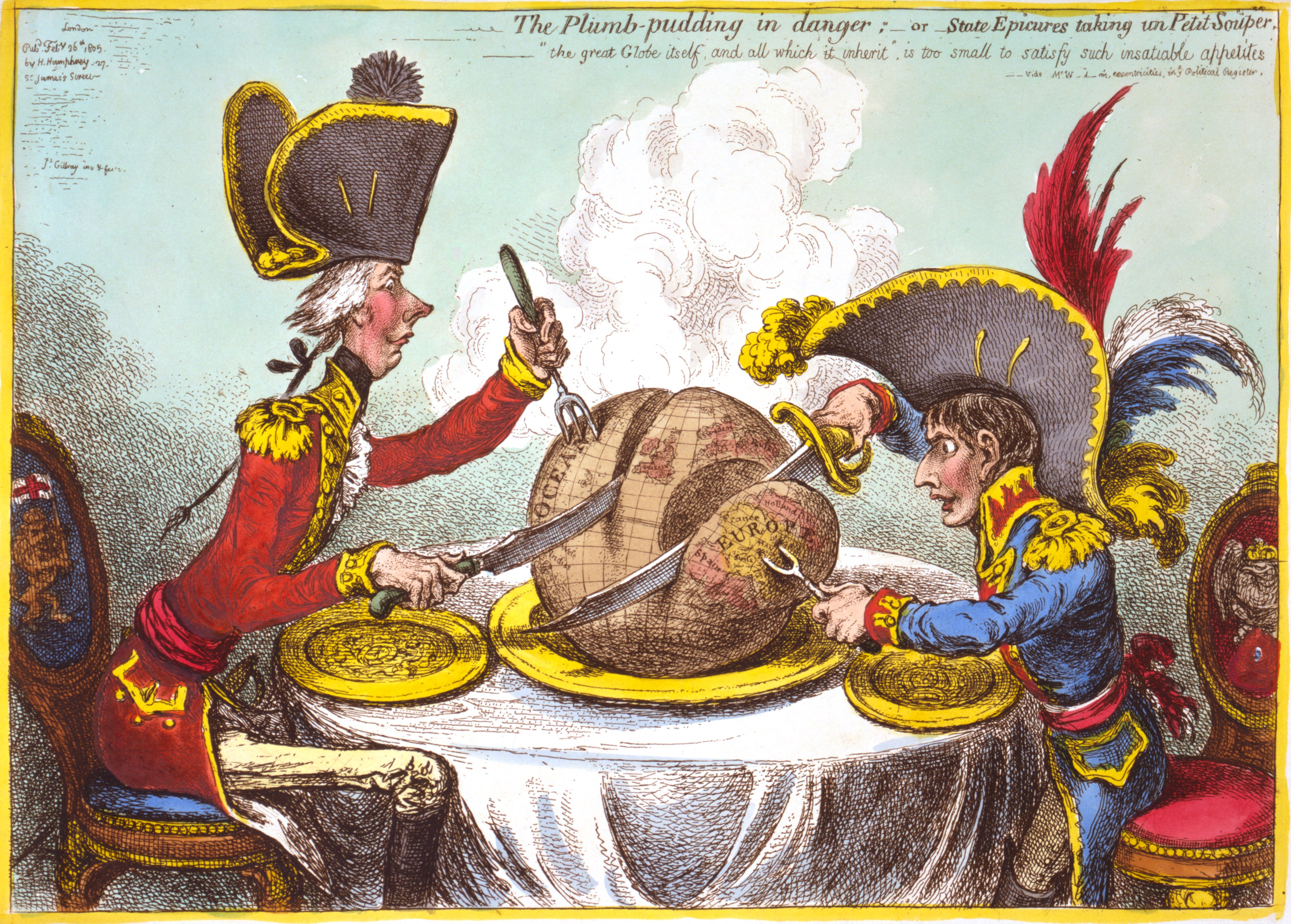
James Gillray: Der Plumpudding in Gefahr. Karikatur aus dem Jahr 1805
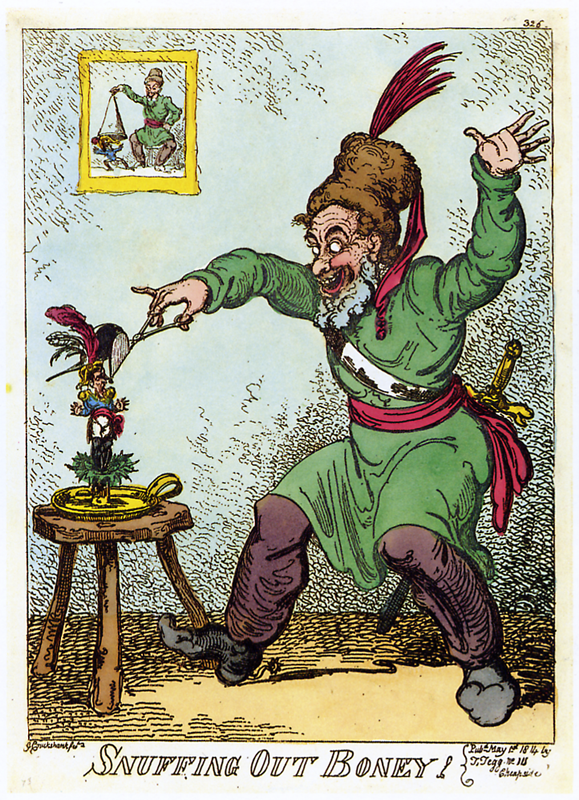
George Cruikshank: Boney wird ausgelöscht. Karikatur aus dem Jahr 1814
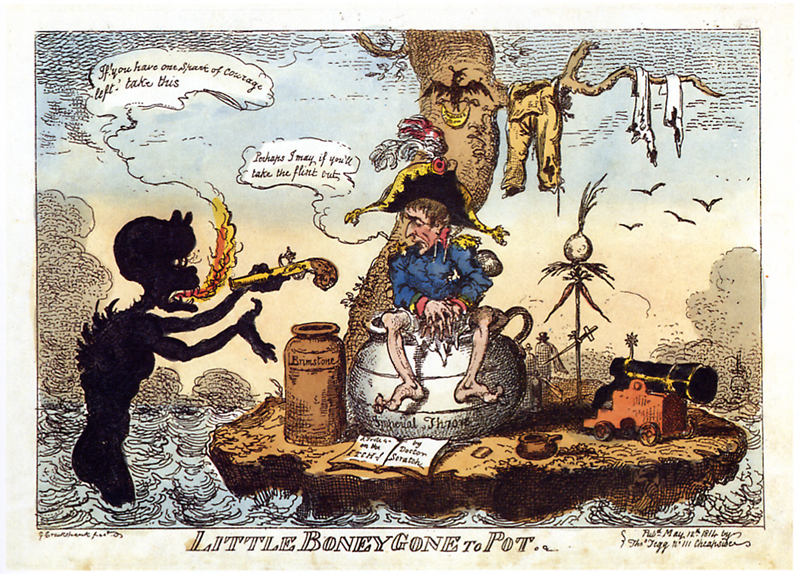
George Cruikshank: Der kleine Boney geht aufs Töpfchen. Karikatur aus dem Jahr 1814

Napoleons von seinem Kammerdiener Louis Constant Wairy in französischen Maßeinheiten überlieferte Körpergröße betrug cinq pieds deux pouces trois lignes („fünf Fuß, zwei Zoll, drei Linien“). Somit hätte Napoleon mit gut 1,68 m eine für Männer seiner Zeit durchschnittliche Körpergröße erreicht. Die unterschiedliche Messung ist möglicherweise auch auf Unterschiede des Längenmaßes Fuß zurückzuführen: Ein englischer foot misst 30,48 cm und damit exakt zwei Zentimeter weniger als der seinerzeitige französische pied (32,48 cm), was bei fünf Fuß einen Unterschied von zehn Zentimetern ausmacht. Daneben könnte Napoleons Vorliebe, sich mit hoch gewachsenem Gefolge zu umgeben, eine Rolle gespielt haben. Im Vergleich mit britischen Aristokraten wirkte er daher kleiner, auch wenn der Großteil der Bevölkerung u. a. durch schlechtere Ernährung nicht so groß wurde wie heute.
Der Dichter Denis Davydov beschrieb ihn als Mann „kleiner Statur, gerade über fünf Fuß hoch, recht schwer wenngleich nur 37 Jahre alt“. Widersprüchlich sind die Angaben zu Napoleons Körpergröße auch nach dessen Tod; ergab eine angebliche Messung von Napoleons Leichnam unmittelbar nach seinem Tod durch seinen Arzt auf Sankt Helena eine Körperlänge von exakt 1,686 Meter, gibt es einen anderen Historikerbericht, der die Körpergröße Napoleons auf Sankt Helena mit 1,57 m bemisst.
Der österreichische Psychologe Alfred Adler prägte infolgedessen den Begriff Napoleon-Komplex, um den angeblichen Minderwertigkeitskomplex kleingewachsener Männer und dessen Überkompensation zu beschreiben.
Laut übereinstimmenden Berichten von Zeitgenossen hatte Napoleon seit 1810 nach der Eheschließung mit Marie-Louise sehr an Gewicht zugenommen. Es waren Friedenszeiten und er bewegte sich weniger, was die Gewichtszunahme allein aber kaum erklärt, da er nicht unmäßig aß und trank. Medizinische Analysen lassen vermuten, dass er an einer Erkrankung der Hirnanhangdrüse litt, die bei Männern gelegentlich um das 40. Lebensjahr auftritt und sowohl zur Gewichtszunahme als auch zur Genitalschrumpfung führt (die sich bei der Autopsie nach seinem Tod ergeben hat).

### Hand in der Weste

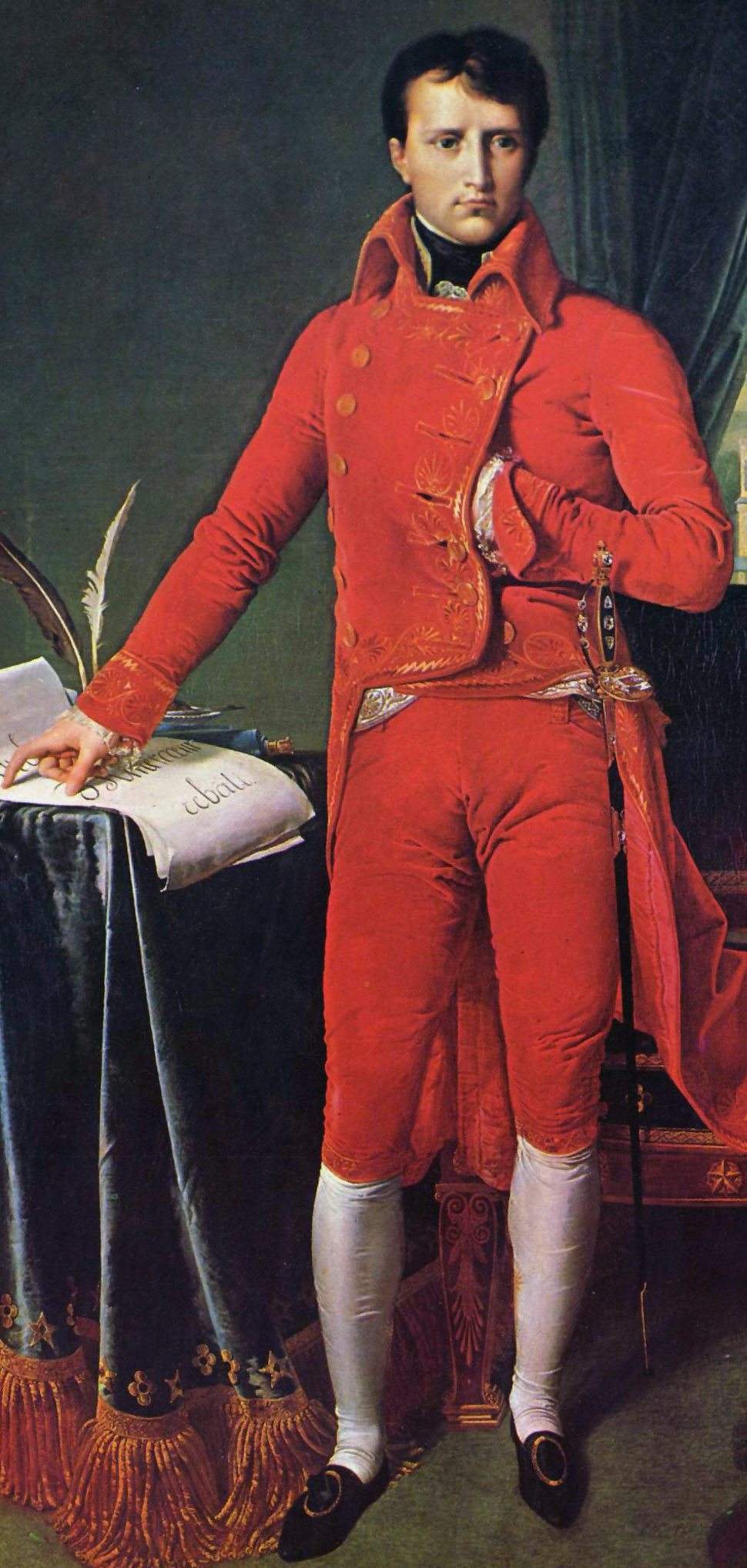
Jean Auguste Dominique Ingres: Napoleon als Erster Konsul 1804

Auf zahlreichen Porträts steckt der Kaiser der Franzosen auf Bauchhöhe die rechte oder linke Hand in seine Weste. Gemutmaßt wurde beispielsweise, dass er unter chronischen Bauchschmerzen litt oder eine verkrüppelte Hand hätte. Die tatsächliche Ursache hierfür war das Werk des französischen Tänzers und Tanzmeisters Françoise Nivelon aus dem Jahre 1738 mit dem Titel Grundzüge des vornehmsten Benehmens. Diese Pose würde „zugleich männliche Kühnheit als auch Bescheidenheit“ signalisieren, so Nivelon.

### Sonstiges

#### Ordensverleihungen
Napoleon bekam allein in der Zeit zwischen 5. April 1805 und 3. Februar 1810 insgesamt 14 Ordensdekorationen europäischer Königs- und Fürstenhäuser verliehen.
- 7. April 1805 – Schwarzer Adlerorden des Königreichs Preußen
- 18. Mai 1805 – Elefanten-Orden des Königreichs Dänemark
- 6. Oktober 1805 – Ritterorden vom Goldenen Adler des Königreichs Württemberg
- 21. Januar 1806 – Hausorden der Treue (Fidelitasorden) des Großherzogtums Baden
- 3. Februar 1810 – Seraphinenorden des Königreichs Schweden

#### Mitgliedschaften
Vom 25. Dezember 1797 bis zum 10. April 1815 war er Mitglied der Académie des sciences.

#### Benennungen nach Napoleon
- Nach Napoleon Bonaparte benannt sind die Pflanzengattungen Napoleonaea P.Beauv. aus der Familie der Topffruchtbaumgewächse (Lecythidaceae), Bonapartea Ruiz & Pav. aus der Familie der Bromeliengewächse (Bromeliaceae) und Calomeria Vent. aus der Familie der Korbblütler (Asteraceae).[73]

## Rezeption

### Napoleon aus deutscher Sicht
Napoleon Bonaparte hat in der deutschen Öffentlichkeit zu Lebzeiten und auch noch bis weit in das 19. Jahrhundert hinein viel Aufmerksamkeit erfahren. Diese Aufmerksamkeit war ambivalent, denn Napoleon entfachte besonders während der Koalitionskriege regelrechte Begeisterung im aufstrebenden Bürgertum, gleichzeitig entwickelten sich in der Phase nach der Völkerschlacht 1813 ein Napoleon- und Franzosenhass, der die deutsche Sicht auf Frankreich im weiteren Verlauf des 19. Jahrhunderts dominierte. Der Historiker Hagen Schulze bemerkte zur deutschen Rezeption Napoleons, dass „sich die Widersprüchlichkeit der Erinnerung an Napoleon als das einzige durchgehende Element“ erwiesen habe.

#### Napoleonverehrung

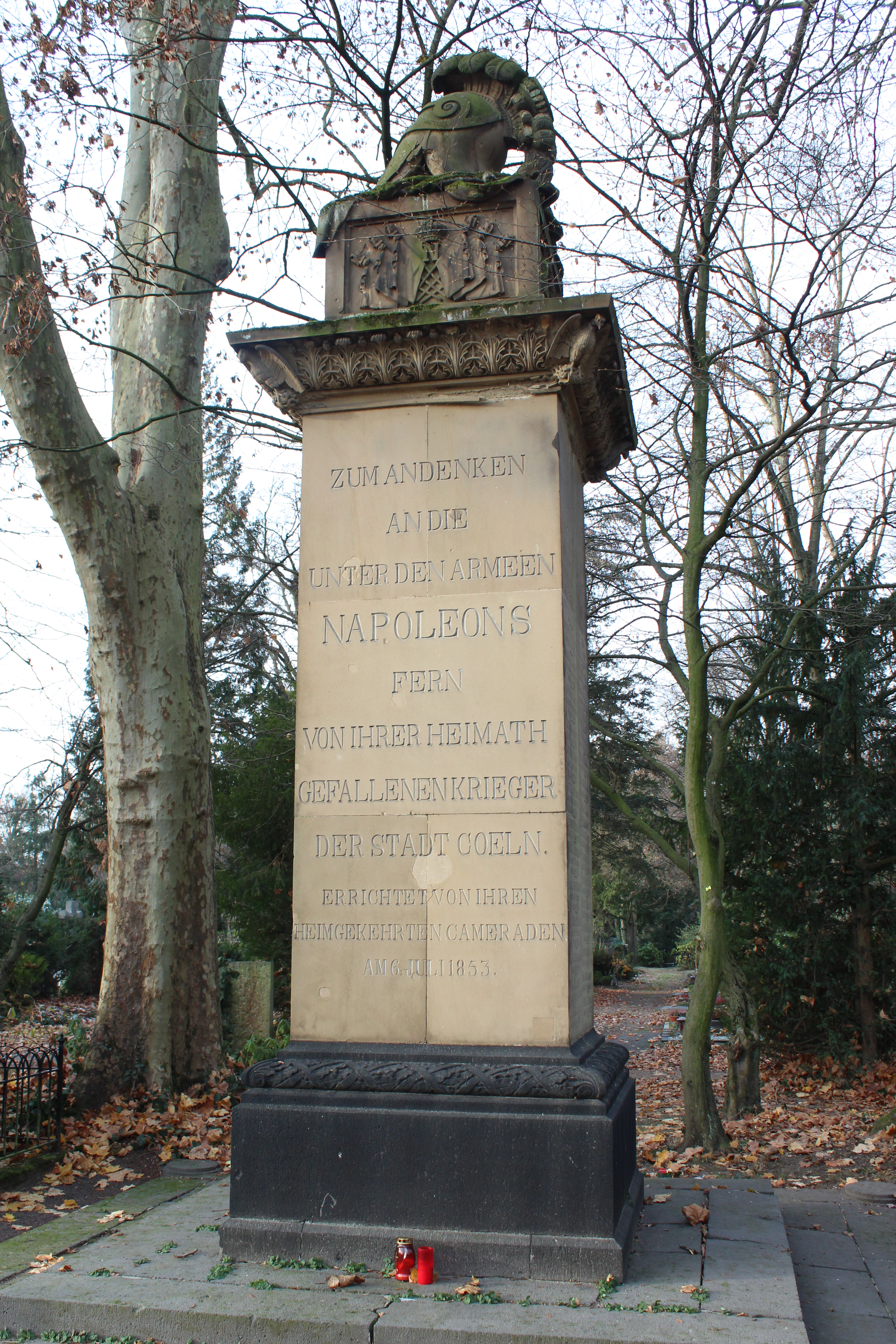
Napoleonstein auf dem Melaten-Friedhof in Köln: „Zum Andenken an die unter den Armeen Napoleons fern von ihrer Heimat gefallenen Krieger der Stadt Coeln. Errichtet von ihren Cameraden am 6. Juli 1853“

Die Französische Revolution und Napoleon wurden um 1800 im Bürgertum der deutschen Länder positiv konnotiert und lösten nach der französischen Besatzung eine Napoleon-Begeisterung aus, der nach Hagen Schulze etwas „Rauschhaftes, Phantastisches anhaftete“. Die Napoleonverehrung wirkte noch weit bis in das 19. Jahrhundert fort, besonders in den französisch besetzten westdeutschen Regionen. Hagen Schulze schreibt über diese Napoleonverehrung:

„Als eigentlicher Träger der Napoleonverehrung treten die Vereine der Veteranen hervor, verbunden durch die gemeinsamen militärischen Erlebnisse, Siege und Niederlagen im französischen Heer und durch die völlig unbefragt fortdauernde Treue zu dem Kaiser, in dessen Zeichen sie gekämpft hatten. Der älteste dieser Vereine war der von Mainz, 1833 begründet, um ein Denkmal zu errichten, die Erinnerung zu pflegen, bedürftige ehemalige Soldaten zu unterstützen und die Verstorbenen ehrenvoll zu bestatten. Das Beispiel von Mainz wirkte beträchtlich – Klein [Walther Klein: Napoleonkult in der Pfalz, 1932] weiß von 35 Vereinen und 25 Denkmälern, die bis 1852 links des Rheins entstanden, von Köln bis Landau […].“

#### Napoleonhass
Im Gegensatz zur Napoleonbegeisterung bemerkt Schulze: „Sobald der Erfolg ihn im Stich ließ, kippte seine Wahrnehmung in der Öffentlichkeit radikal um“. Die Meistererzählung der deutschen Sicht auf Frankreich und Napoleon im 19. Jahrhundert weist auf eine verbreitete antifranzösische und antinapoleonische Stimmung hin, die Frankreich zum Erbfeind stilisierte. Als wichtiger Vertreter des Franzosenhasses gilt Ernst Moritz Arndt, der sich in zahlreichen Schriften und Gedichten feindlich gegenüber Frankreich und Napoleon äußerte. Die antinapoleonische Haltung teilte besonders die preußische Führung, wobei manches „für ein Gefälle vom napoleonwütenden preußischen Nordosten zum etwas frankophiler gesinnten Süden und Westen“ spricht.

### Museale Rezeption

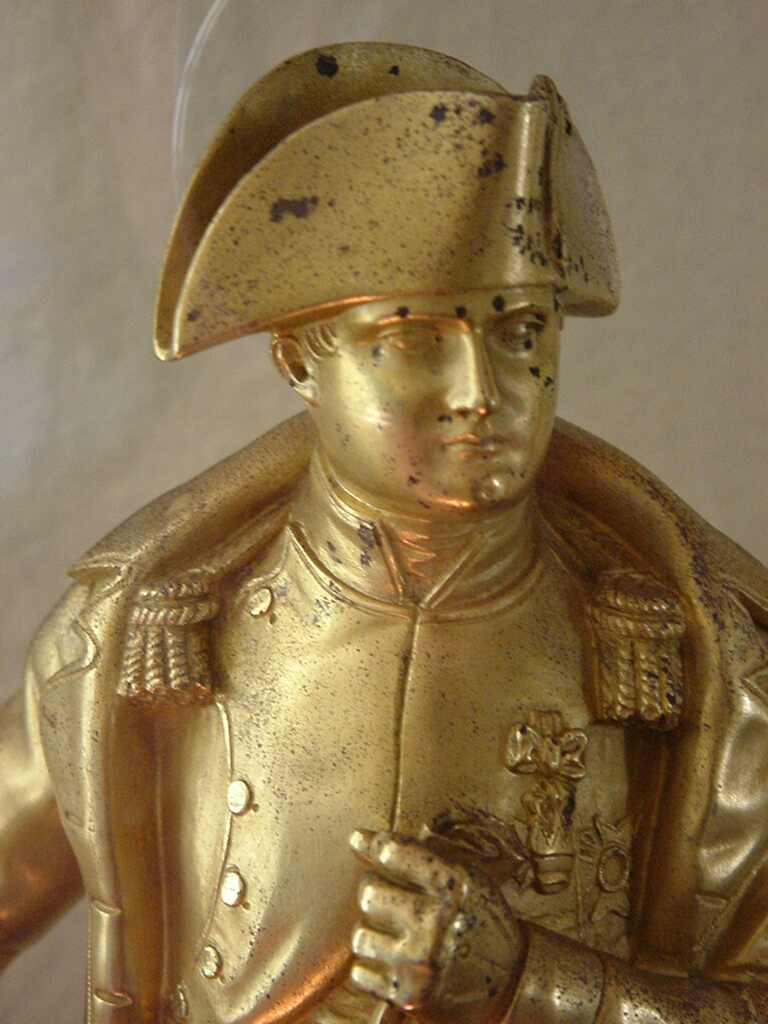
Napoleon-Statuette im Musée de la Maison Bonaparte in Ajaccio

- Longwood House, Napoleons Exilwohnsitz auf der Insel St. Helena, ist heute ein vom französischen Staat gepflegtes Museum
- Villa San Martino auf der Insel Elba, Napoleons Sommerresidenz während seiner ersten Verbannung
- Villa Mulini in Portoferraio auf der Insel Elba, Napoleons Winterresidenz während seiner ersten Verbannung
- Napoleonmuseum Thurgau auf Schloss Arenenberg in der Gemeinde Salenstein, Kanton Thurgau, Schweiz[79]
- Nationalmuseum des Schlosses Malmaison[80]
- Napoleon Museum in Rom, im Wohnhaus von Napoleons Mutter Laetitia Ramolino[81]
- Museum of Napoleon Souvenirs im Fürstenpalast von Monaco[82]
- Jacques-Louis Davids Gemälde im Pariser Louvre zeigt Napoleon, wie er seiner Frau Josephine die Krone aufsetzt (Abb. s. oben).
- In der Schatzkammer in Wien befinden sich im Bereich „Napoleonica“ Relikte aus dem Besitz Napoleons und der Kaiserin Marie-Louise, insbesondere die Wiege des kleinen Napoleon Franz.
- Das so genannte Napoleonzimmer im Schloss Schönbrunn wurde von Napoleon vermutlich als Schlafzimmer benutzt, als er in den Jahren 1805 und 1809 Wien besetzte und das Schloss zum Hauptquartier wählte.
- In der Dauerausstellung des Deutschen Historischen Museums (DHM) im Berliner Zeughaus werden die Französische Herrschaft in den deutschen Staaten und die anschließenden Befreiungskriege thematisiert.[83] In diesem Teil wird u. a. ein von Napoleon getragener Zweispitz präsentiert.[84]
- Im Heeresgeschichtlichen Museum in Wien sind die Koalitionskriege in einem eigenen Saal (Saal III – Saal der Franzosenkriege) im Detail dokumentiert. Ein Porträt des Mailänder Hofmalers Andrea Appiani zeigt Napoleon als König von Italien. Des Weiteren ist auch der Mantel ausgestellt, den Napoleon vom 25. bis zum 27. April 1814 während der Reise von Fontainebleau in die Verbannung auf Elba trug.[85] Ein besonderes Stück ist auch die Kuriertasche Napoleons mit der Aufschrift: Dépéches de sa Majesté Napoleon Empereur et Roi und Départ de Paris pour le Quartier Général (Abgang von Paris nach dem Hauptquartier).[86]
- Im Jahr 2022 wurde das Napoleon-Museum Bad Harzburg eröffnet.

### Filme
Spielfilme/TV-Produktionen
Seit 1908 tauchte die Figur des Napoleon in mehr als 300 Spielfilmen oder TV-Produktionen auf. Napoleon zählt damit neben Adolf Hitler zu den historischen Persönlichkeiten, die am häufigsten in Filmen zu sehen sind (oft allerdings auch in Nebenrollen), und wurde von hunderten von Schauspielern verkörpert.
Hier eine Liste filmhistorisch wichtiger Werke mit Napoleon:
- Napoleon and the English Sailor (1908); erster bekannter Napoleon-Film; Napoleon (Herbert Darnley) befreit einen englischen Seemann, der nach Hause fliehen möchte
- Napoléon (1927, restaurierte Fassung 1981), wichtigstes Werk von Abel Gance, in Breitwandtechnik, Länge: 330 Minuten; großangelegtes Stummfilmepos über das Leben Napoleons (Albert Dieudonné) von 1781 bis zum Italienfeldzug 1796; Gance plante sechs Filme über das Leben Napoleons
- Napoleon auf St. Helena (1929), Regie: Lupu Pick; psychologische Studie über Napoleons (Werner Krauß) letzte Jahre
- Der Kongress tanzt (1931), Regie: Erik Charell; frühe Tonfilmkomödie über den Wiener Kongress; Napoleon (Ernst Stahl-Nachbaur) taucht nur kurz auf
- Maria Walewska (1937), Regie: Clarence Brown; Charles Boyer als Napoleon und Greta Garbo als Maria Walewska
- Kolberg (1943/45), Regie: Veit Harlan; hochbudgetierter nationalsozialistischer Propagandafilm über die historische Belagerung Kolbergs 1807, der den Durchhaltewillen der Deutschen stärken sollte; Charles Schauten als Napoleon
- Scaramouche, der galante Marquis (1952), Regie: George Sidney; zeittypischer Mantel- und Degenfilm mit Stewart Granger; mit Aram Katcher in einer ganz kleinen Rolle als Napoleon
- Der Graf von Monte Christo (1954), Regie: Robert Vernay; populäre Dumas-Adaption mit Jean Marais; Julien Bertheau tritt in einer Nebenrolle als Napoleon auf
- Désirée (1954), Regie: Henry Koster; Aufstieg und Fall Napoleons, in der Hauptrolle Marlon Brando
- Napoleon (1955), Regie: Sacha Guitry; die wichtigsten Lebensstationen, in der Hauptrolle Raymond Pellegrin
- Krieg und Frieden (1956), Regie: King Vidor; großangelegte Tolstoi-Verfilmung mit Henry Fonda und Audrey Hepburn in den Hauptrollen; mit Herbert Lom als Napoleon
- Austerlitz – Glanz einer Kaiserkrone (1960), Regie: Abel Gance; opulentes Kostümdrama über das Leben Napoleons (Pierre Mondy) von 1802 bis zur Schlacht bei Austerlitz
- Waterloo (1970), Regie: Sergei Bondartschuk; großangelegter Kriegsfilm mit Rod Steiger als Napoleon und Christopher Plummer als dem Duke of Wellington
- Die letzte Nacht des Boris Gruschenko (1975); Komödie von und mit Woody Allen, in der Historienfilme parodiert werden; Allen als neurotischer Soldat, der unter anderem ein Attentat auf Napoleon (James Tolkan) plant
- Time Bandits (1981), Regie: Terry Gilliam; parodistischer Fantasyfilm um zeitreisende Zwerge mit zahlreichen Mitgliedern der Monty-Python-Gruppe; Ian Holm hat einen kurzen Auftritt als Napoleon
- Napoleon (2002), Regie: Yves Simoneau, vierteiliger Fernsehfilm über das Leben Napoleons mit Christian Clavier in der Titelrolle sowie Gérard Depardieu als Fouché und John Malkovich als Talleyrand
- Monsieur N. (2003), Regie: Antoine de Caunes; fiktiv angelegter Spielfilm über Napoleons Exil in St. Helena und seine Flucht nach Louisiana; Napoleon wird von Philippe Torreton verkörpert
- Napoleon (2007), Regie: Nick Murphy; Doku-Drama über Napoleon und die Belagerung von Toulon (1793); 1. Episode der von der BBC produzierten Mini-Serie Warriors – Die größten Krieger der Geschichte (Originaltitel: Heroes and Villains); Napoleon wird dargestellt durch Tom Burke
- Nachts im Museum 2 (2009), Regie: Shawn Levy; Fantasykomödie, in der Napoleon (Alain Chabat) und andere historische Figuren zum Leben erwachen
- Napoleon (2023), Regie: Ridley Scott; Historienfilm mit Joaquin Phoenix in der Titelrolle sowie Vanessa Kirby als Joséphine

Napoleon wurde außerdem von so bekannten Schauspielern dargestellt wie Charles Vanel (1927–1929), Werner Krauß (1929 und 1935), Claude Rains (1936), Sacha Guitry/Jean-Louis Barrault (1942), Paul Dahlke (1949), James Mason (1953), René Deltgen (1957), Dennis Hopper (1957), Klaus Schwarzkopf (1968), Rod Steiger (1970), Stacy Keach (1973), Armand Assante (1987), David Suchet (2000) oder Daniel Auteuil (2006).
Napoleon taucht in zahlreichen Fernsehfilmen und -serien auf. Das anhaltende Interesse an der Figur zeigt sich daran, dass regelmäßig zwei oder drei TV-Produktionen pro Jahr entstehen, in denen Napoleon zu sehen ist. Gelegentlich wird er auch in parodistischer Weise dargestellt (Monty Python’s Flying Circus, Saturday Night Live).
Star-Regisseur Stanley Kubrick plante in den späten 1960er Jahren einen großangelegten Napoleon-Film und stellte jahrelang eine umfangreiche Dokumentation zum Thema zusammen. Eine Finanzierung dieses Films kam allerdings nicht zustande, da die Filmstudios – auch, weil Waterloo 1970 gefloppt hatte – der Ansicht waren, Kostümfilme seien aus der Mode. Die Titelrolle hatte Kubrick dem österreichischen Schauspieler Oskar Werner angeboten.
Einige der Produktionsentwürfe verwendete Kubrick später für sein Historien-Epos Barry Lyndon (1975). Kubricks Schwager und ehemaliger Produzent Jan Harlan hat alle Unterlagen zusammengestellt und hofft, dass das Napoleon-Projekt doch noch realisiert werden kann. 2011 erschien im deutschen Taschen-Verlag das mehr als 1000-seitige Buch Stanley Kubrick – Napoleon: The Greatest Movie Never Made, das einen Überblick über Kubricks Produktionsvorbereitungen und seine enorme Materialsammlung bietet.
Dokumentarfilme
- Napoleon. 2 bzw. 4 Teile. 150 Min., Regie und Drehbuch: David Grubin. Frankreich/USA 2000.[87]
- Napoleon und die Deutschen. 4 Teile. 210 Min. Buch: Steffen Schneider, Regie: Georg Schiemann, Elmar Bartlmae, Produktion: MDR, WDR. Deutschland 2006.[88][89]
- Austerlitz, Napoleons langer Marsch zum Sieg. 95 Min., Regie: Jean-François Delassus, Produktion: Arte France. Frankreich 2006.[90]
- Napoleon – Soldat und Kaiser. (= Warriors – Die größten Krieger der Geschichte). 59 Min. Vereinigtes Königreich 2007.[91][92]
- Napoleon Bonapartes Russland-Feldzug. 2 Teile. 103 Min. Drehbuch und Regie: Fabrice Houlier, Marc Eisenchteter. Frankreich 2013.[93]
- Waterloo – Napoleons letzte Schlacht. 80 Min. Regie und Drehbuch: Valérie De Rath, Produktion: Arte. Belgien 2014.[94]
- Napoleon – Die wahre Geschichte. 3 Teile. 135 Min. Drehbuch: David Barrie. Vereinigtes Königreich 2014.[95]
- Napoleon – Metternich: Der Anfang vom Ende. 90 Min. Regie: Mathieu Schwartz, Christian Twente. Deutschland/Frankreich 2021.[96]
- Napoleon. Der Tod hat sieben Leben. 90 Min. Regie: Mathieu Schwartz. Frankreich 2021.[97]

### Napoleontasche
- In der Textilbranche hat sich bei Jacken und Westen für Taschen, welche direkt neben dem Hauptreißverschluss liegen, der Begriff Napoleontasche eingebürgert, weil diese an ähnlicher Stelle positioniert sind, an der der französische Kaiser seine Hand typischerweise unter sein Hemd zu schieben pflegte. An manchen Jacken sind sie beidseitig angebracht und erleichtern auf diese Weise den schnellen Zugriff auf Tascheninhalte, ohne die Jacke zu öffnen oder einen Rucksack abzustreifen.[98]